# Biserica de lemn din Căraci

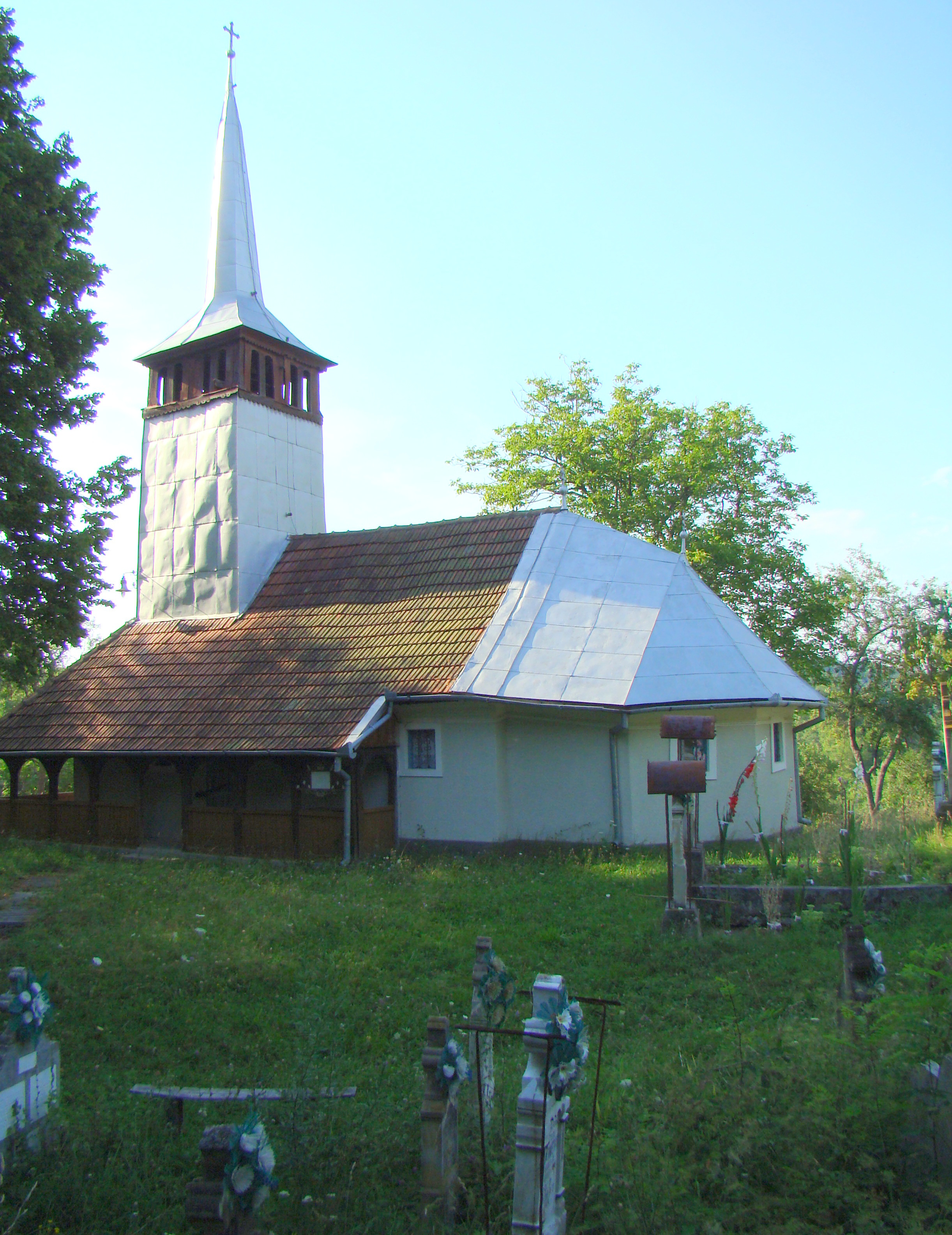
Biserica de lemn „Sfântul Ierarh Nicolae” din Căraci, comuna Baia de Criș, județul Hunedoara, foto: iulie 2009.

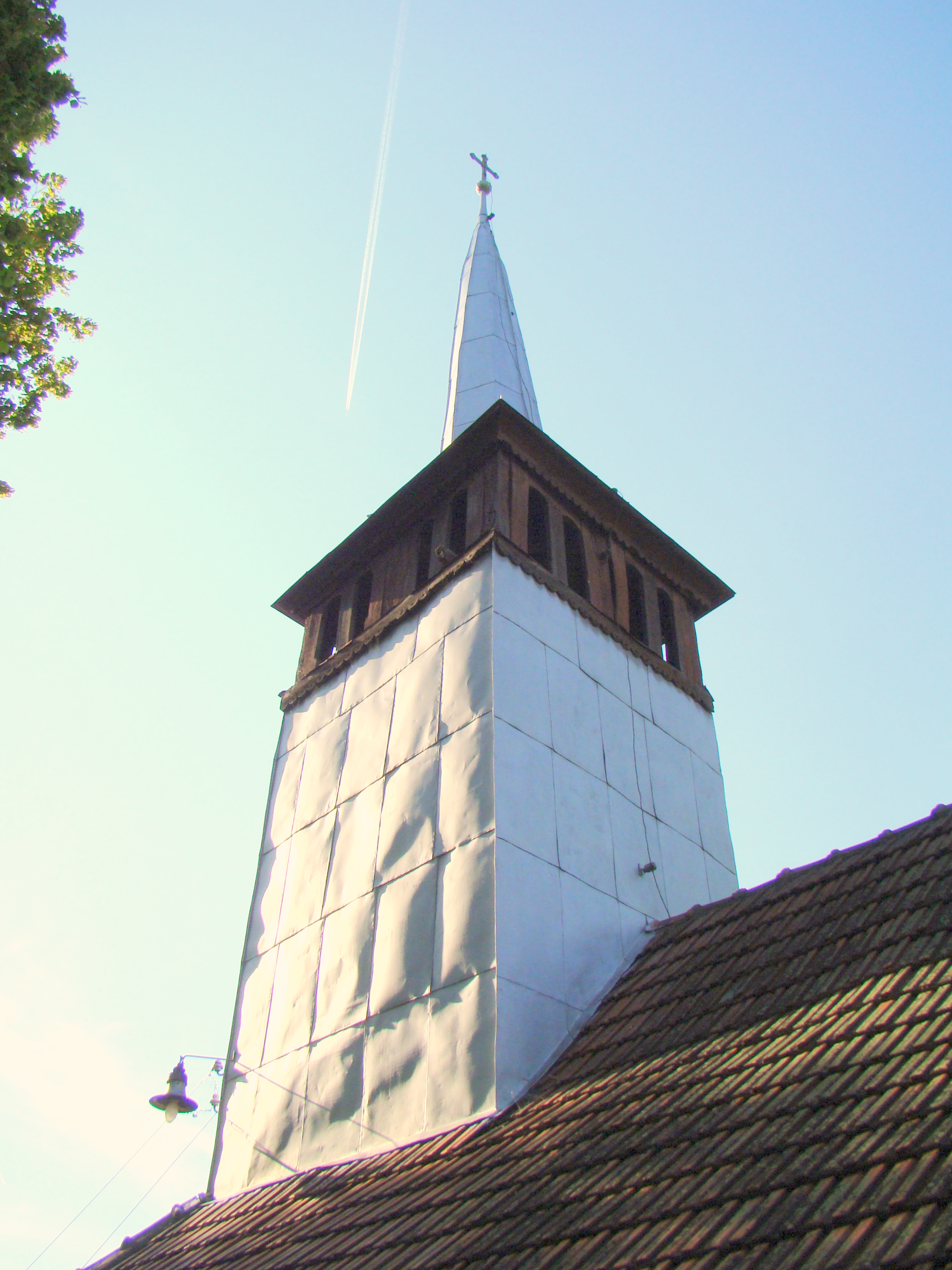
Turnul-clopotniță

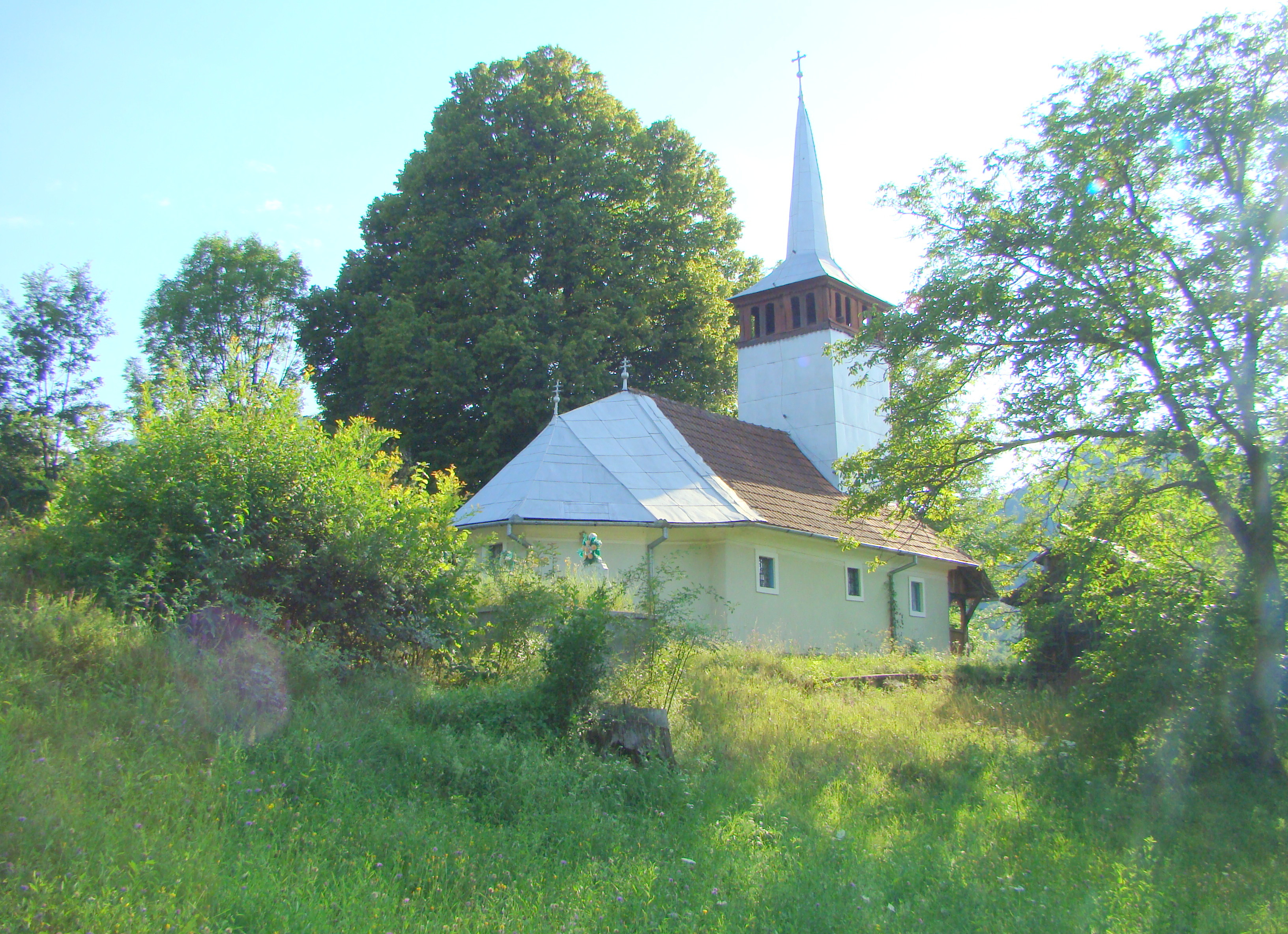
Biserica (nord-est)

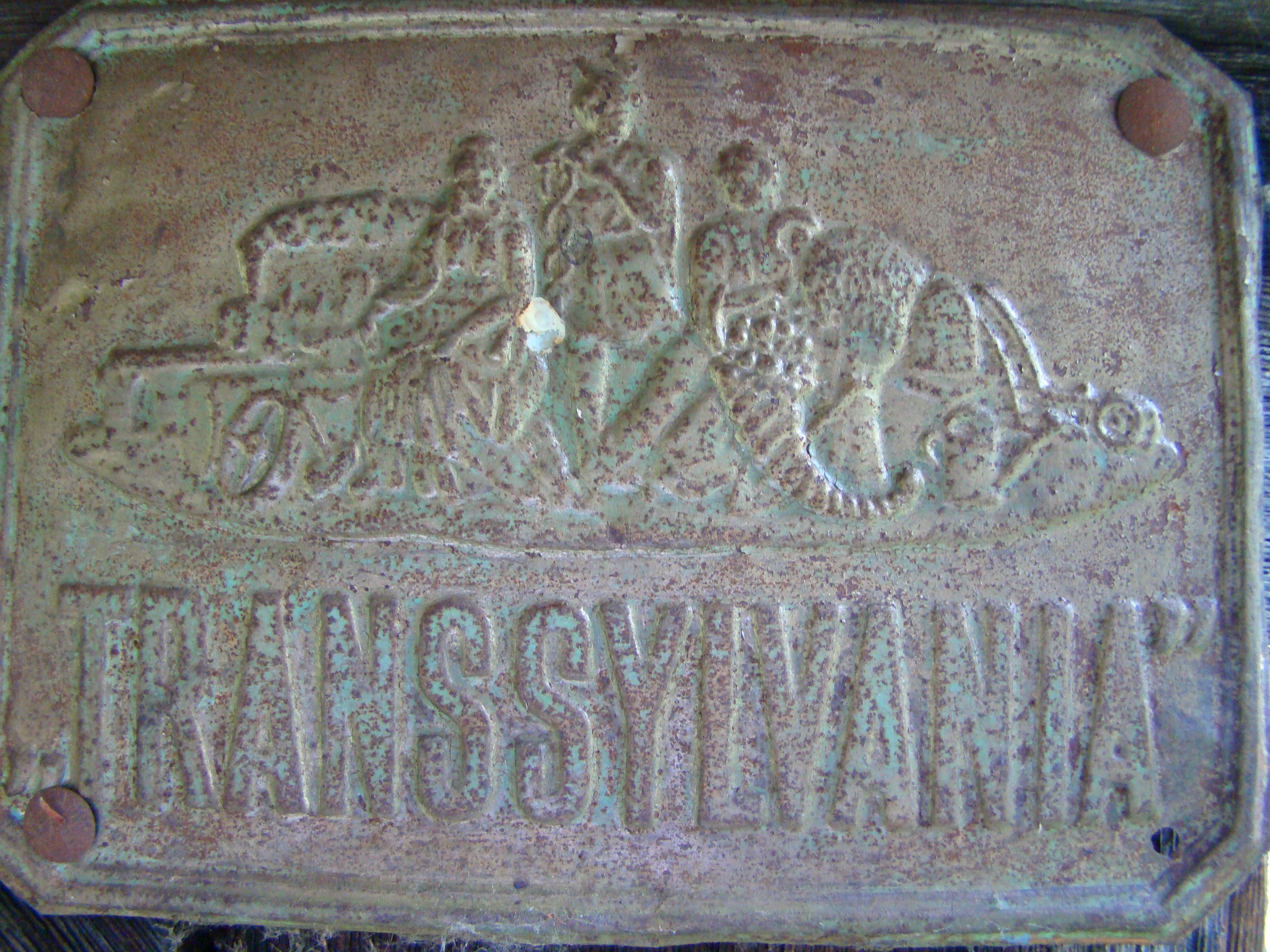

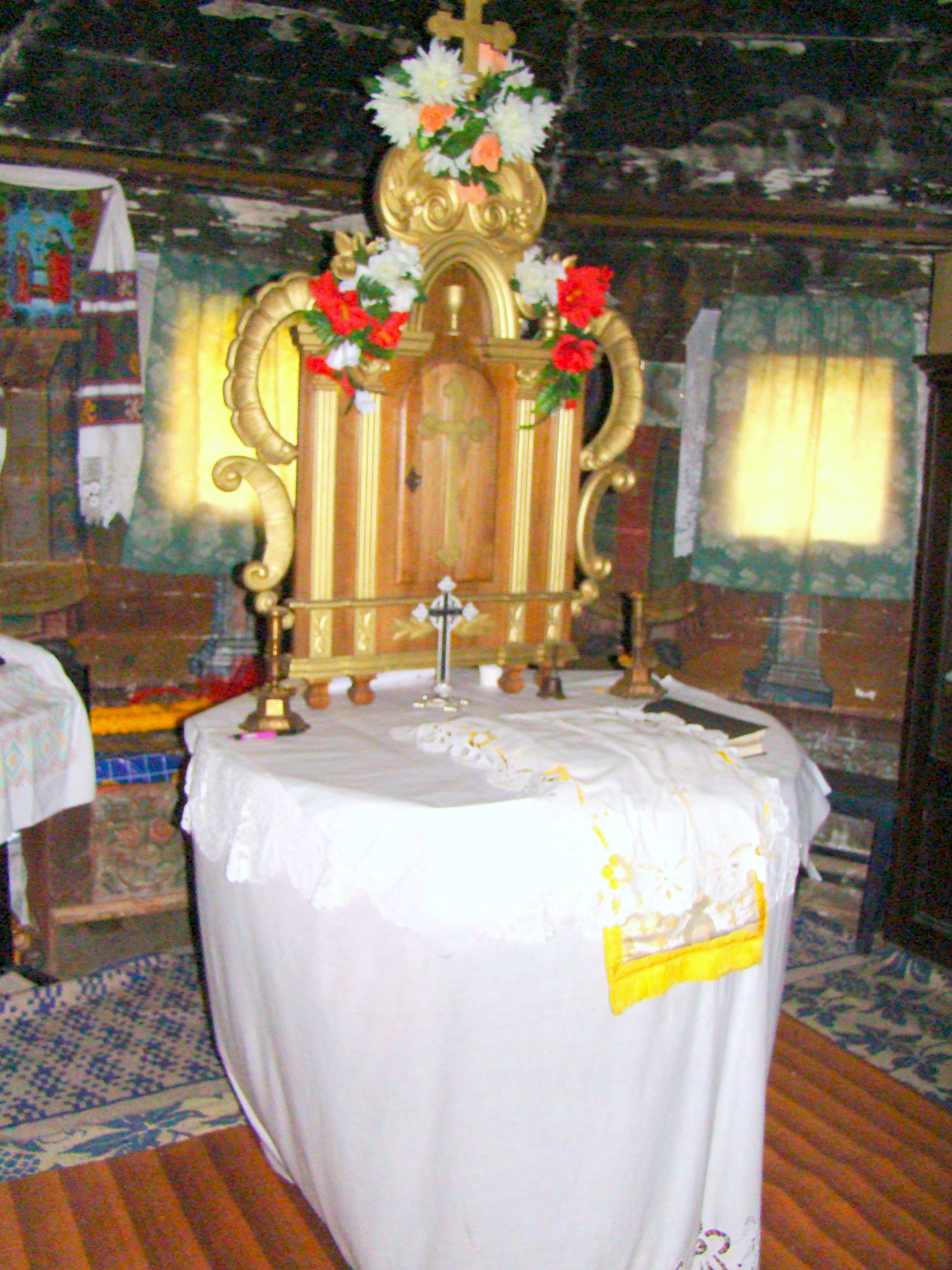
Sfânta Masă

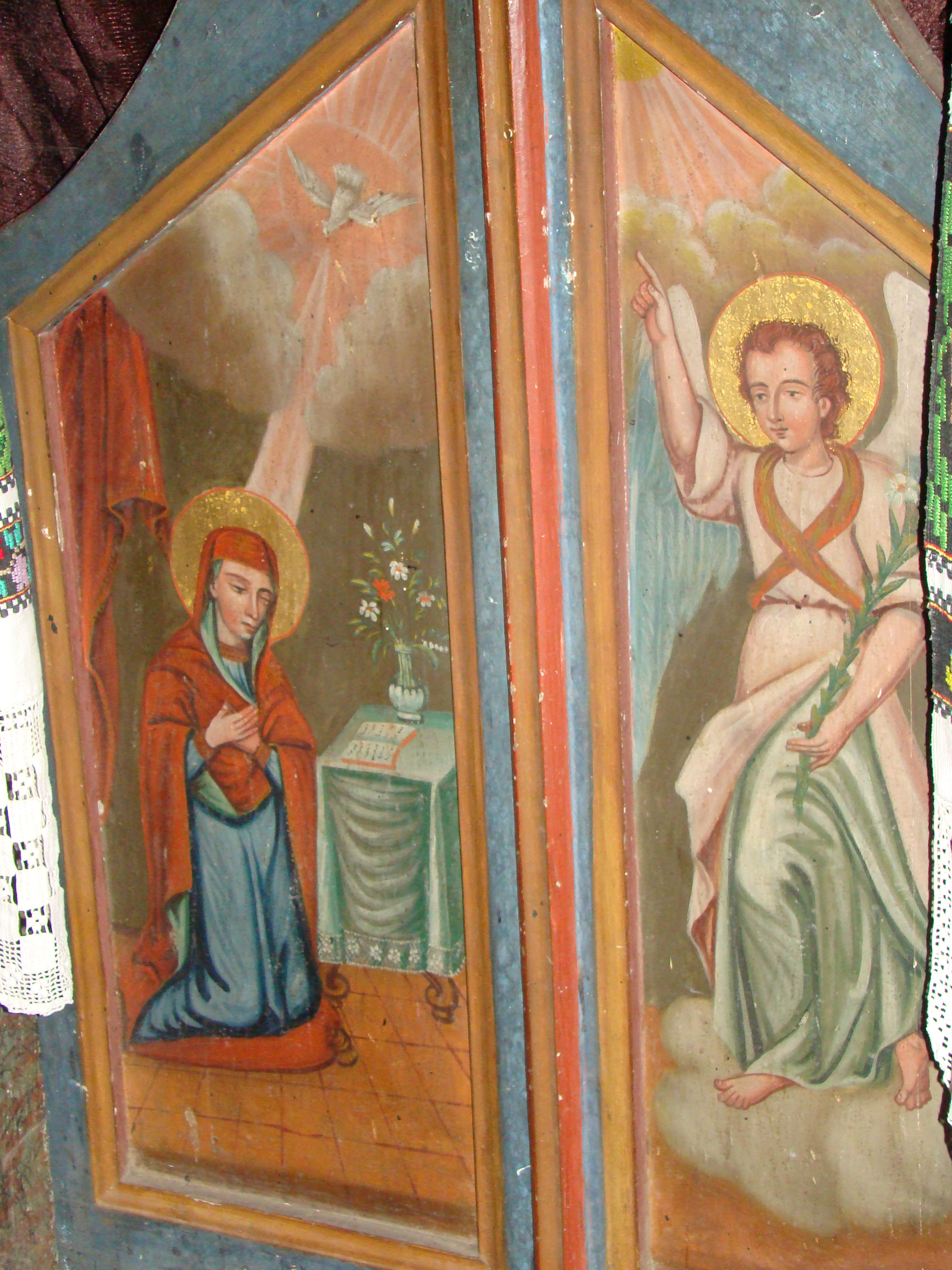
Ușile împărătești: Buna Vestire

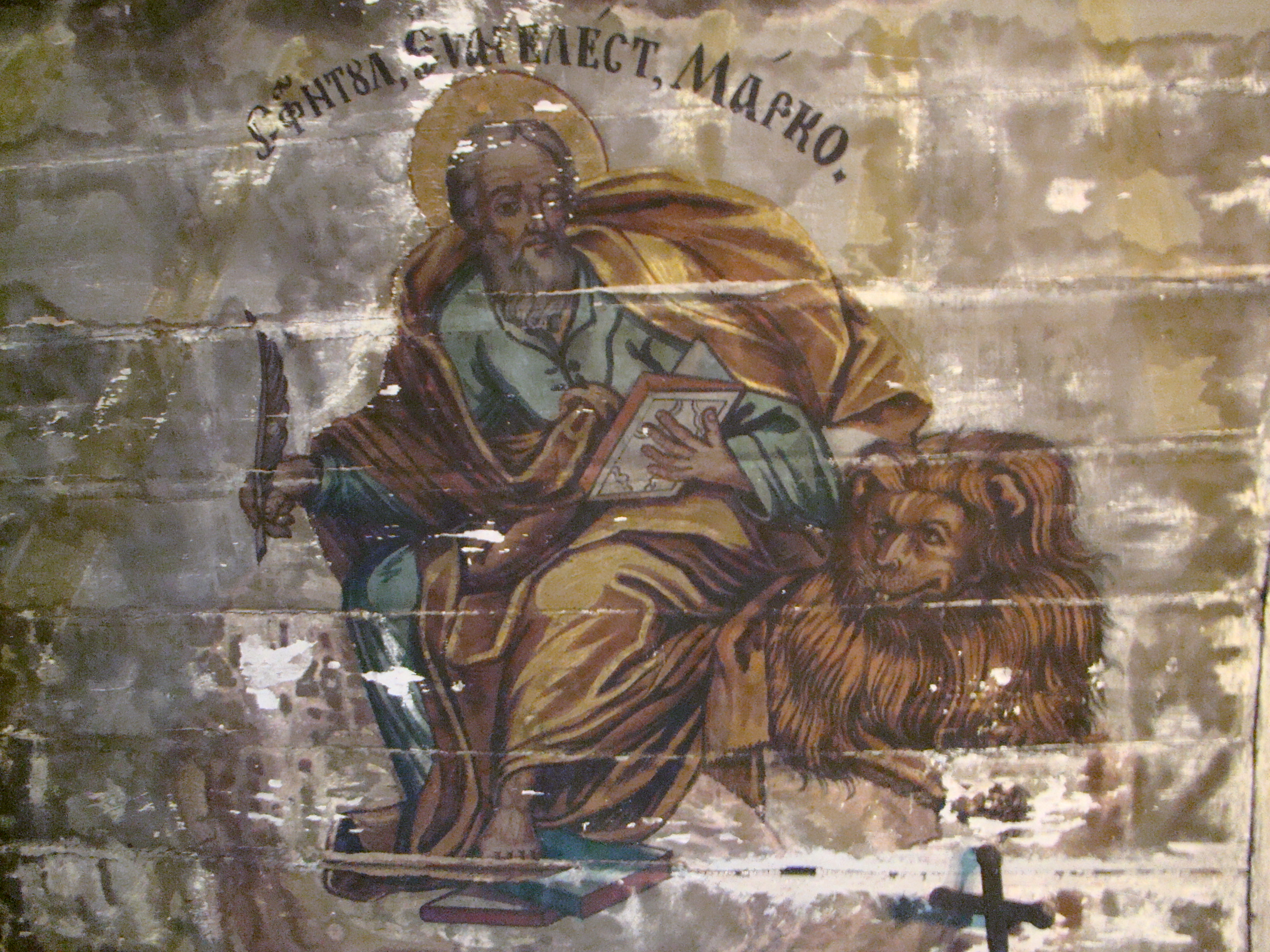
Evanghelistul Marcu

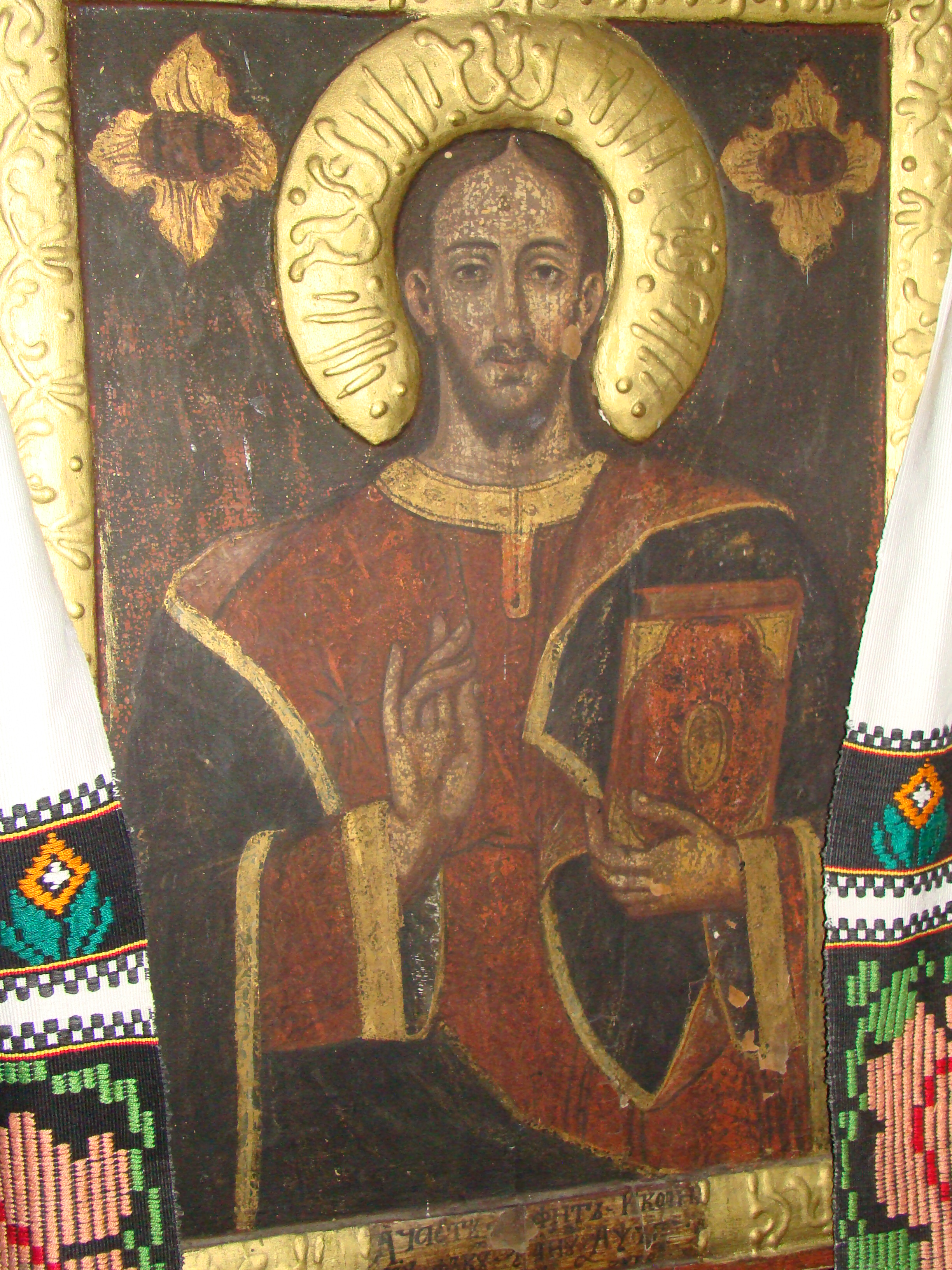
Iisus binecuvântând

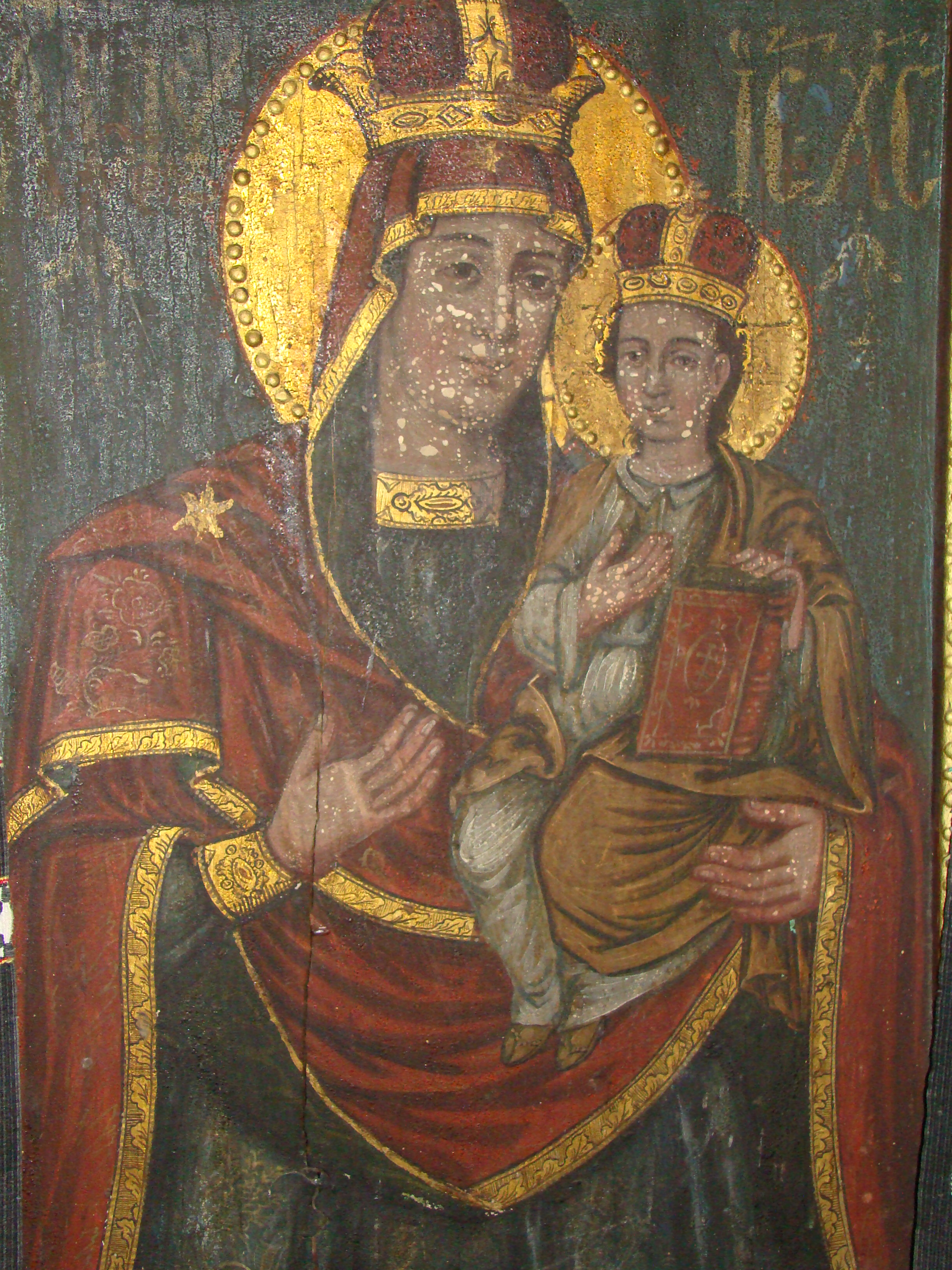
Maica Domnului cu Pruncul

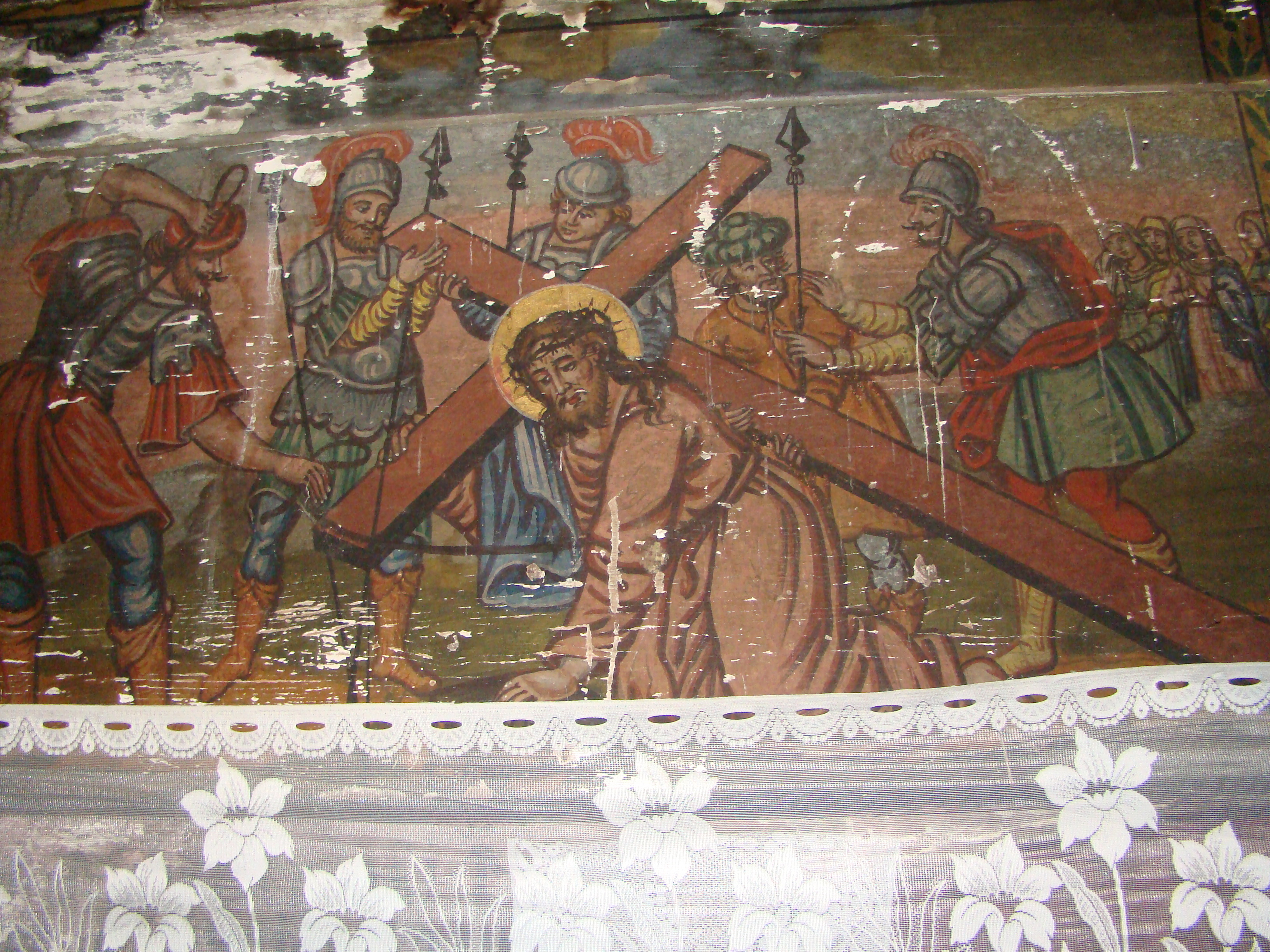
Iisus purtând crucea

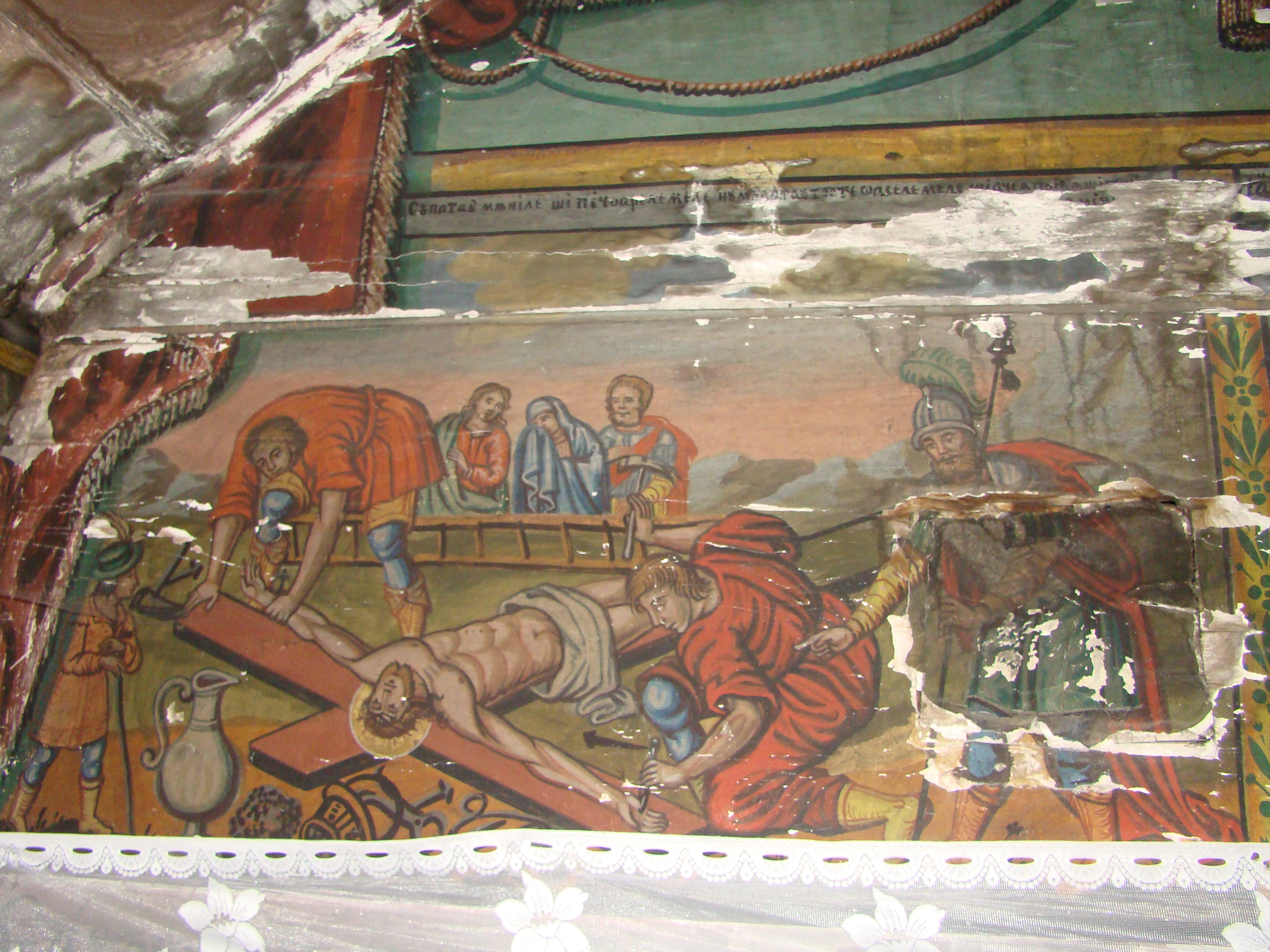
Punerea pe cruce

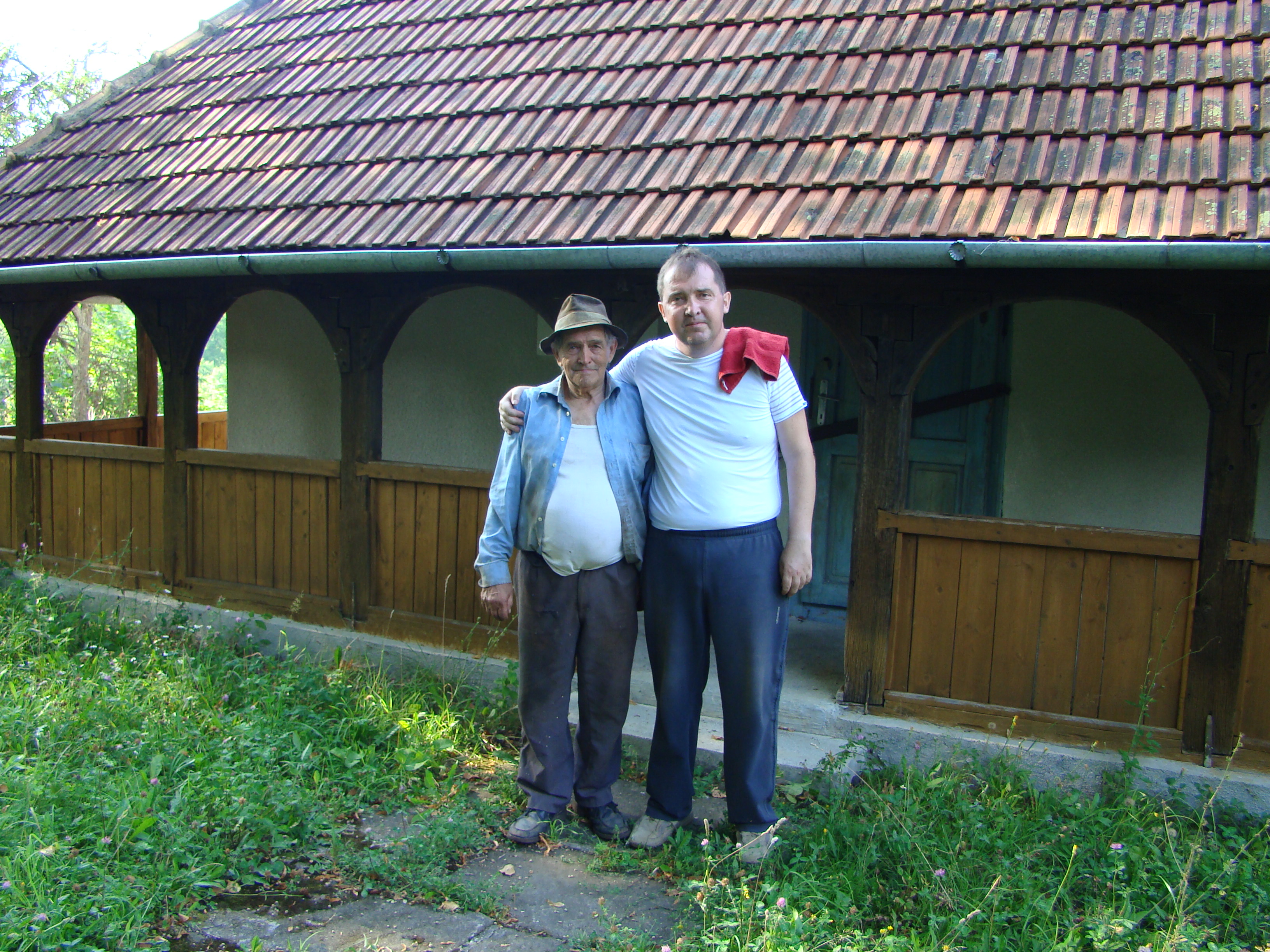
Căraci, sat uitat de timp şi lume, cu mai puţin de 50 de locuitori şi acces aproape imposibil, un crâsnic bătrân, în vârstă de 84 de ani (foto stânga) şi care abia mai poate să umble, îngrijeşte această biserică, de o valoare inestimabilă, de peste 60 de ani

Biserica de lemn din Căraci, comuna Baia de Criș, județul Hunedoara a fost ridicată în secolul XVII. Are hramul „Sfântul Nicolae” (6 decembrie) și figurează pe noua listă a monumentelor istorice, cod LMI HD-II-m-A-03285.

## Istoric și trăsături
Biserica „Sfântul Ierarh Nicolae” din satul Căraci a fost ridicată fie la sfârșitul secolului al XVI-lea, fie la începutul celui următor; inscripția latină a clopotului mic, păstrată fragmentar, constituie, în acest caz, un element de posdatare: „Căraci Deo Gloria ...anno 161(?). Este un edificiu de plan dreptunghiular, cu absida pentagonală decroșată, boltită în trunchi de con; naosul spațios prezintă o boltire în semicilindru. Deasupra pronaosului tăvănit se înalță un turn robust, cu foișor îngust și o fleșă de o accentuată verticalitate, adosat în 1833, deodată cu cele două pridvoare deschise, corespunzătoare laturilor de vest și de sud. În 1928 pantele abrupte ale șarpantei navei și pridvoarelor au fost acoperite cu țiglă; în 1934 a venit rândul clopotniței și părții superioare a altarului, învelite în tablă. În cadrul ultimei renovări, desfășurată în 2001, edificiul a fost retencuit la exterior. 
Biserica beneficiază de un valoros decor pictural, rod al colaborării dintre un zugrav ardelean, Simion Silaghi din Abrud și un artist peregrin, Dimitrie Dimitriu din București: „S-au zugrăvit această sfântă biserică în zilele prea înălțatului împărat Ferdinand întâiul, episcop al Ardealului de legea răsăriteană Vasile Moga, protopop și deodat acești slăvite varmeghii, jurat, asesor Iosif Bașa, parohul locului Ioan Clej, cu cheltuiala obștii, de zugravi Silaghi Simion din Abrud și cu Dimitrie din Țara Românească la anu Domnului 1842.”  
Mai vechi sunt o icoană prăznicar, realizată de un artist anonim în prima jumătate a secolului al XVIII-lea, cele trei icoane împărătești, executate în anul 1797 de zugravul Constantin Boghină din Brașov, precum și pictura tâmplei.
Lăcașul, înscris pe lista monumentelor istorice românești (HD-II-m-A-03285), este menționat atât în tabelele recensămintelor ecleziastice din anii 1733, 1750, 1761-1762, 1805 și 1829-1831, cât și pe harta iosefină a Transilvaniei (1769-1773).

## Imagini din exterior

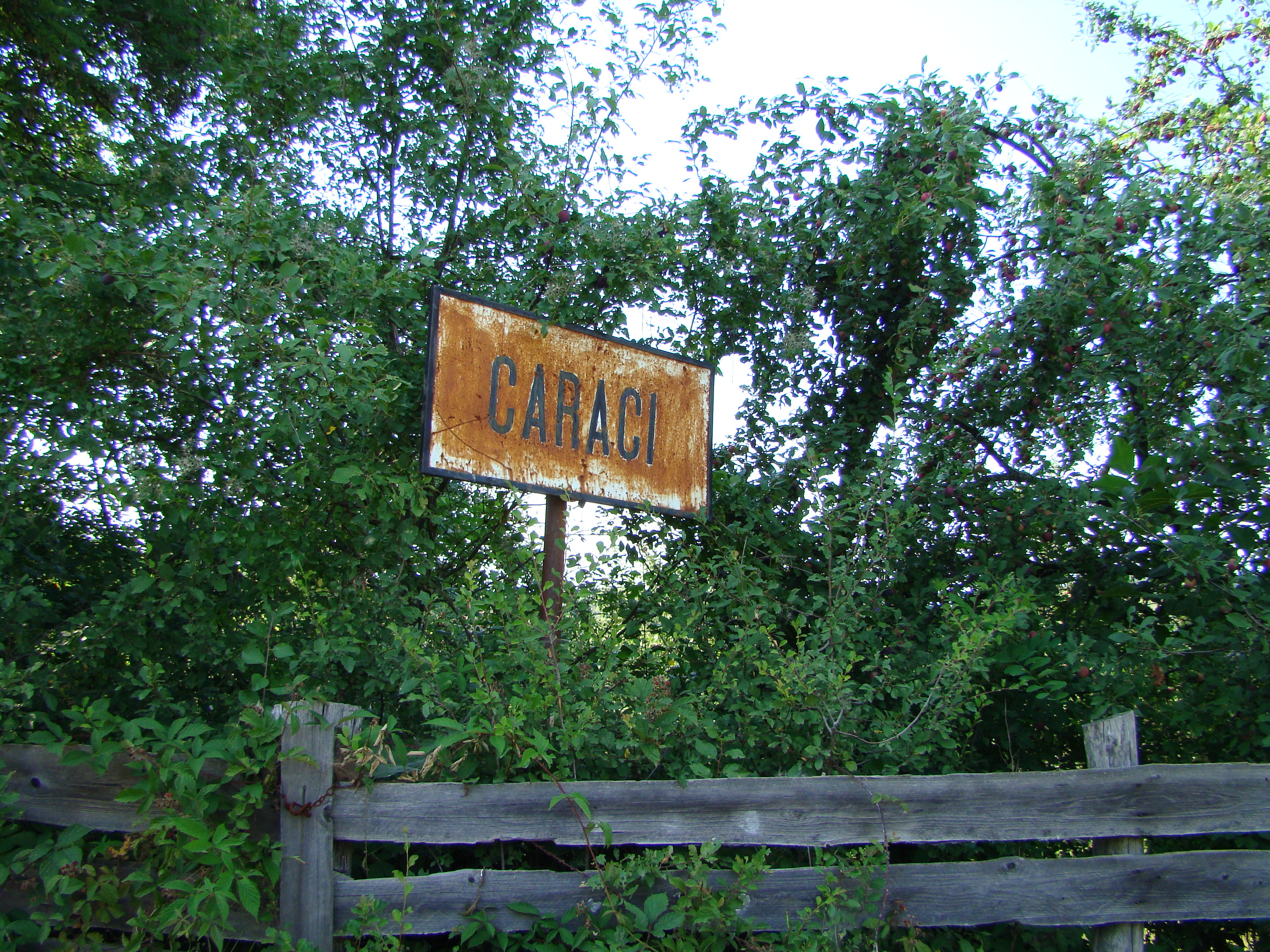
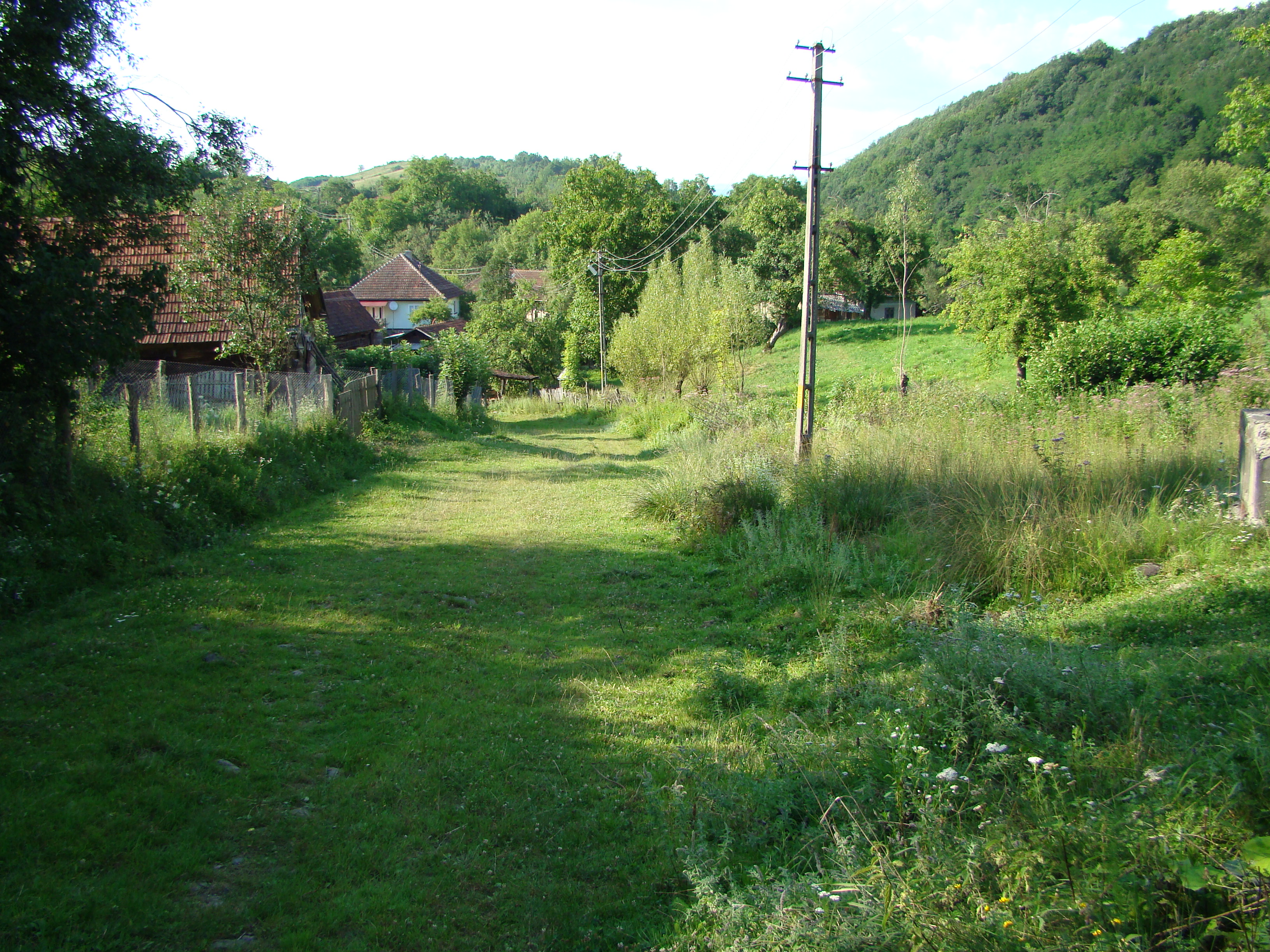
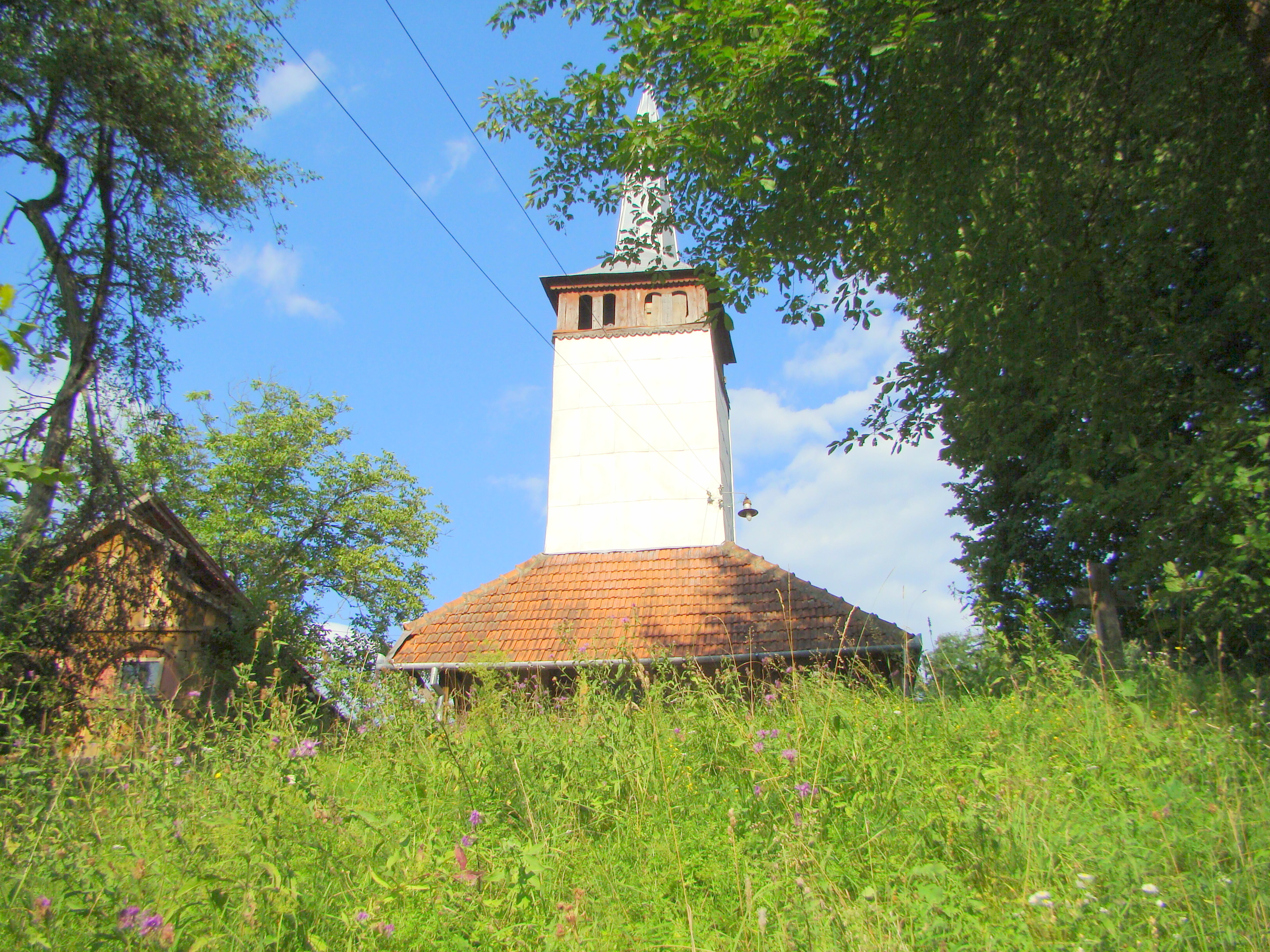
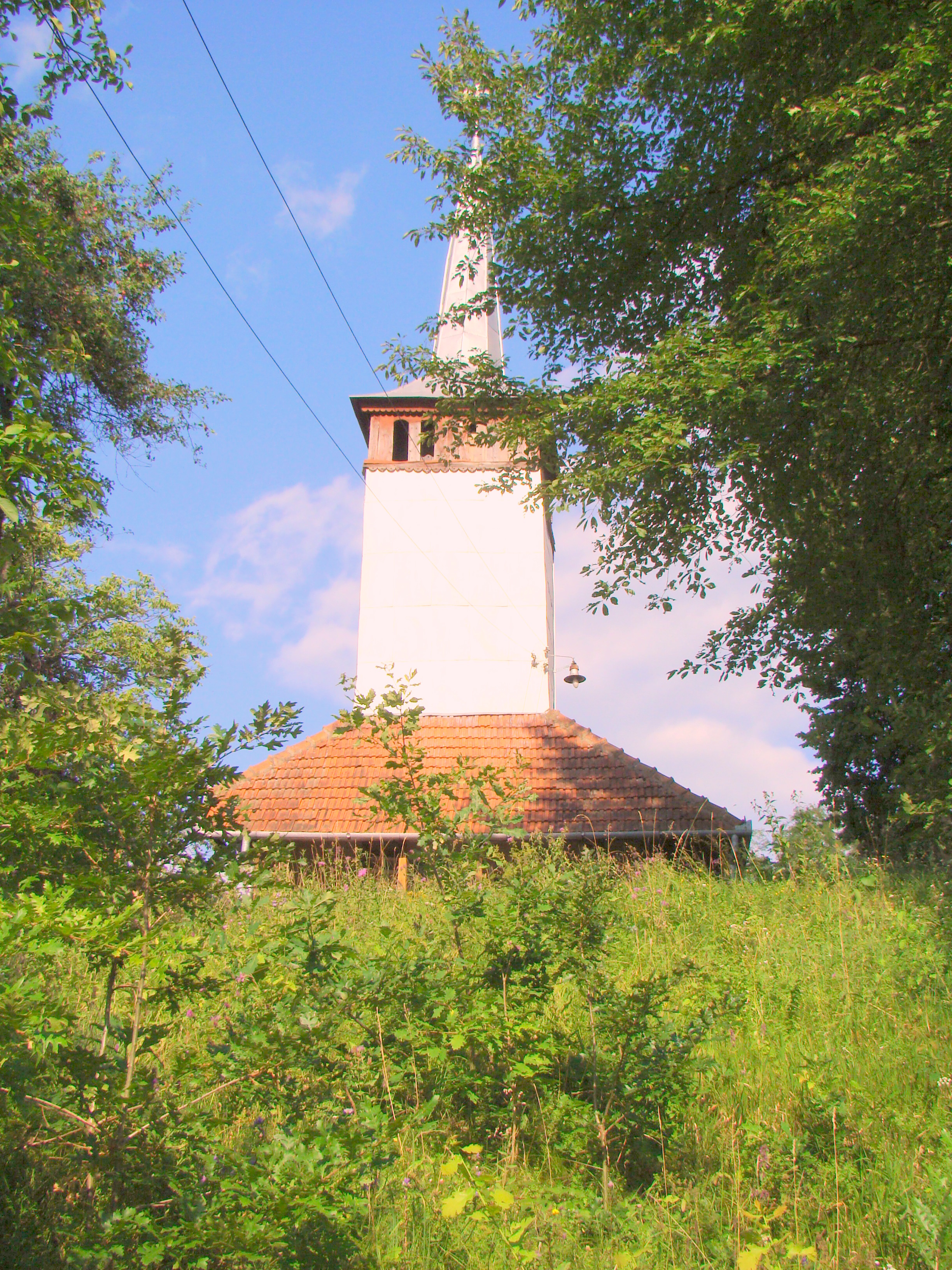
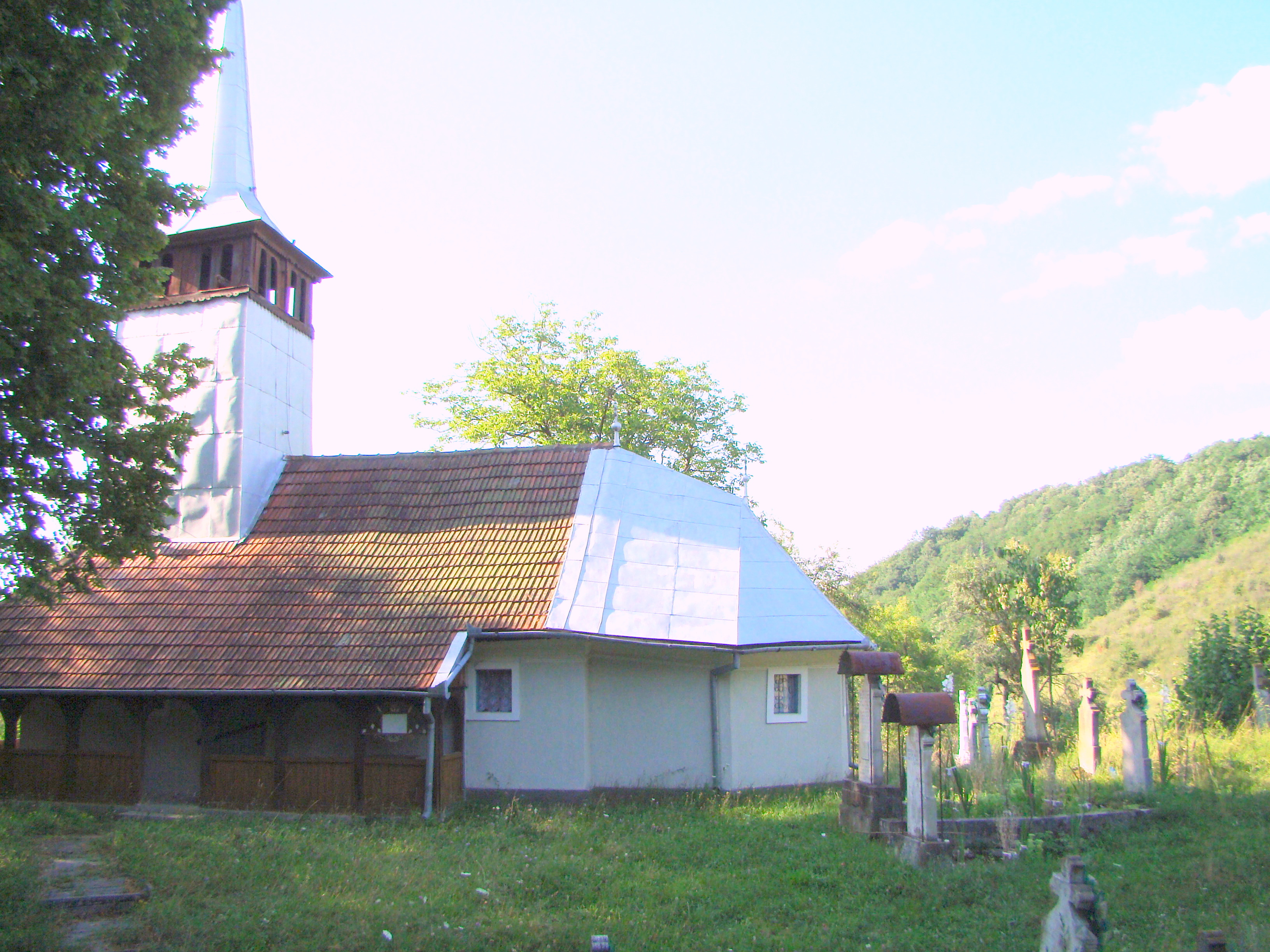
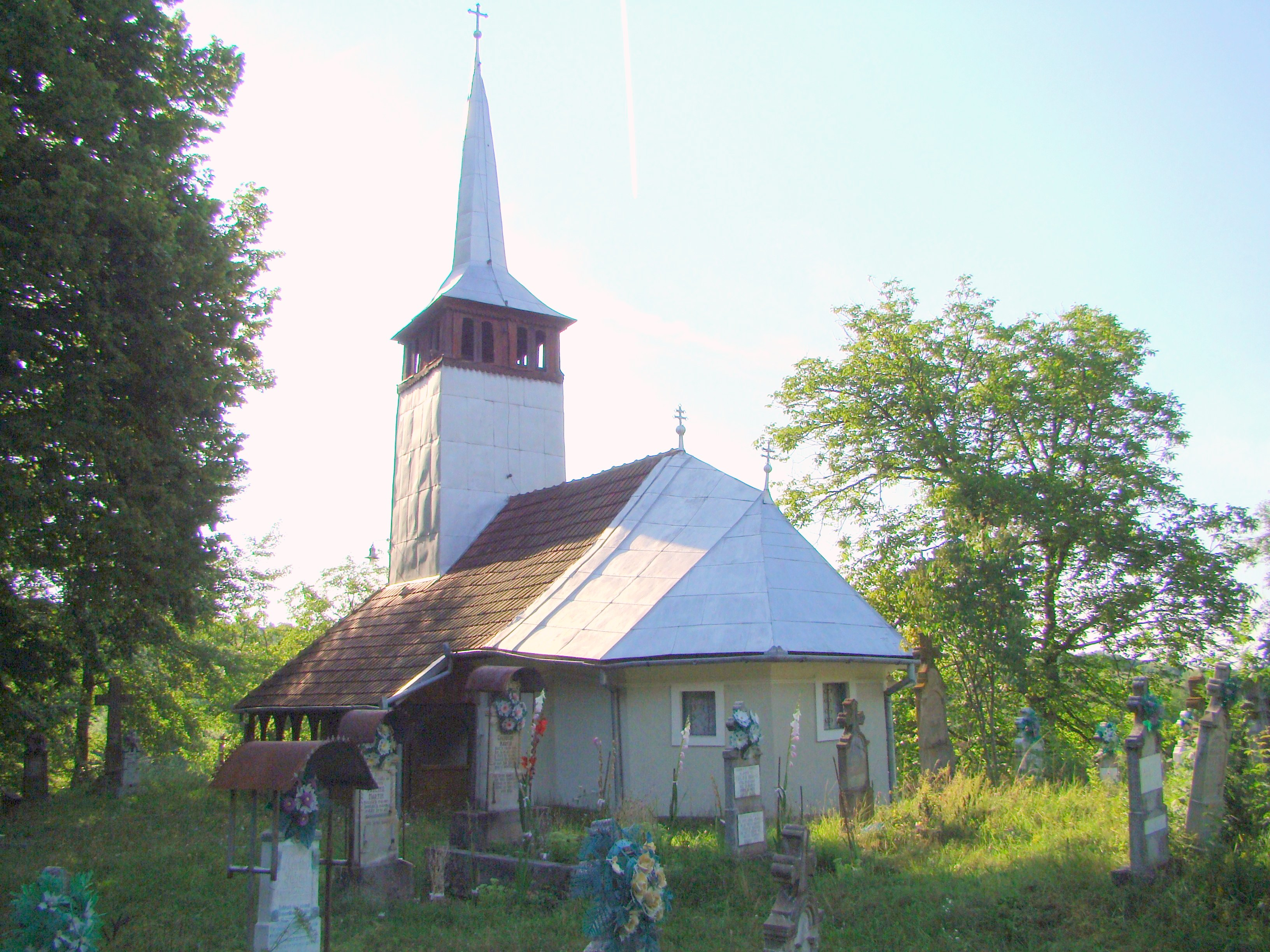
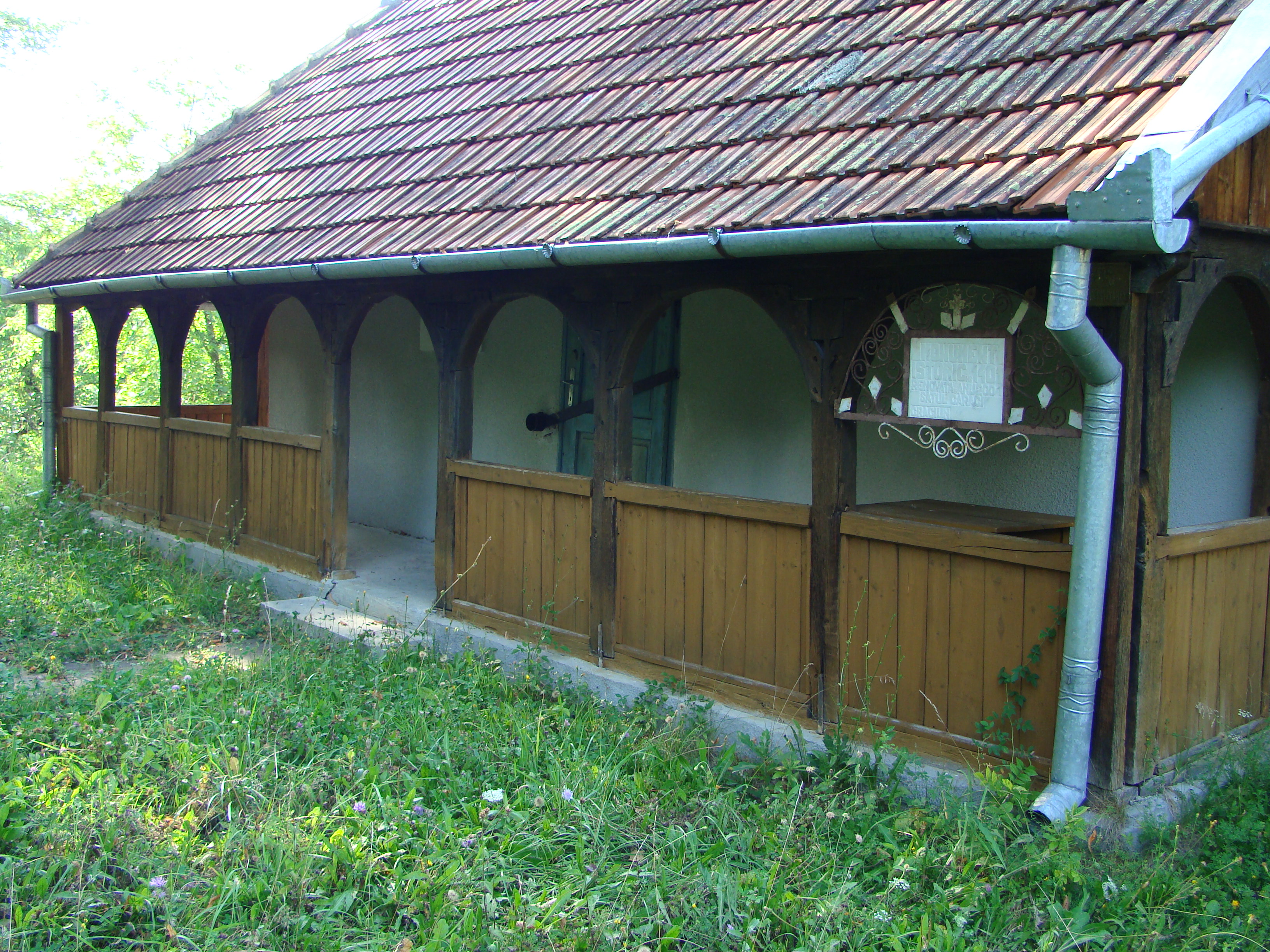
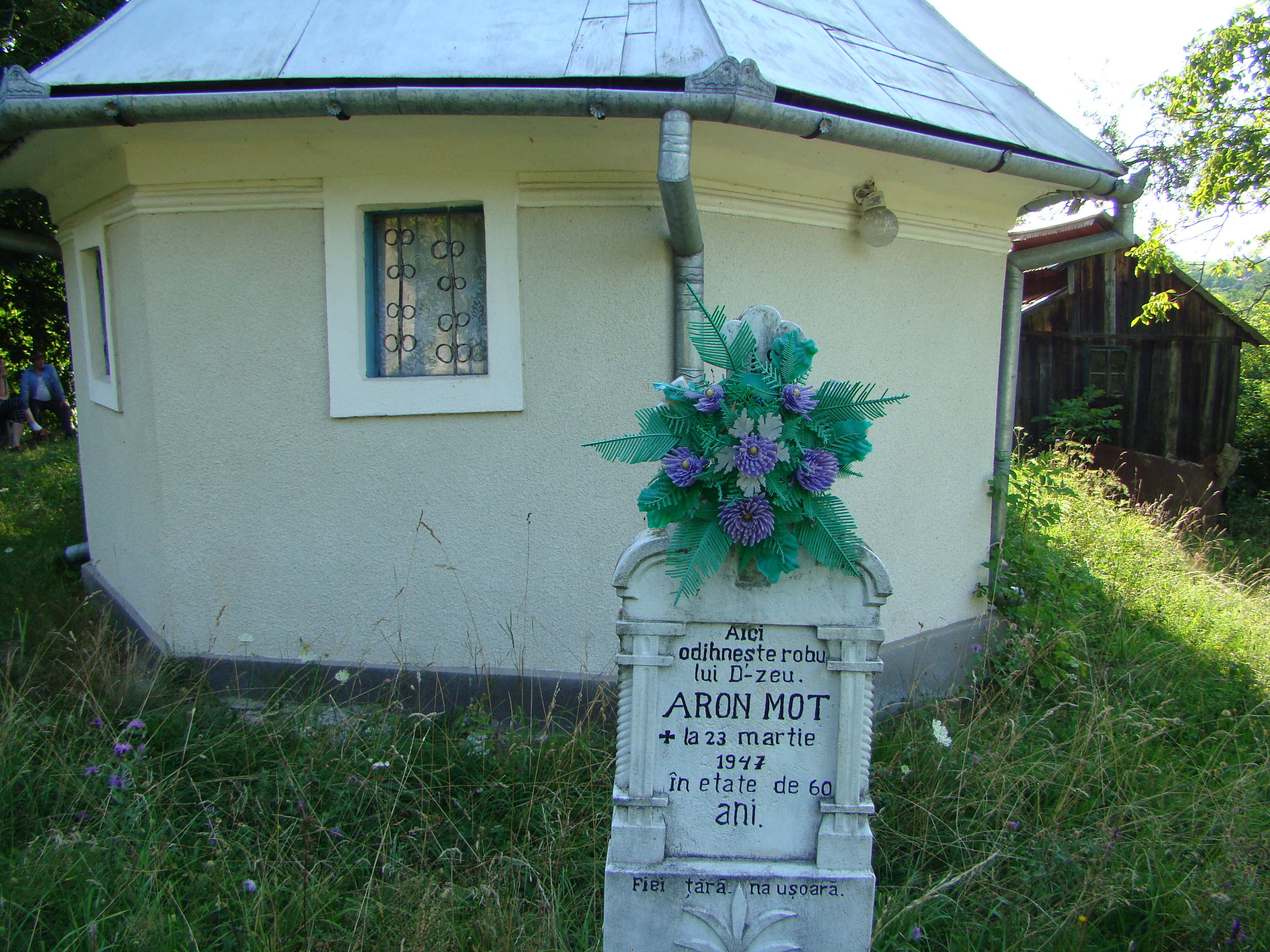
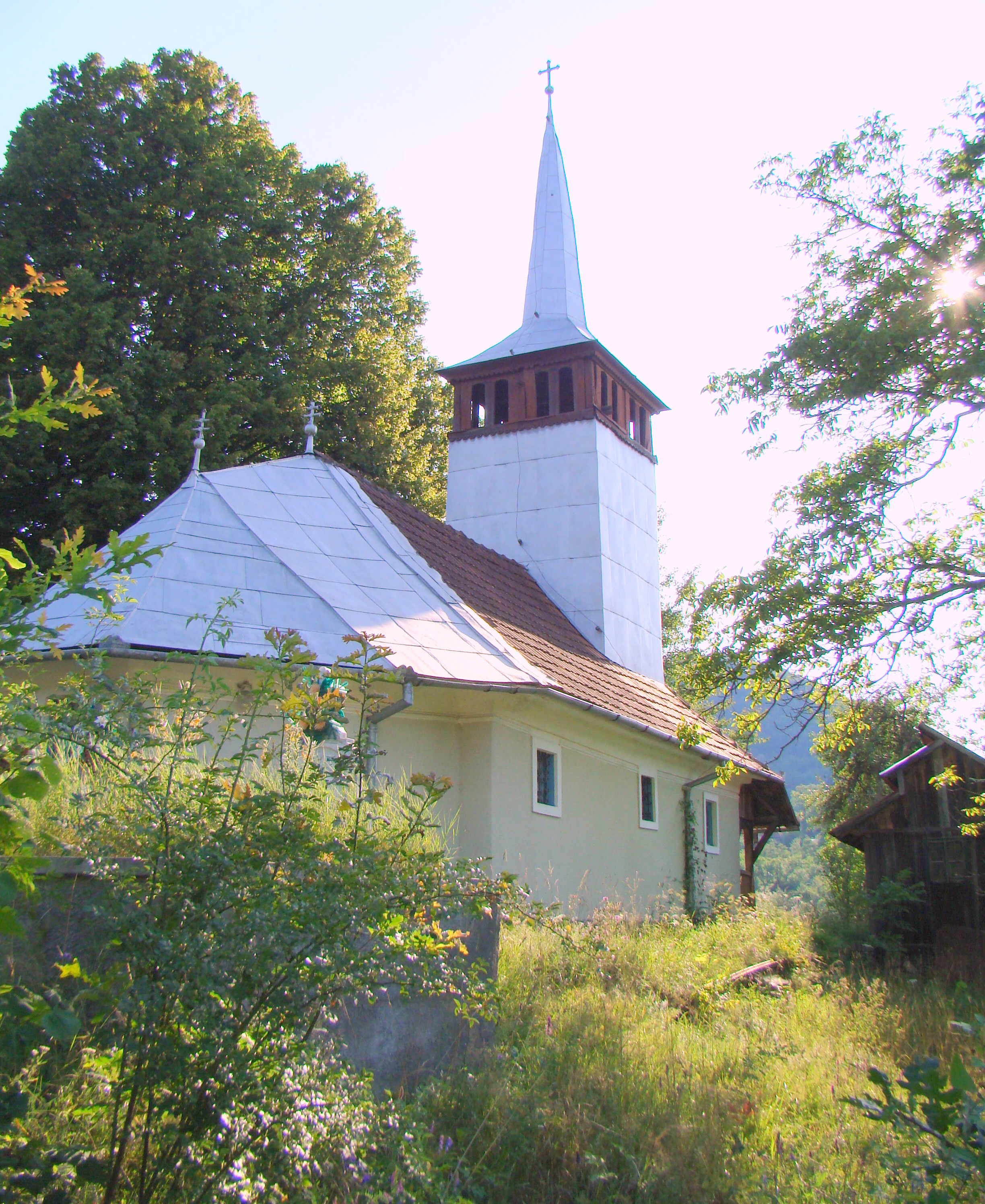
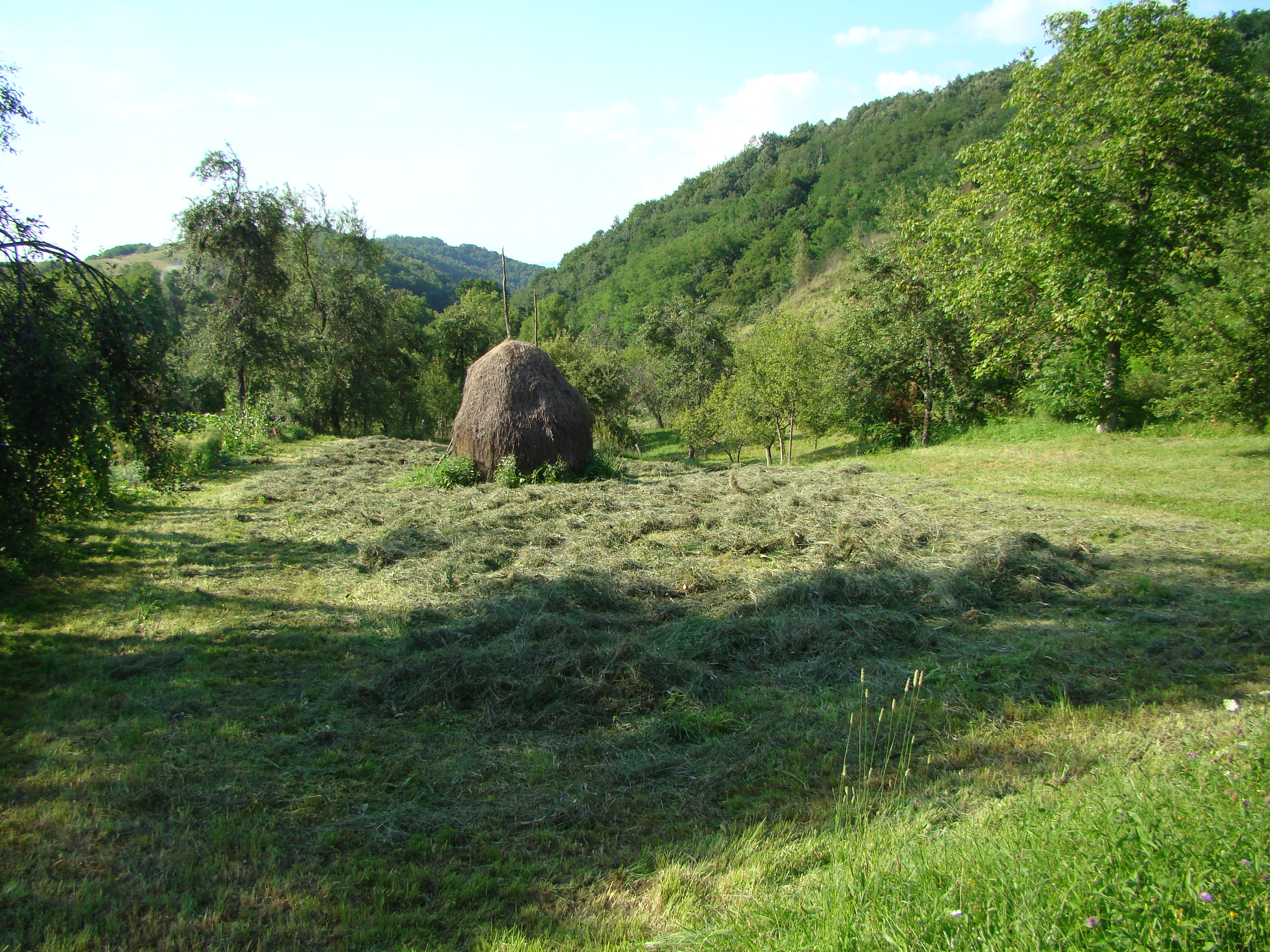
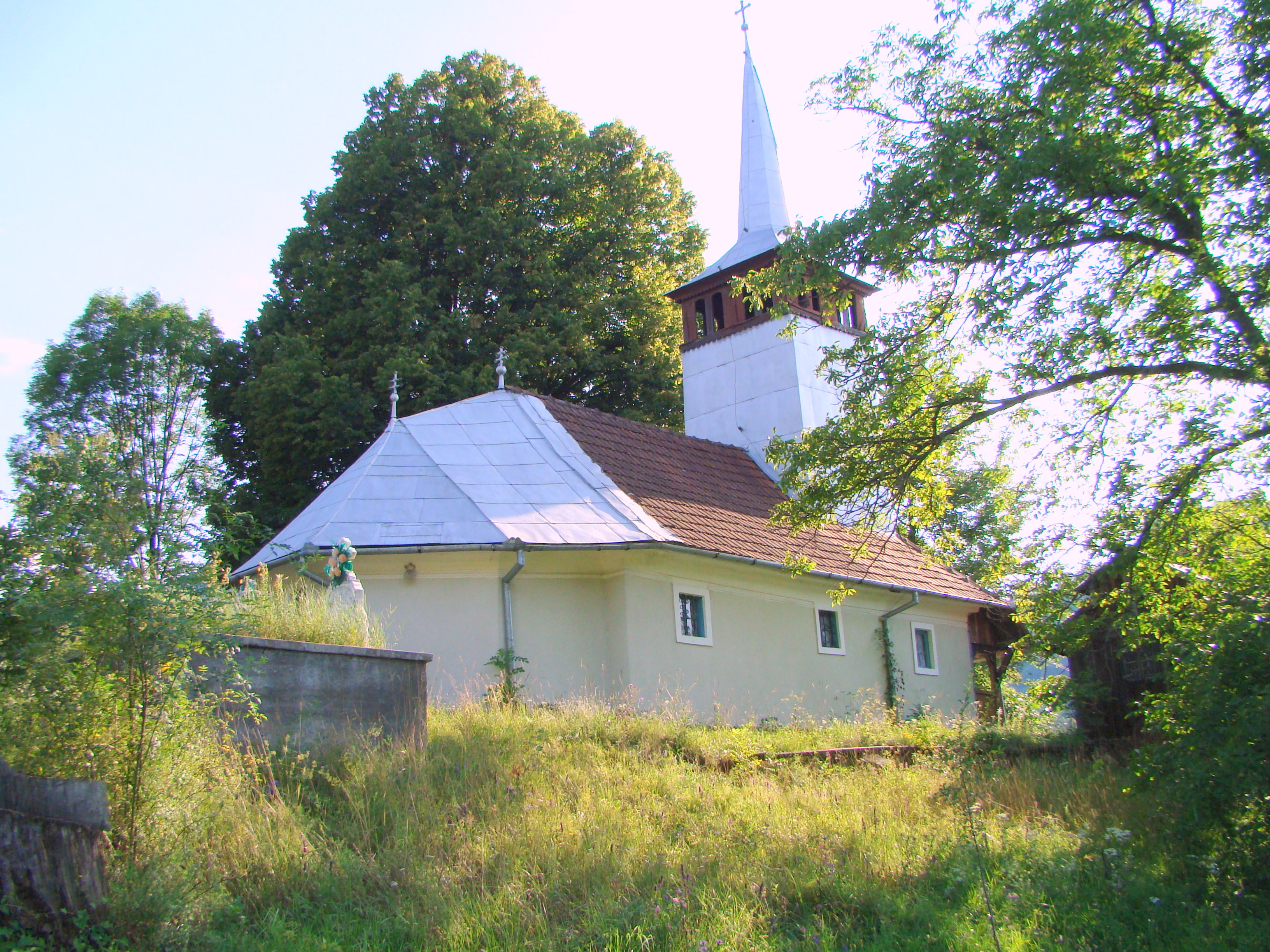

## Imagini din interior

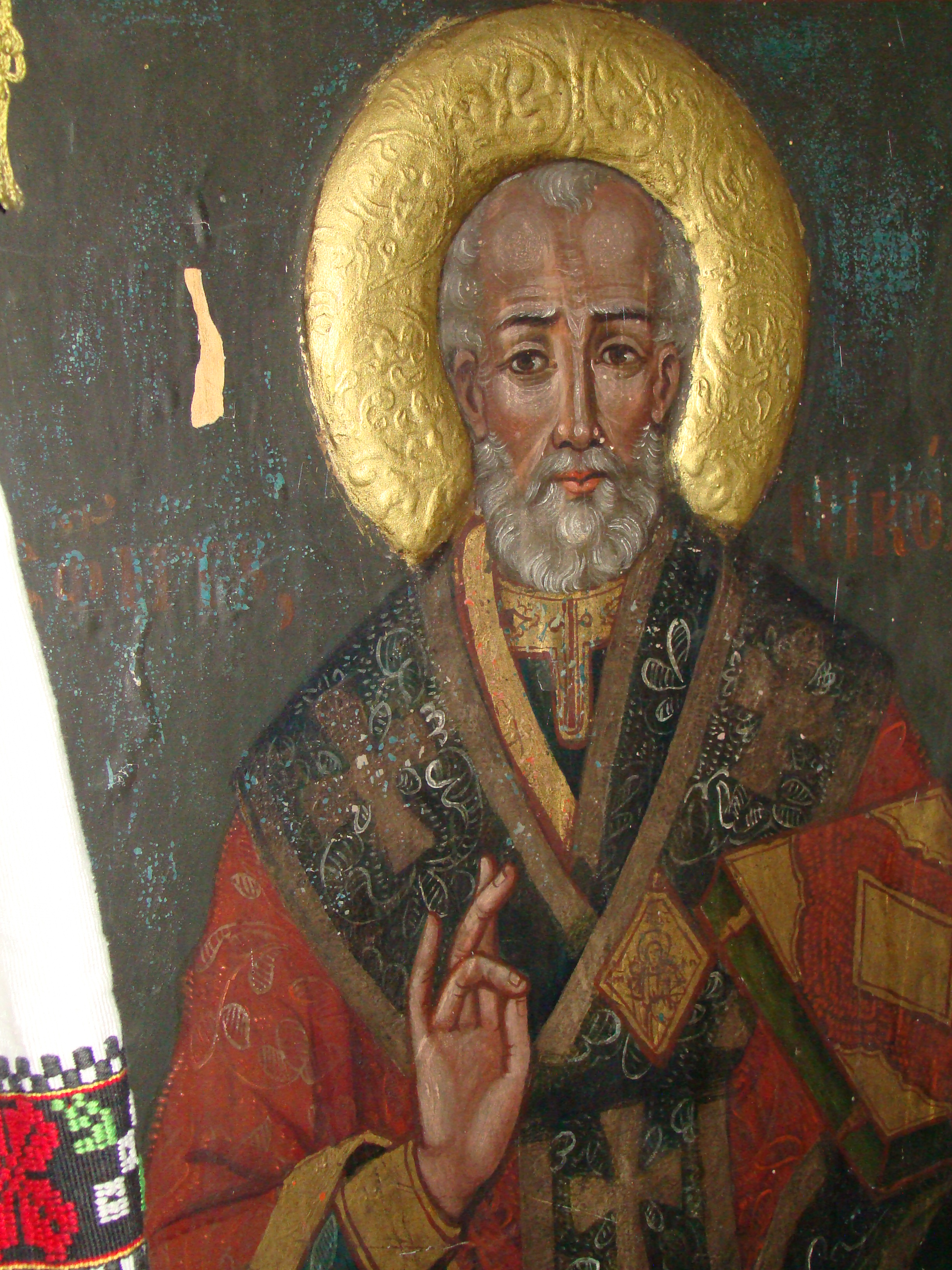
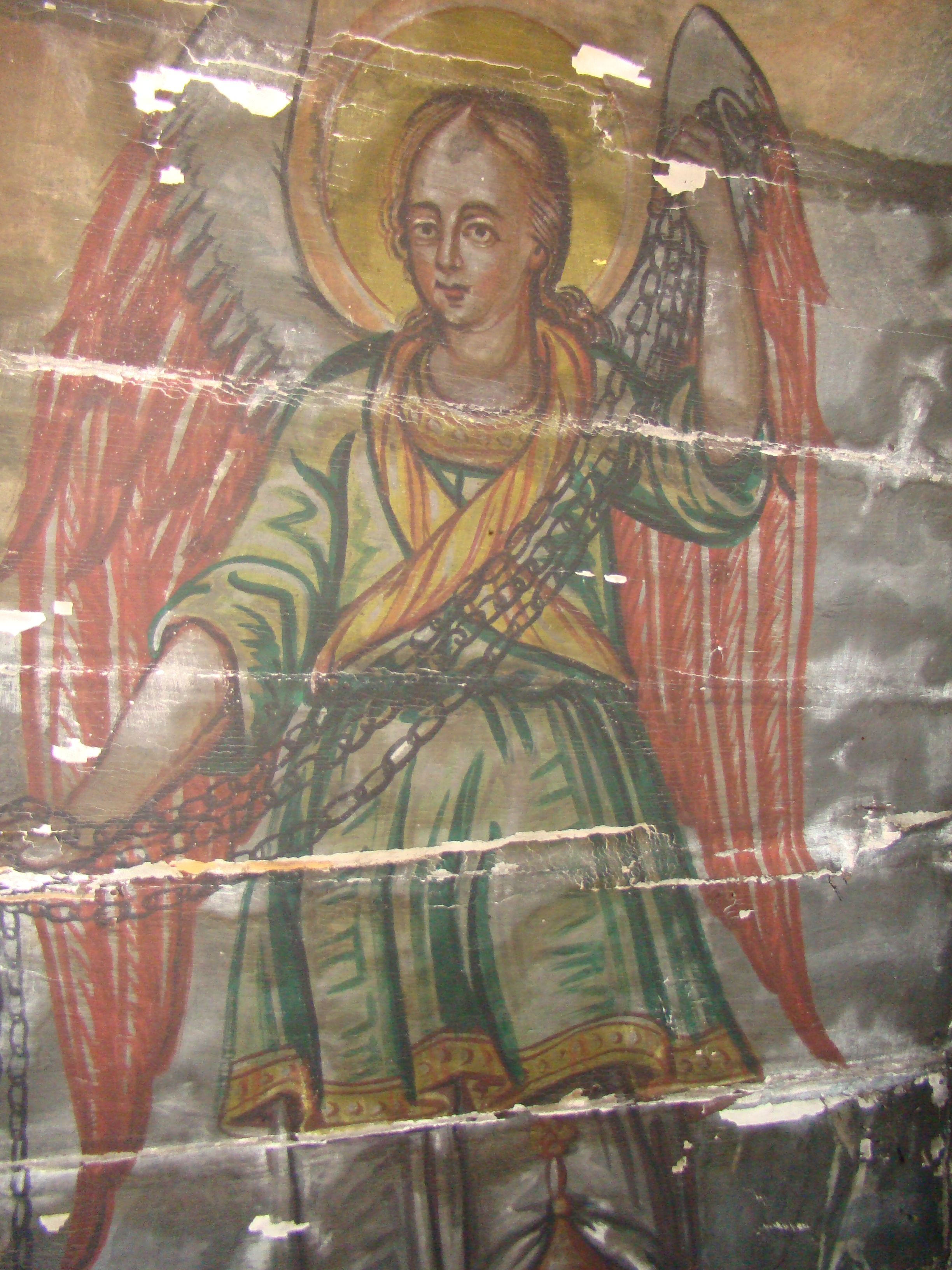
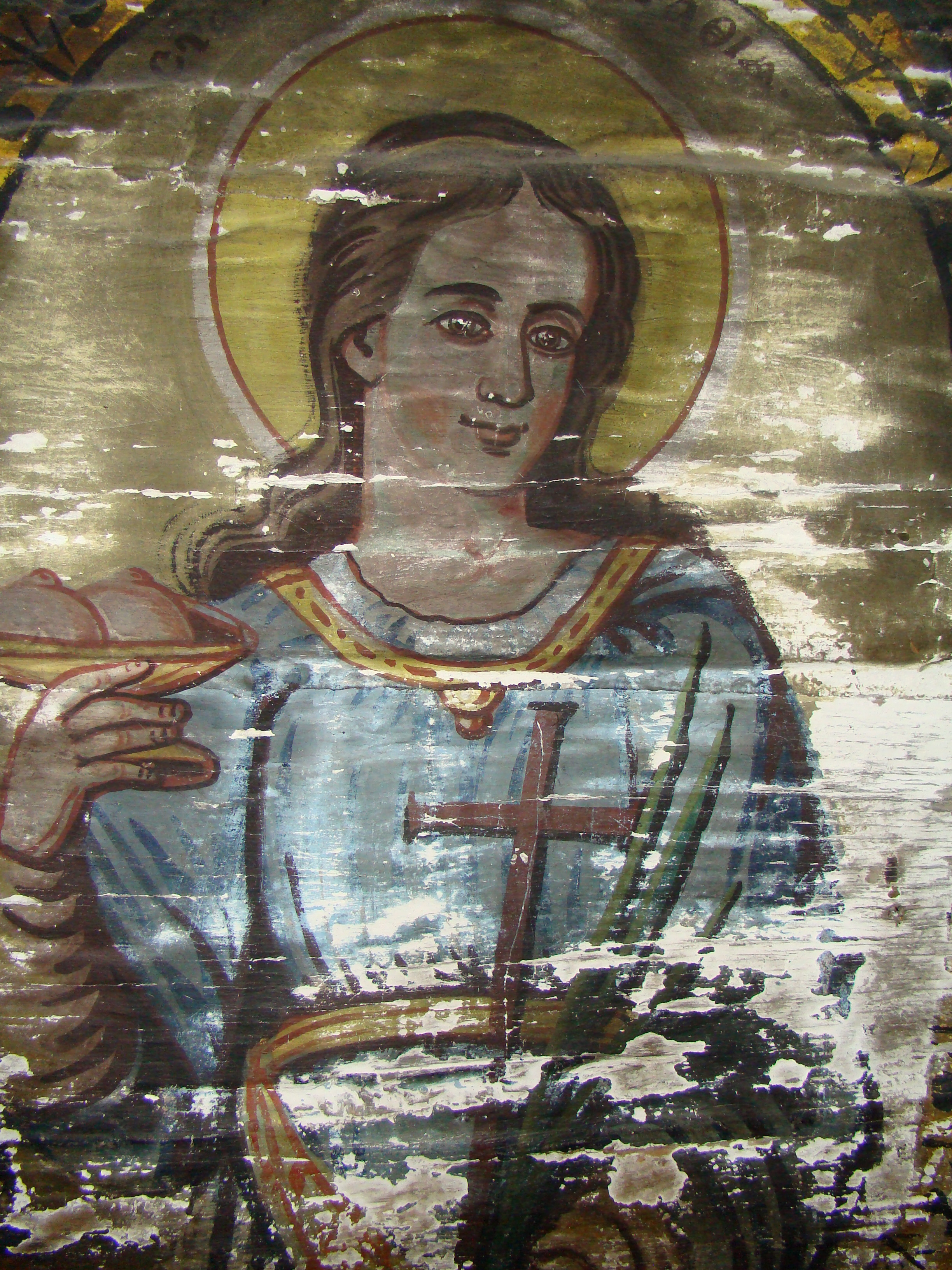
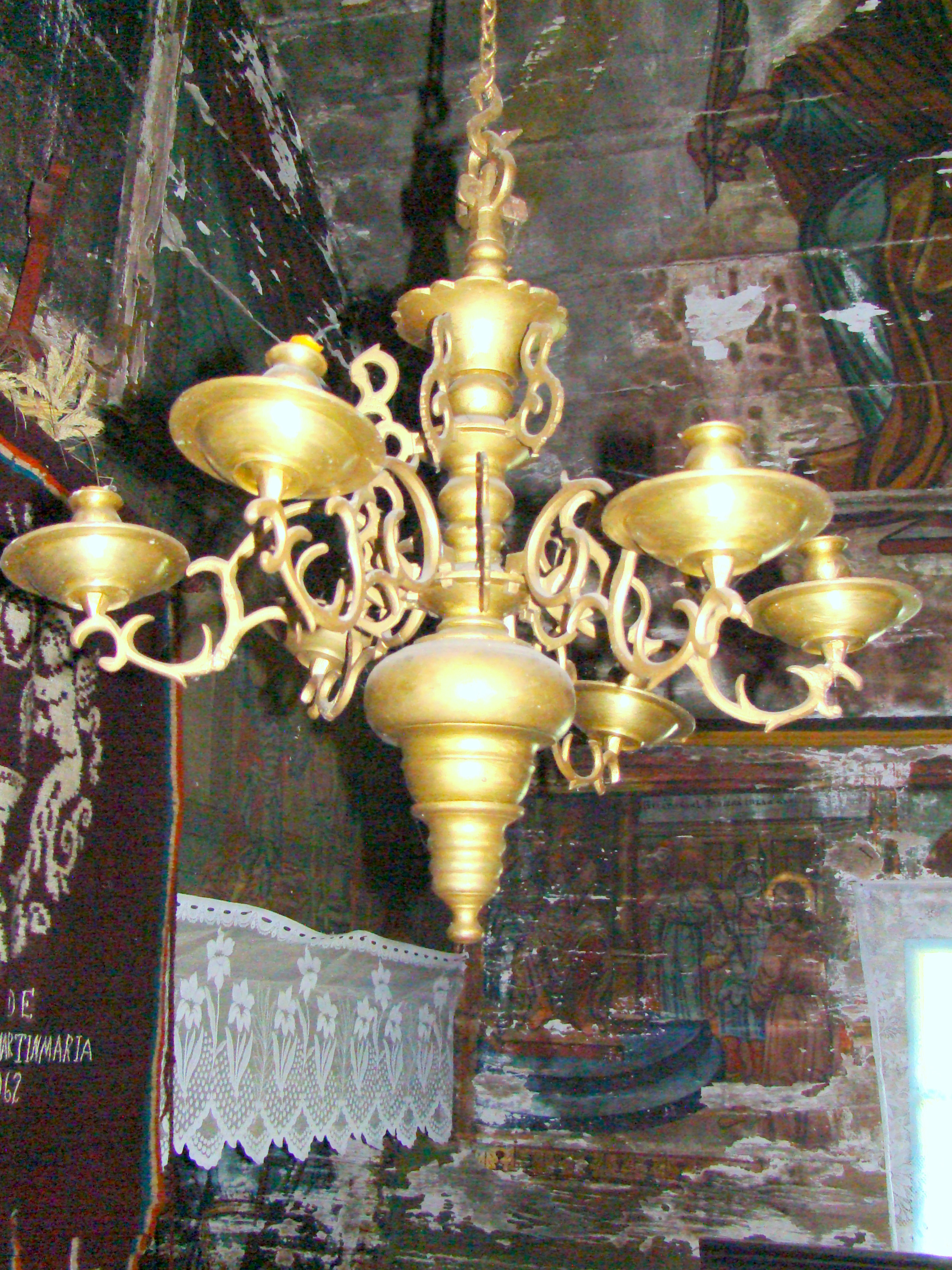
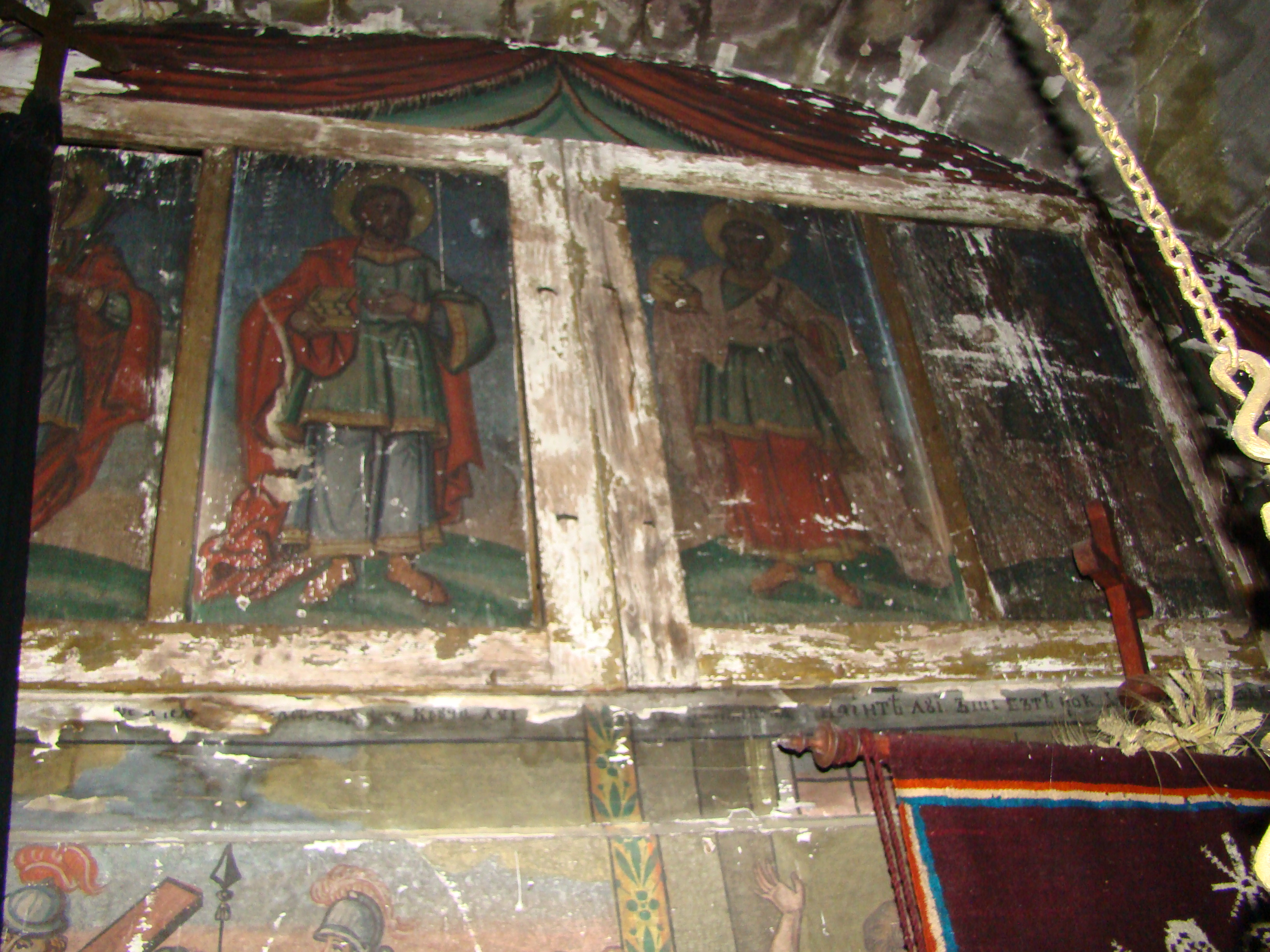
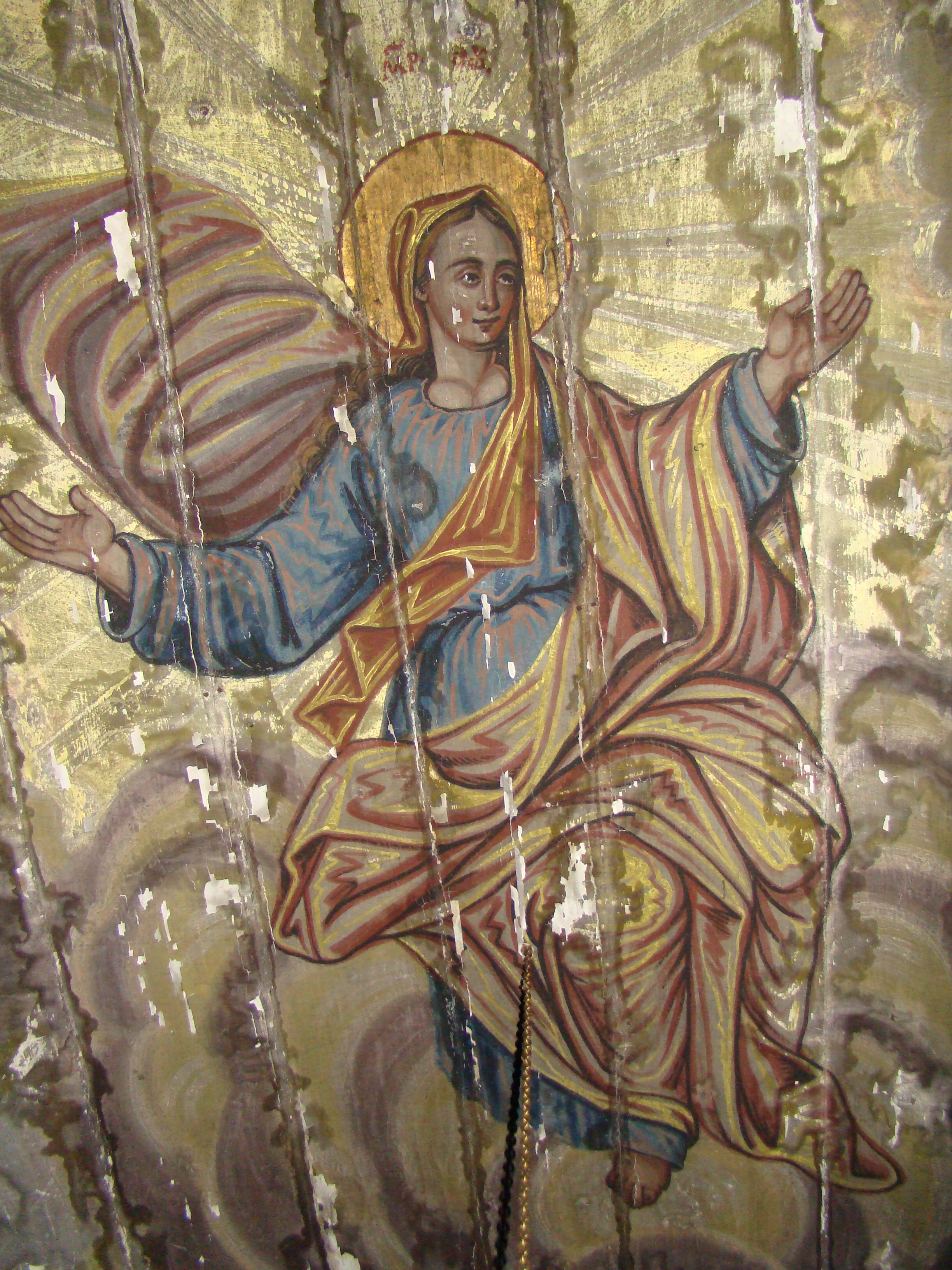
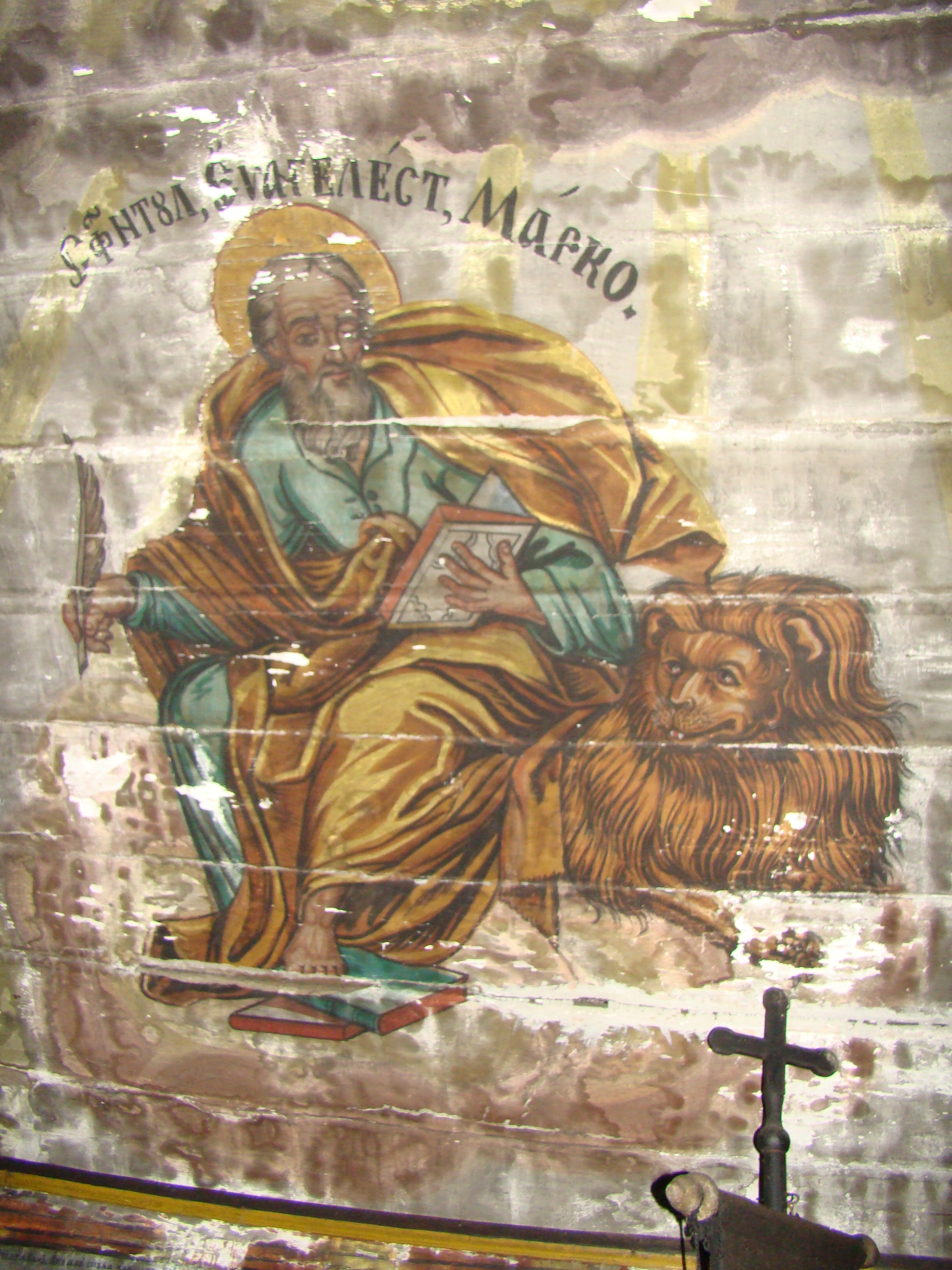
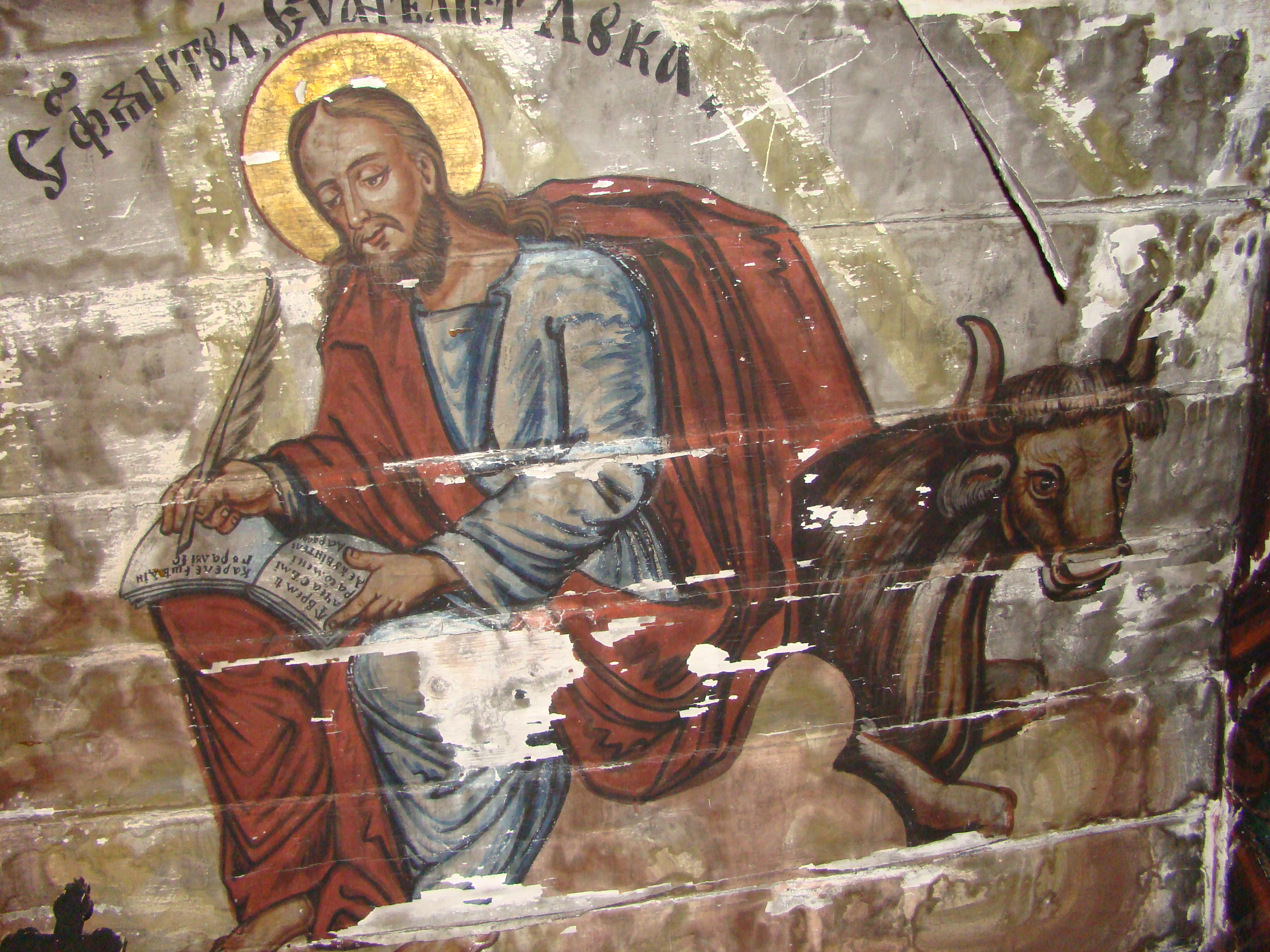
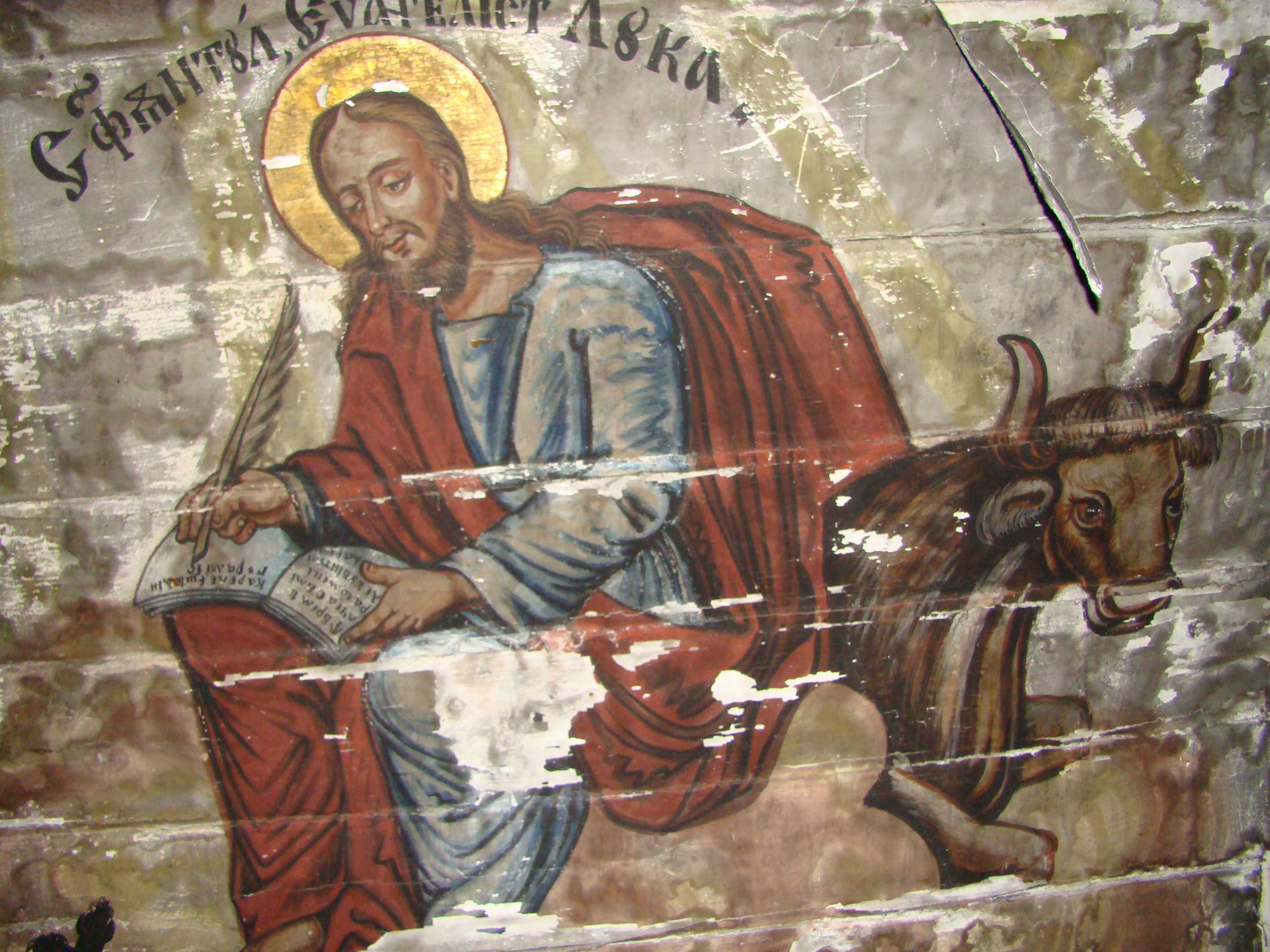
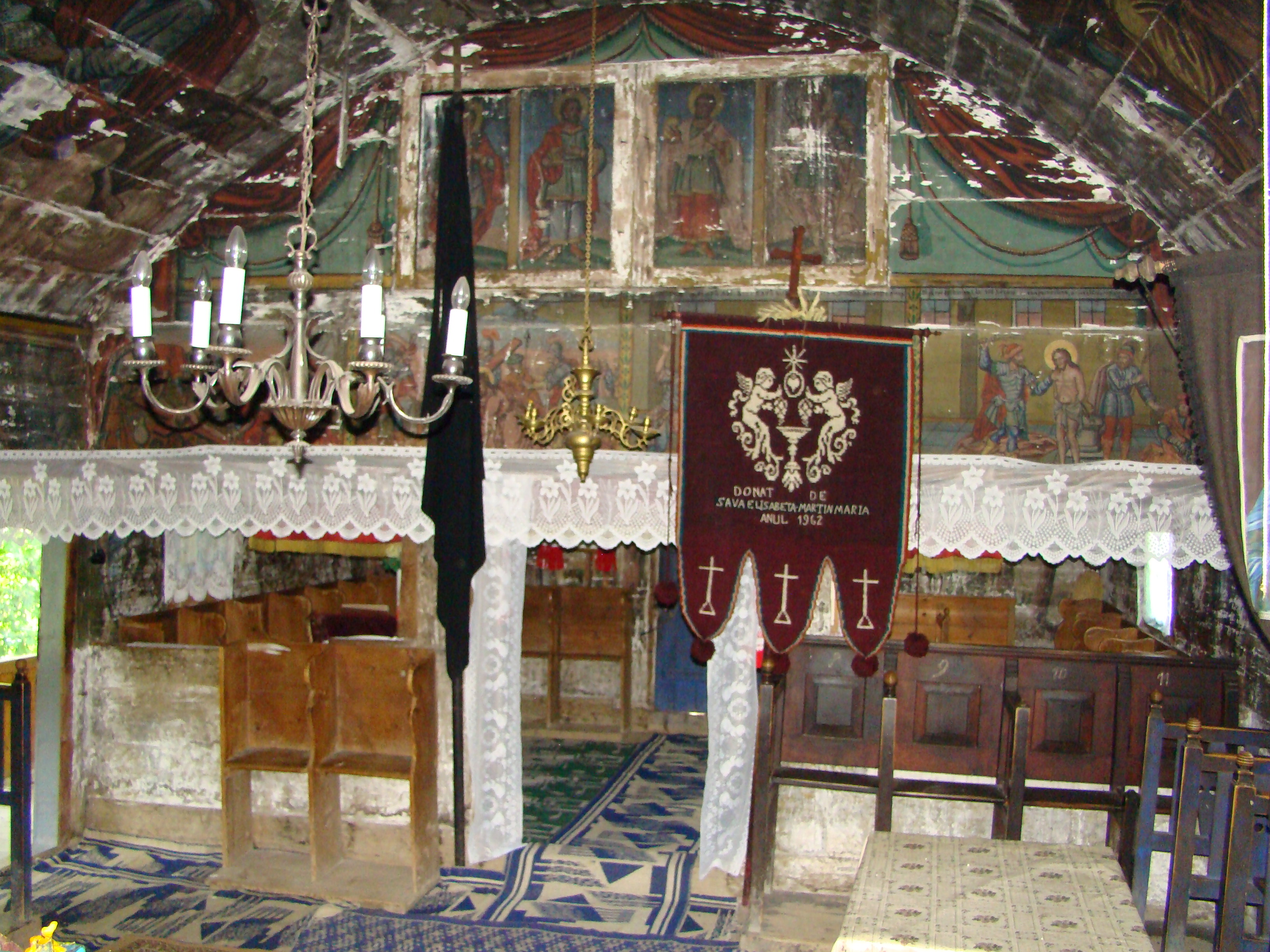
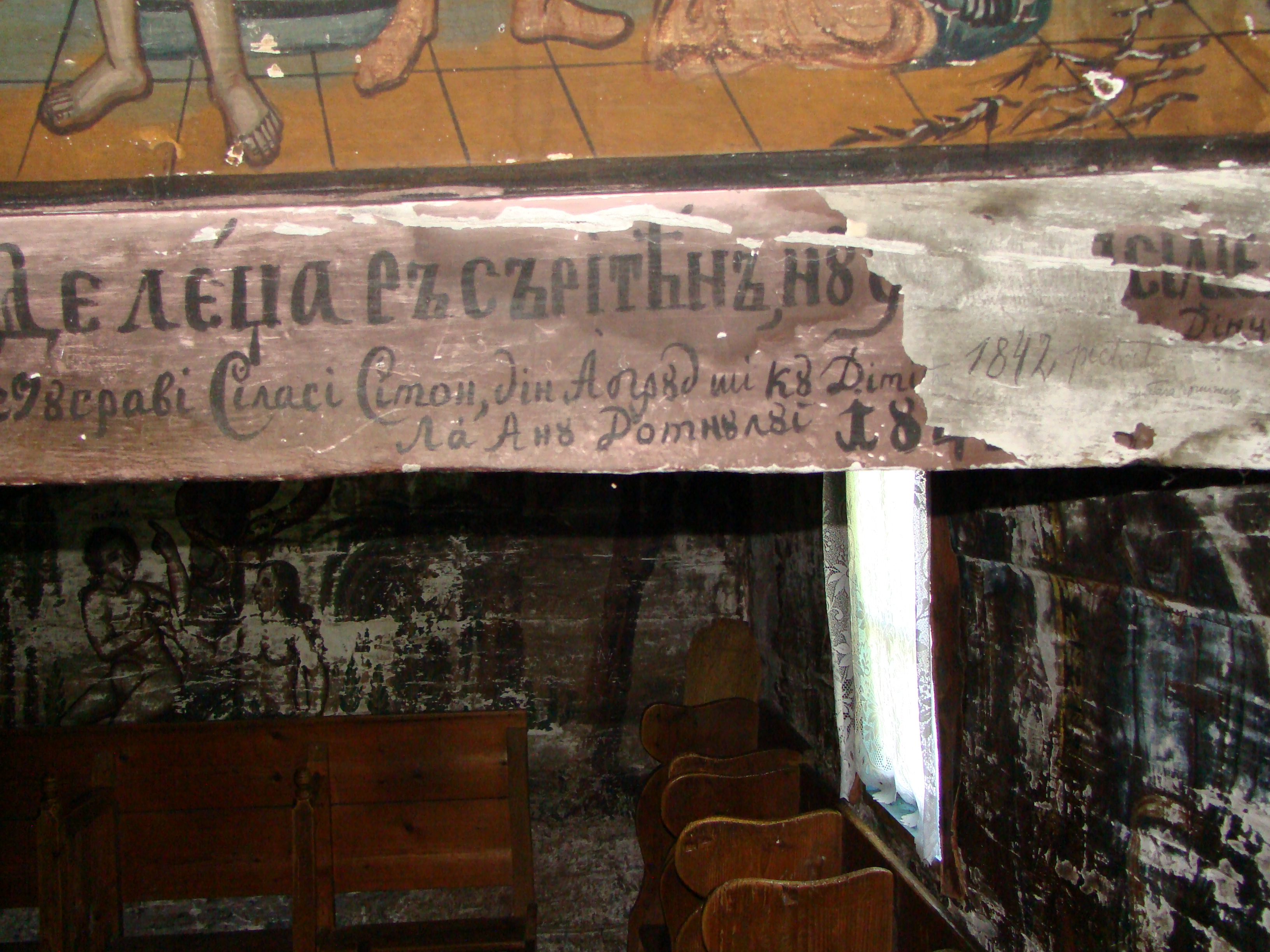
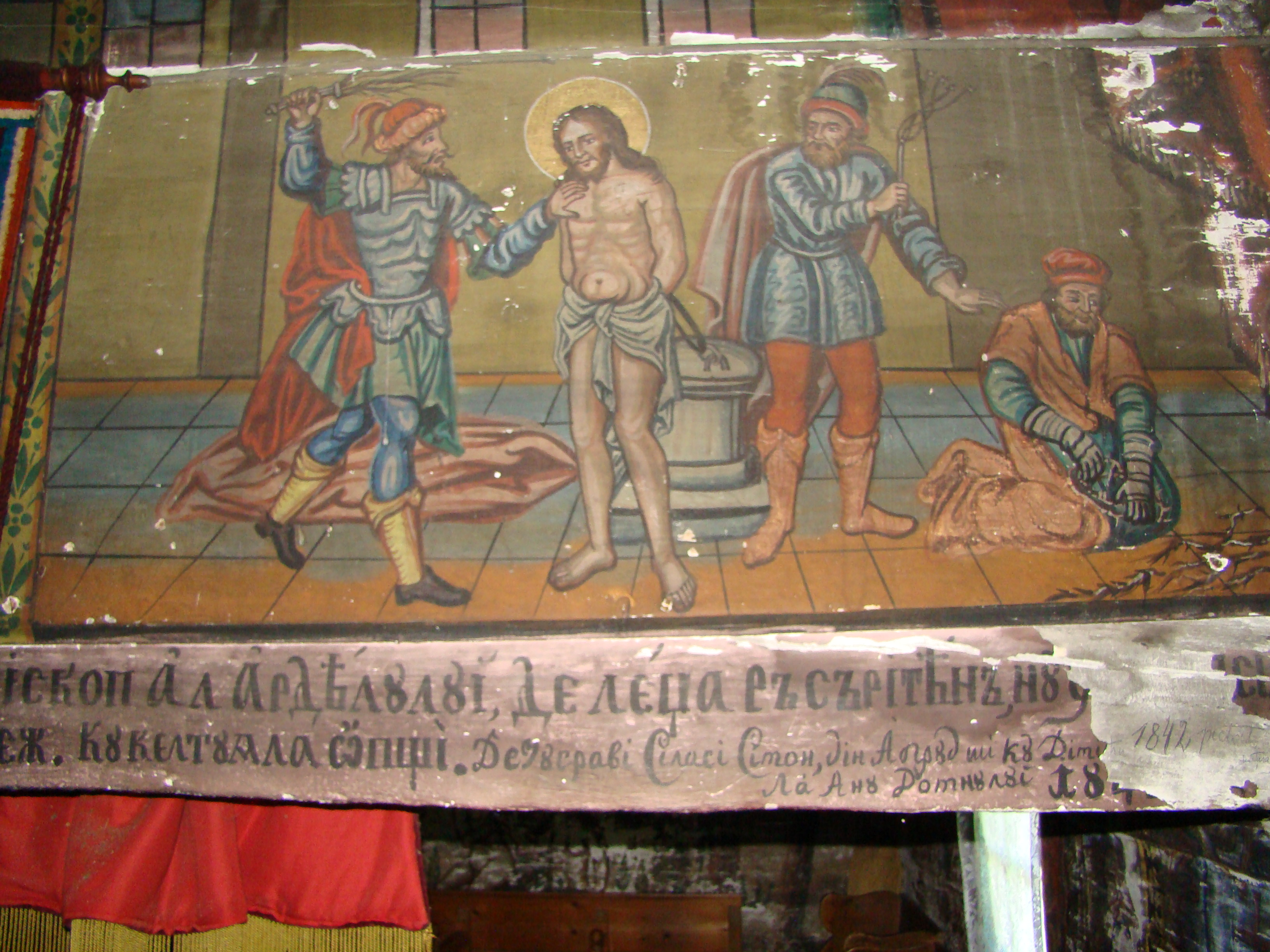
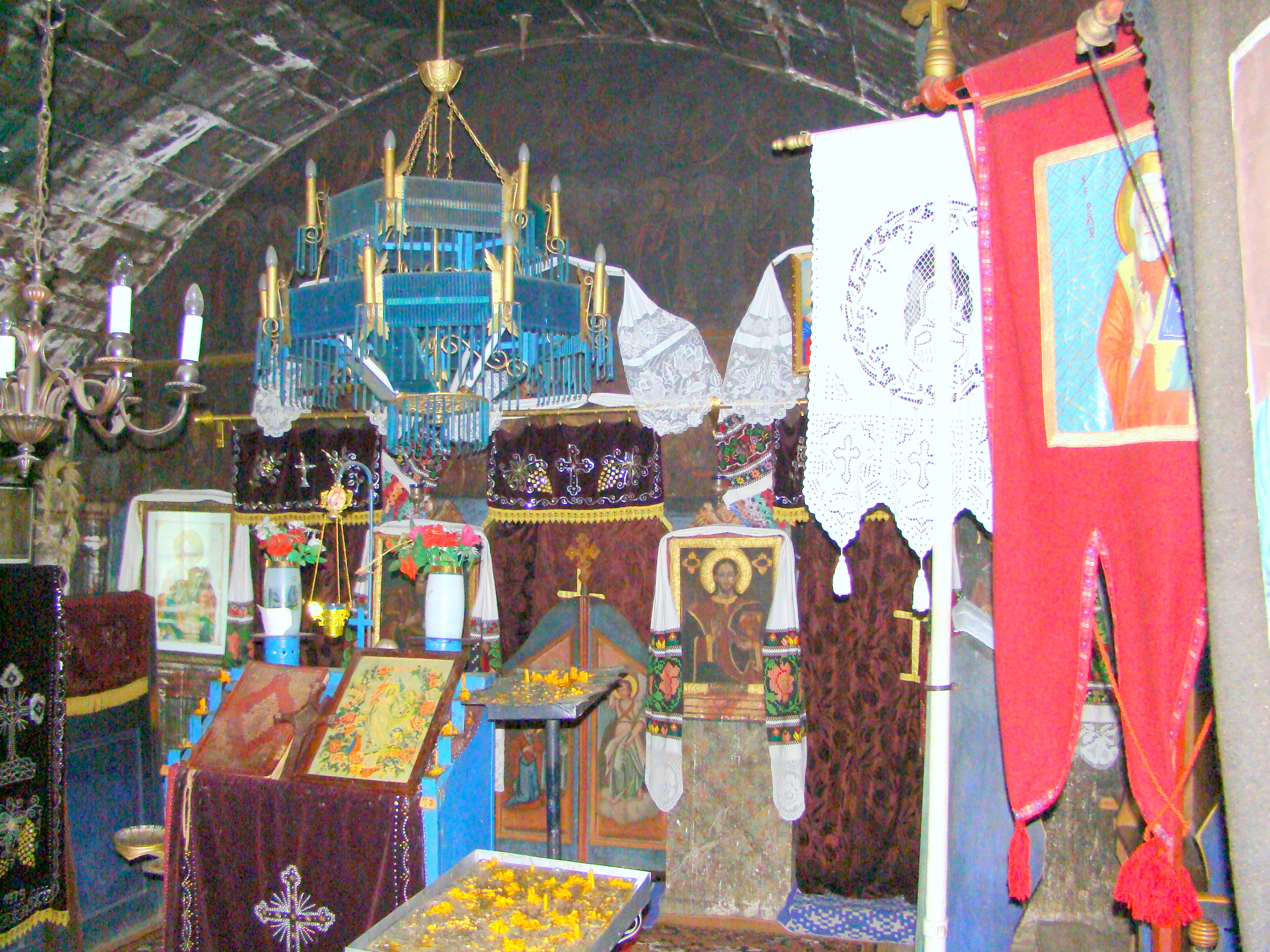
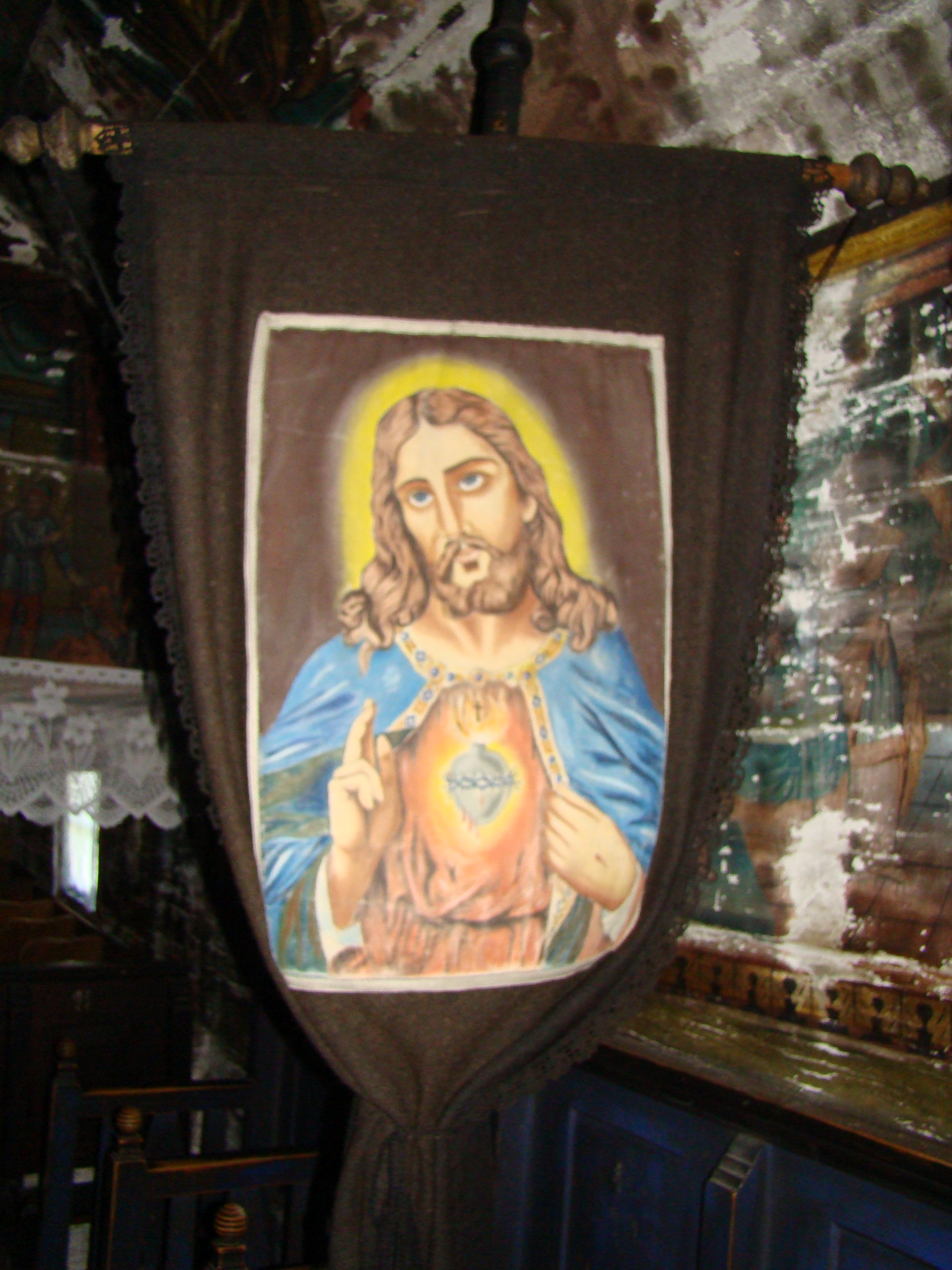
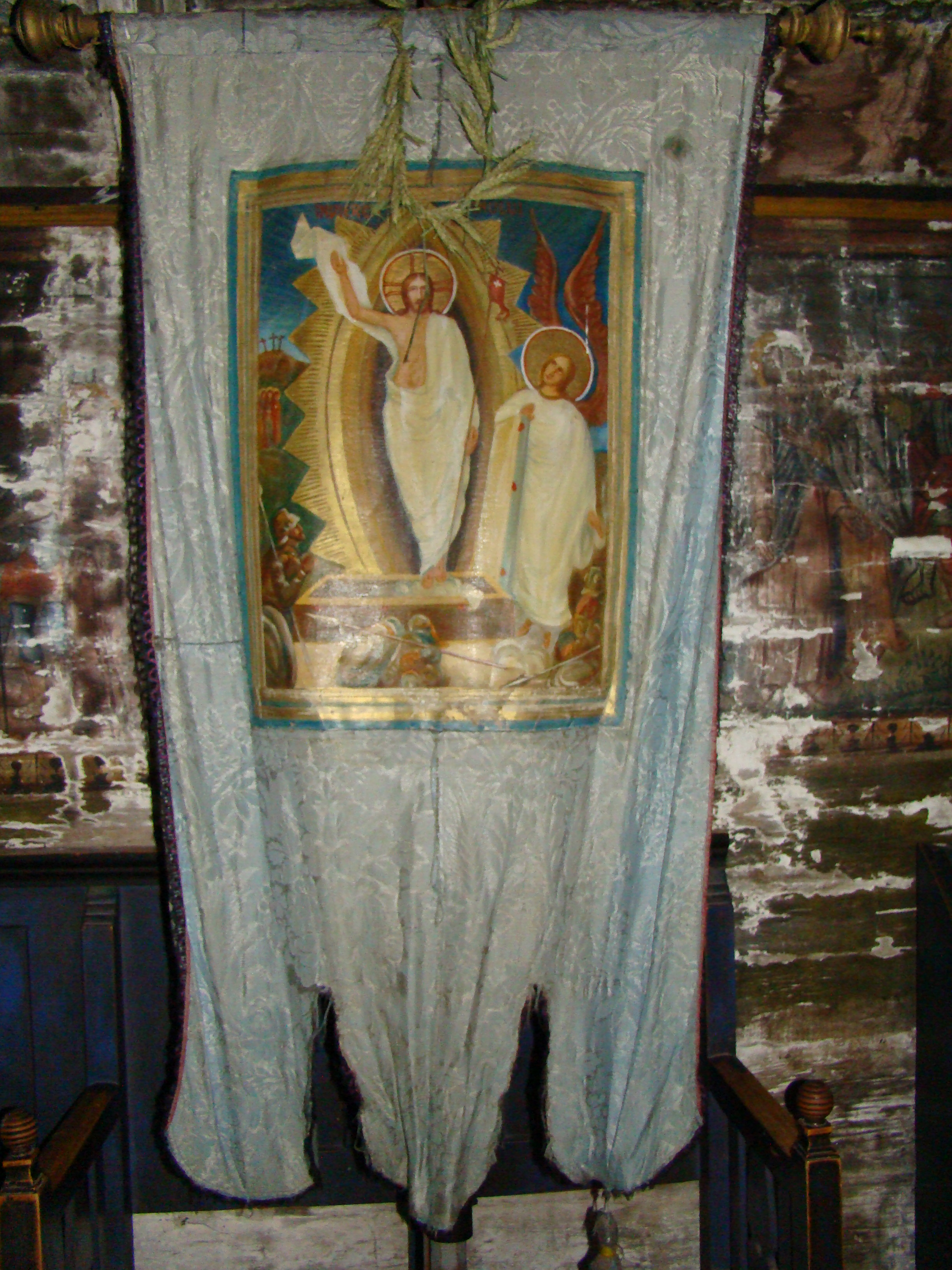
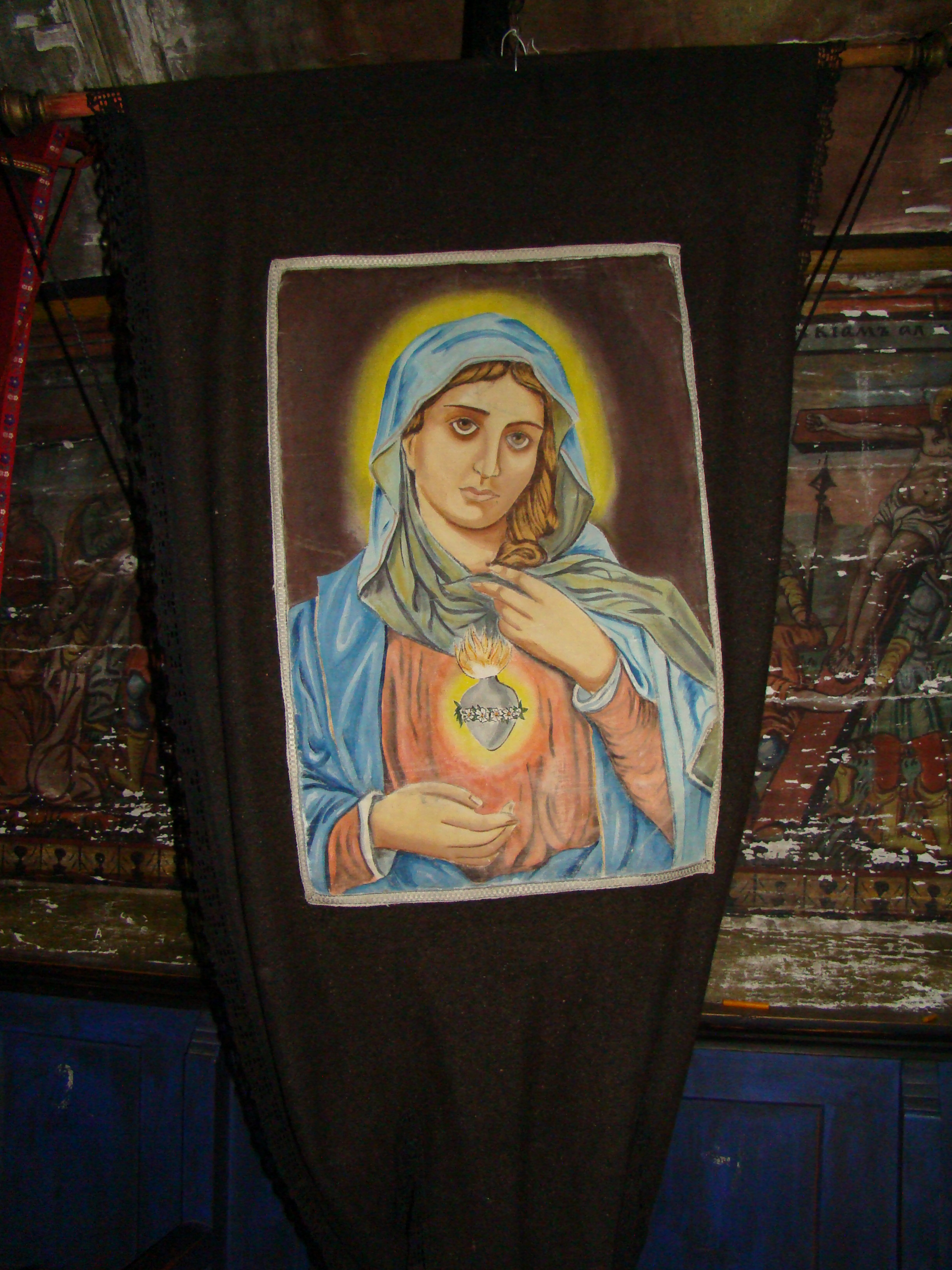
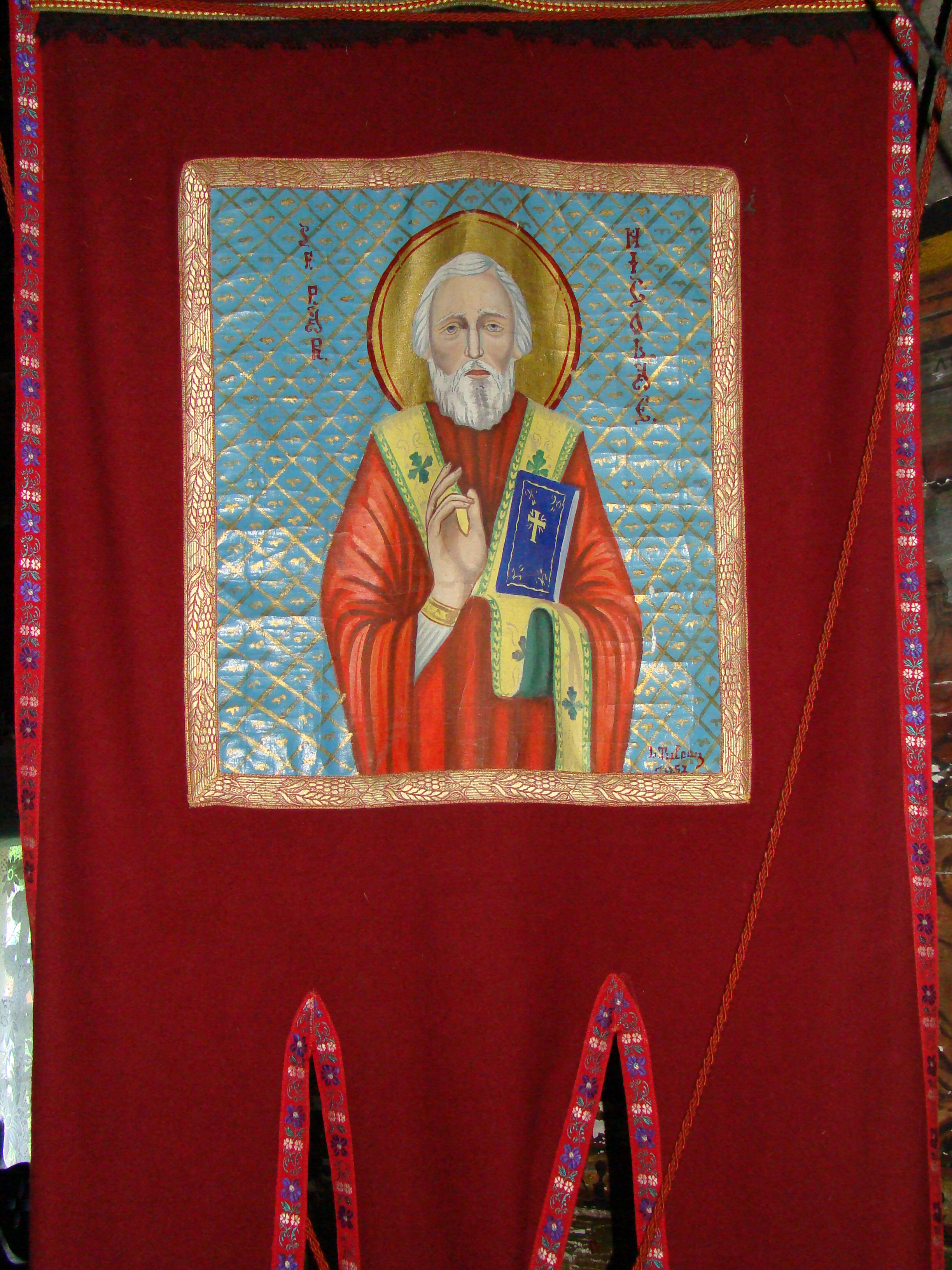
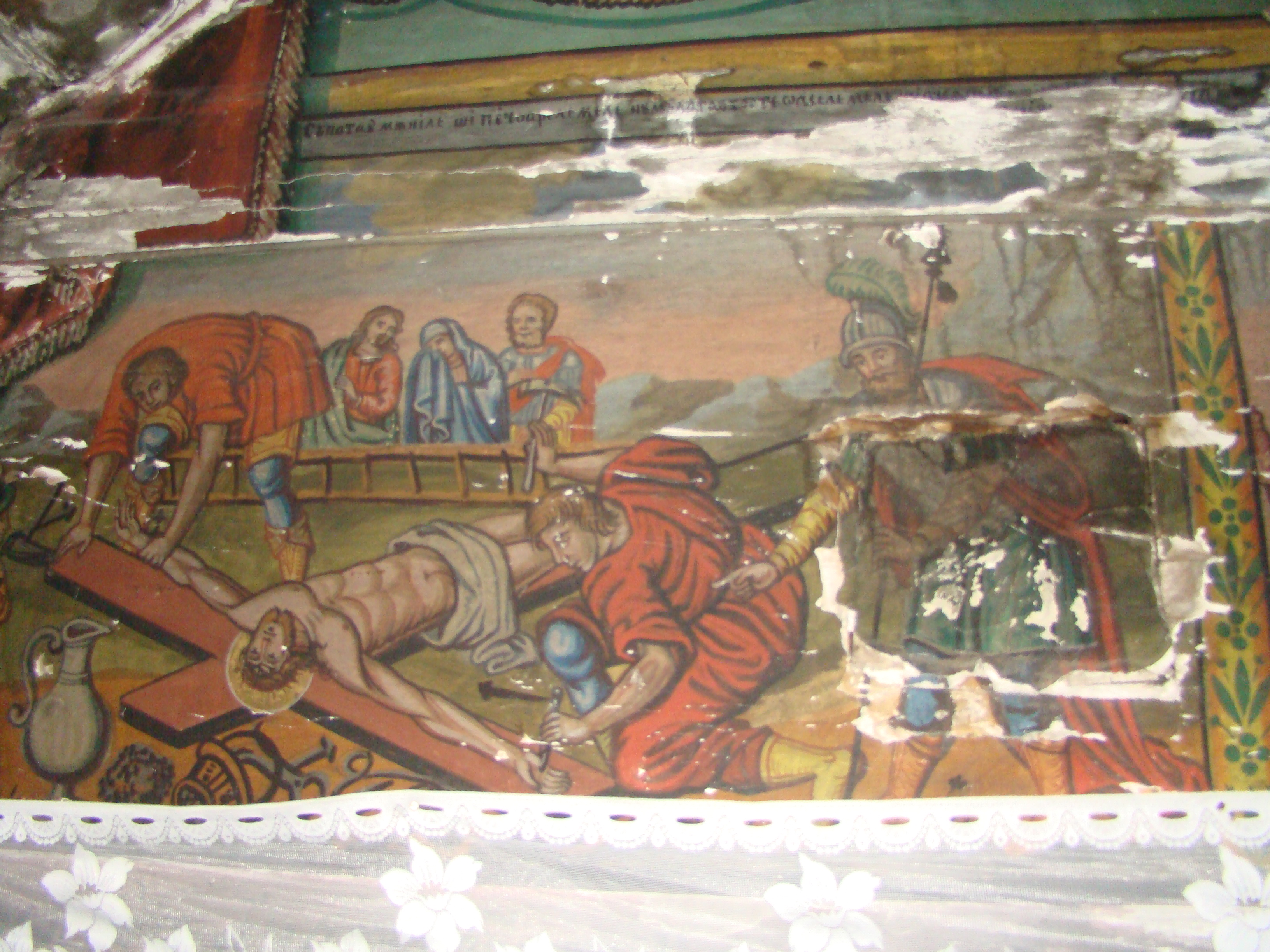
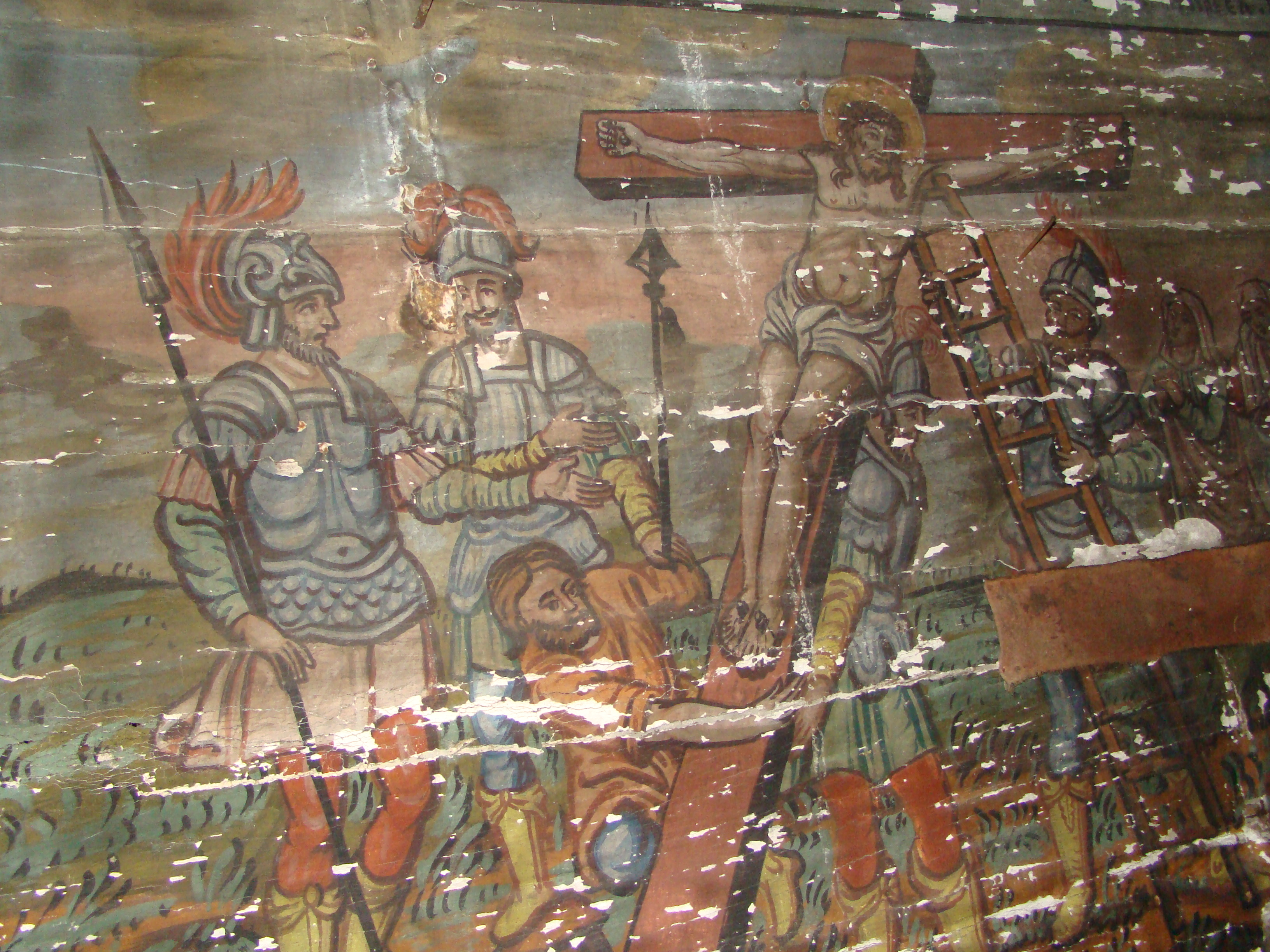
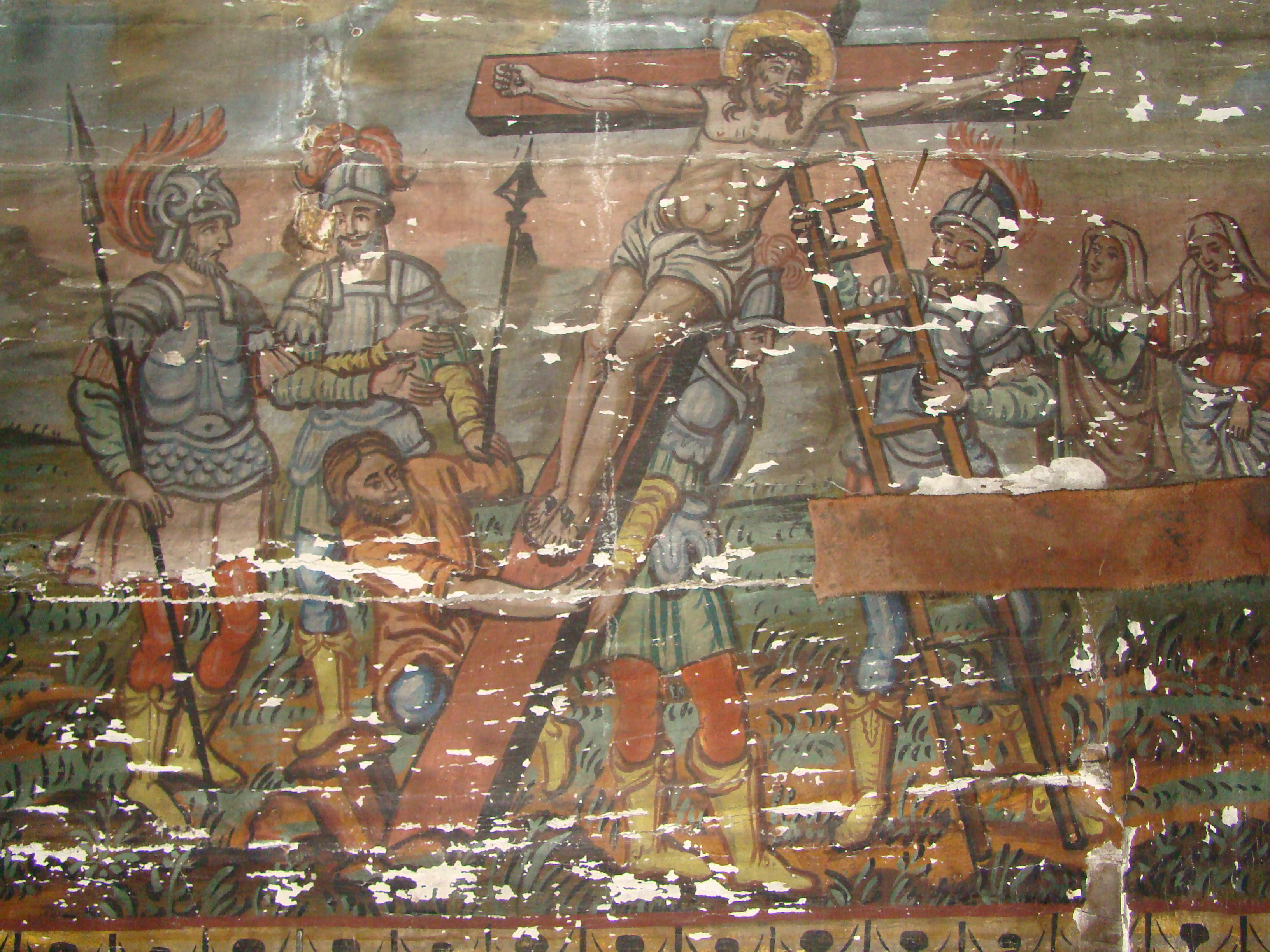
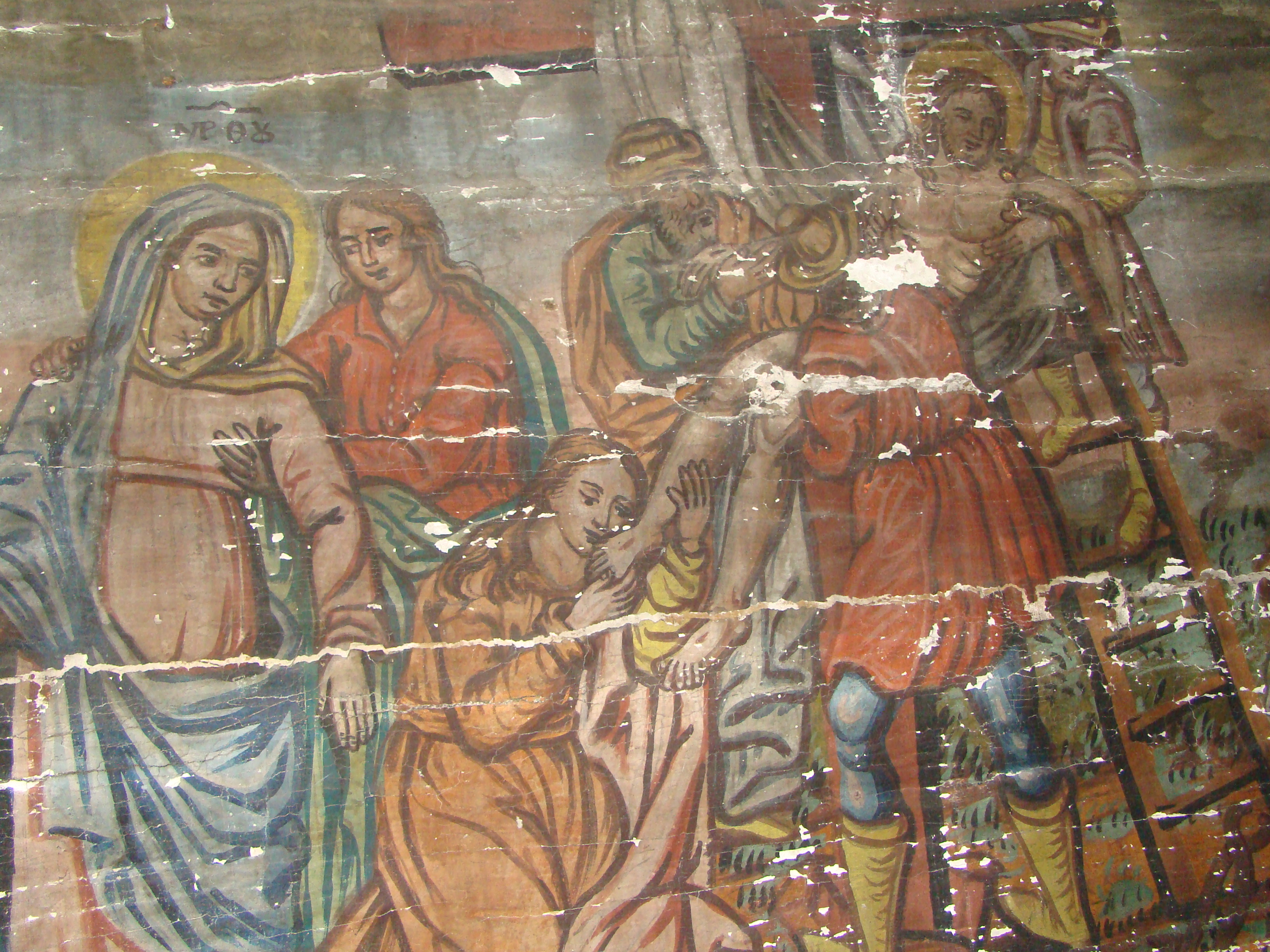
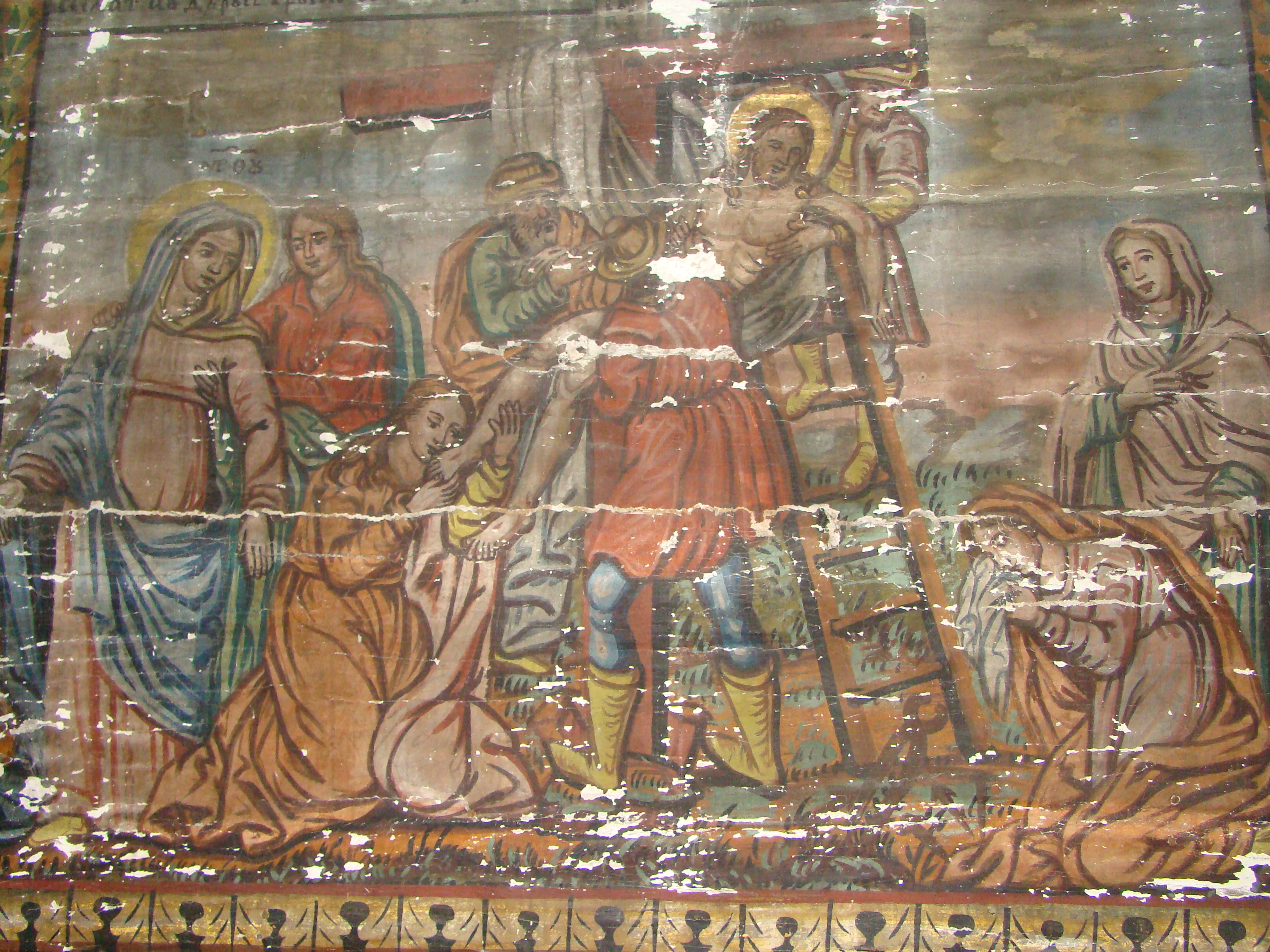
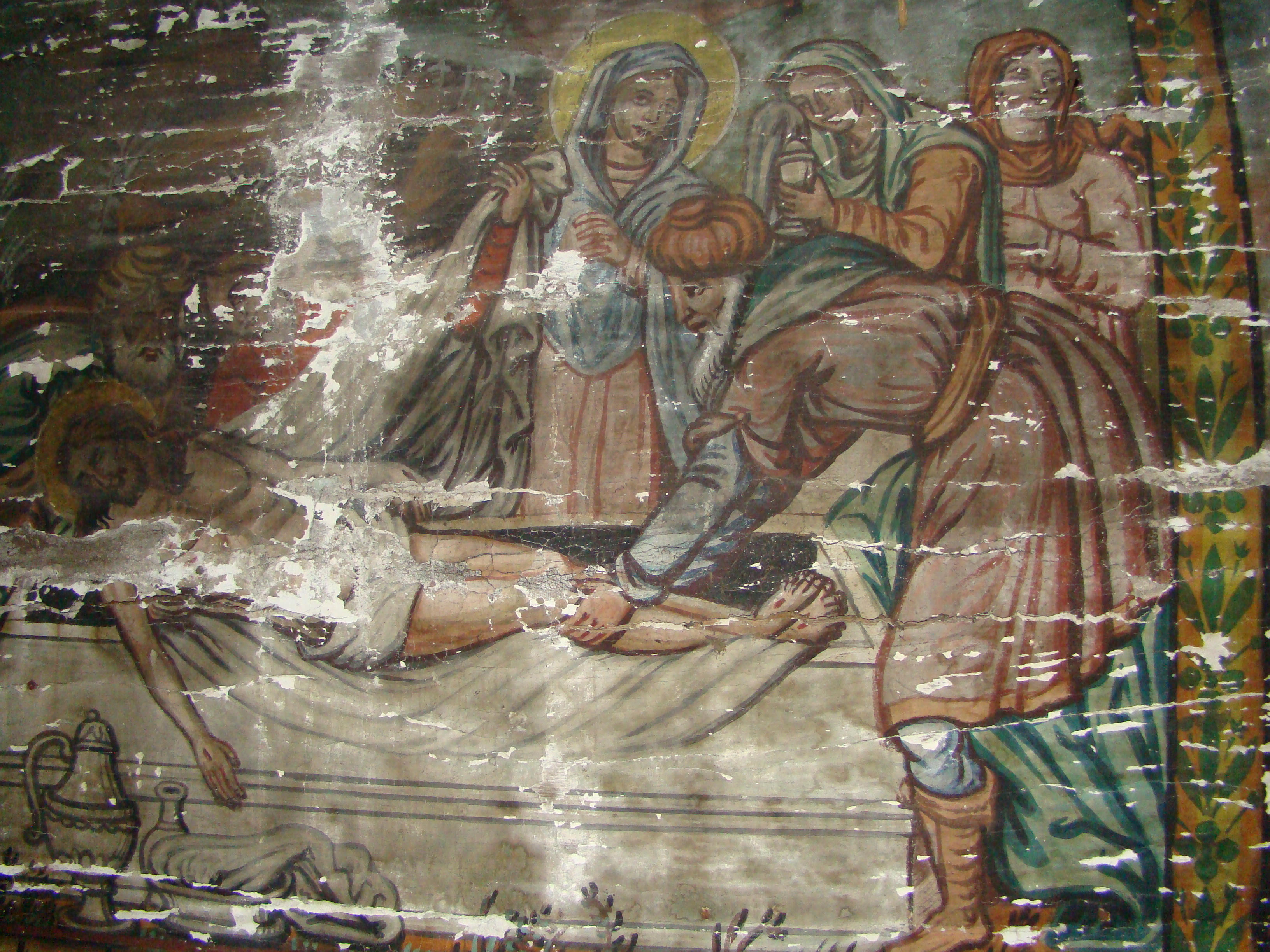
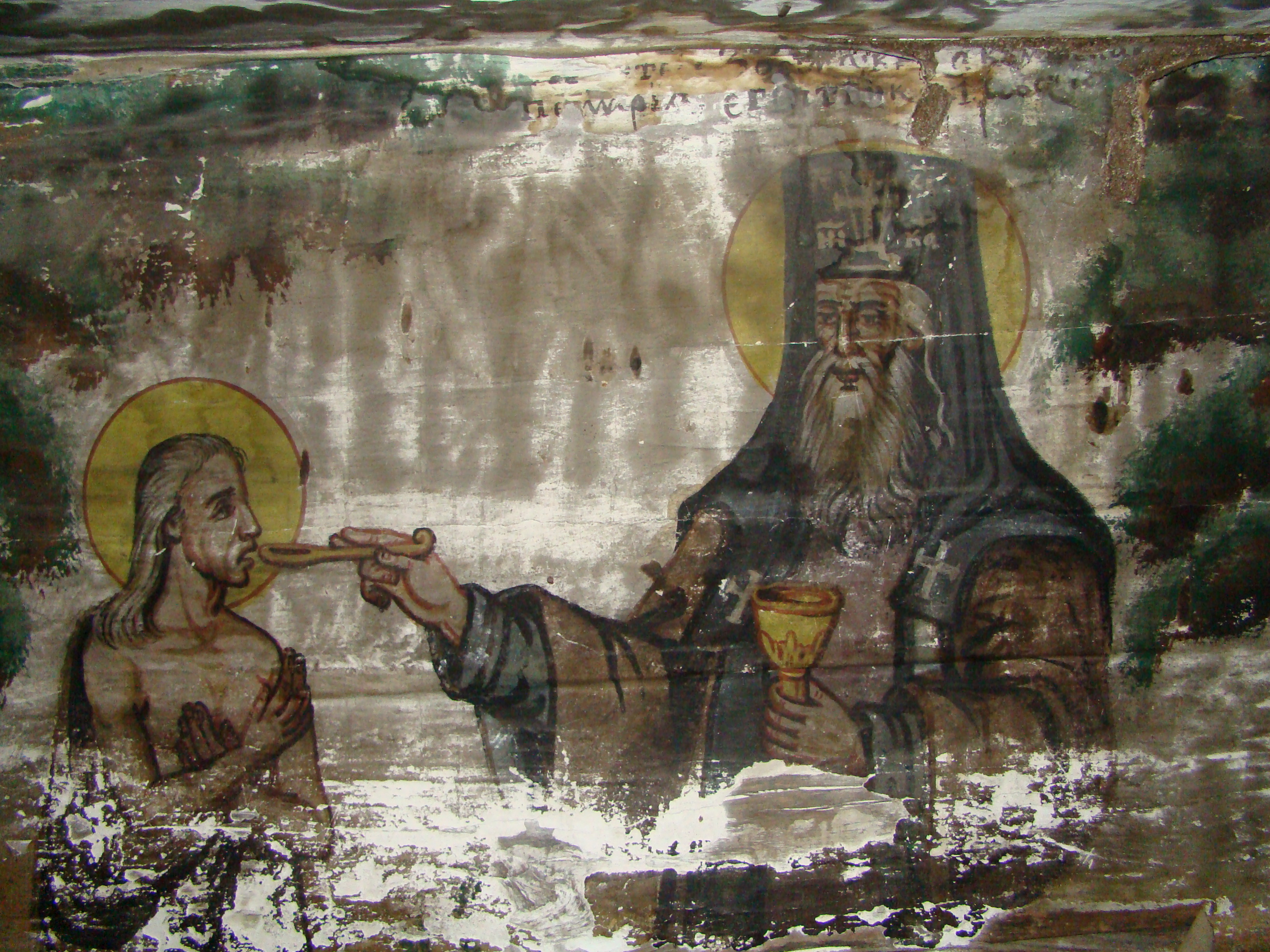
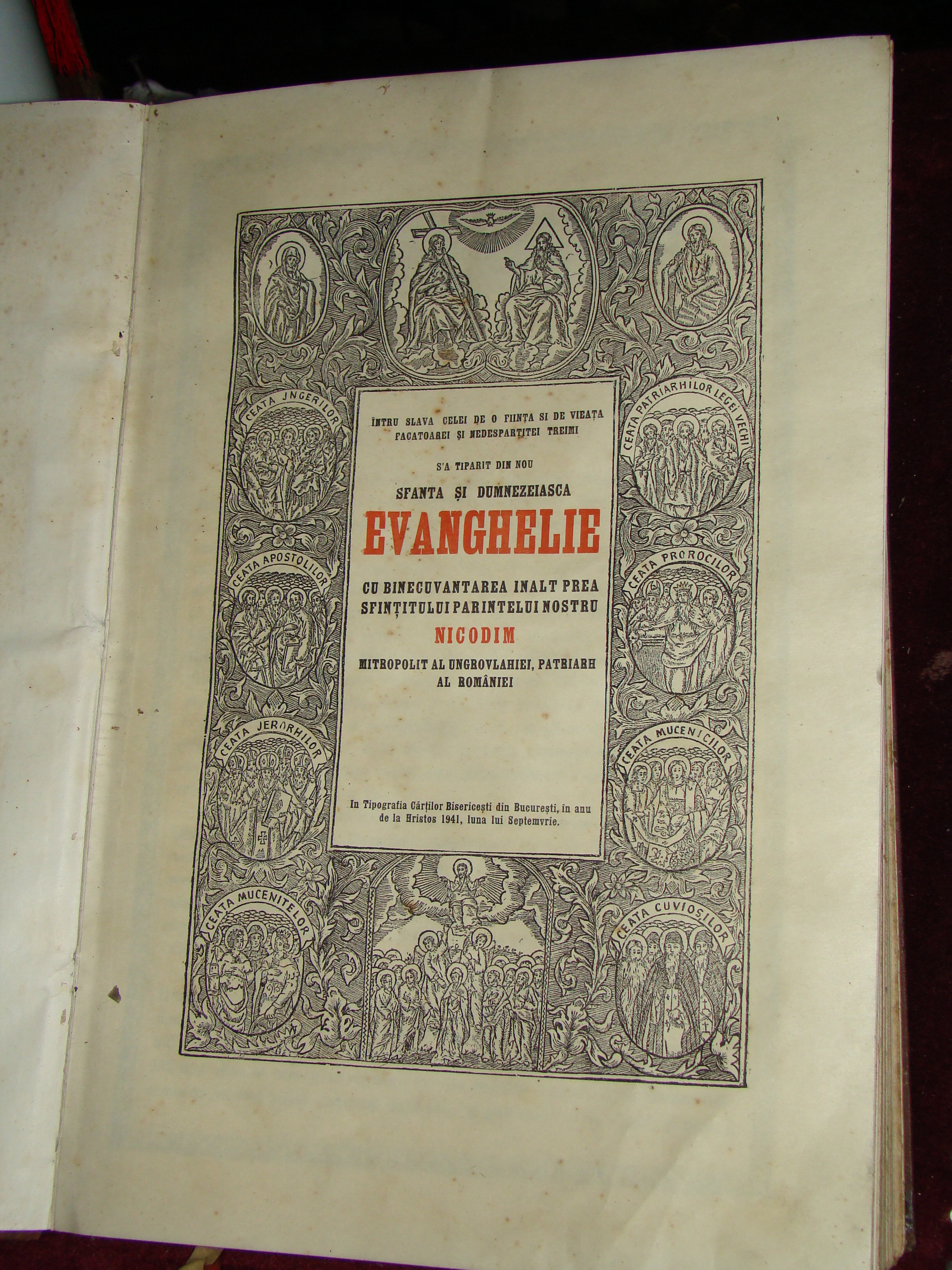
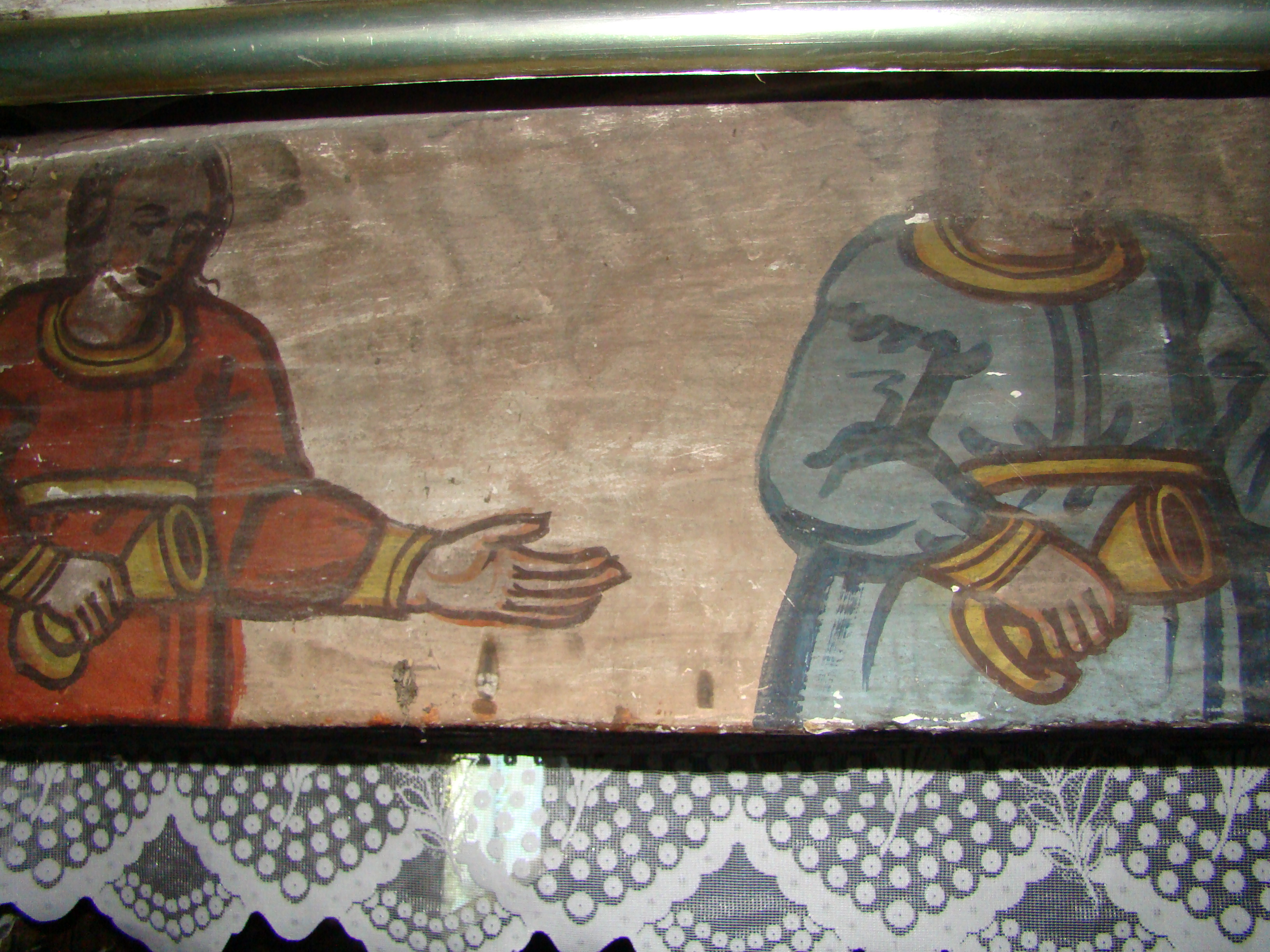
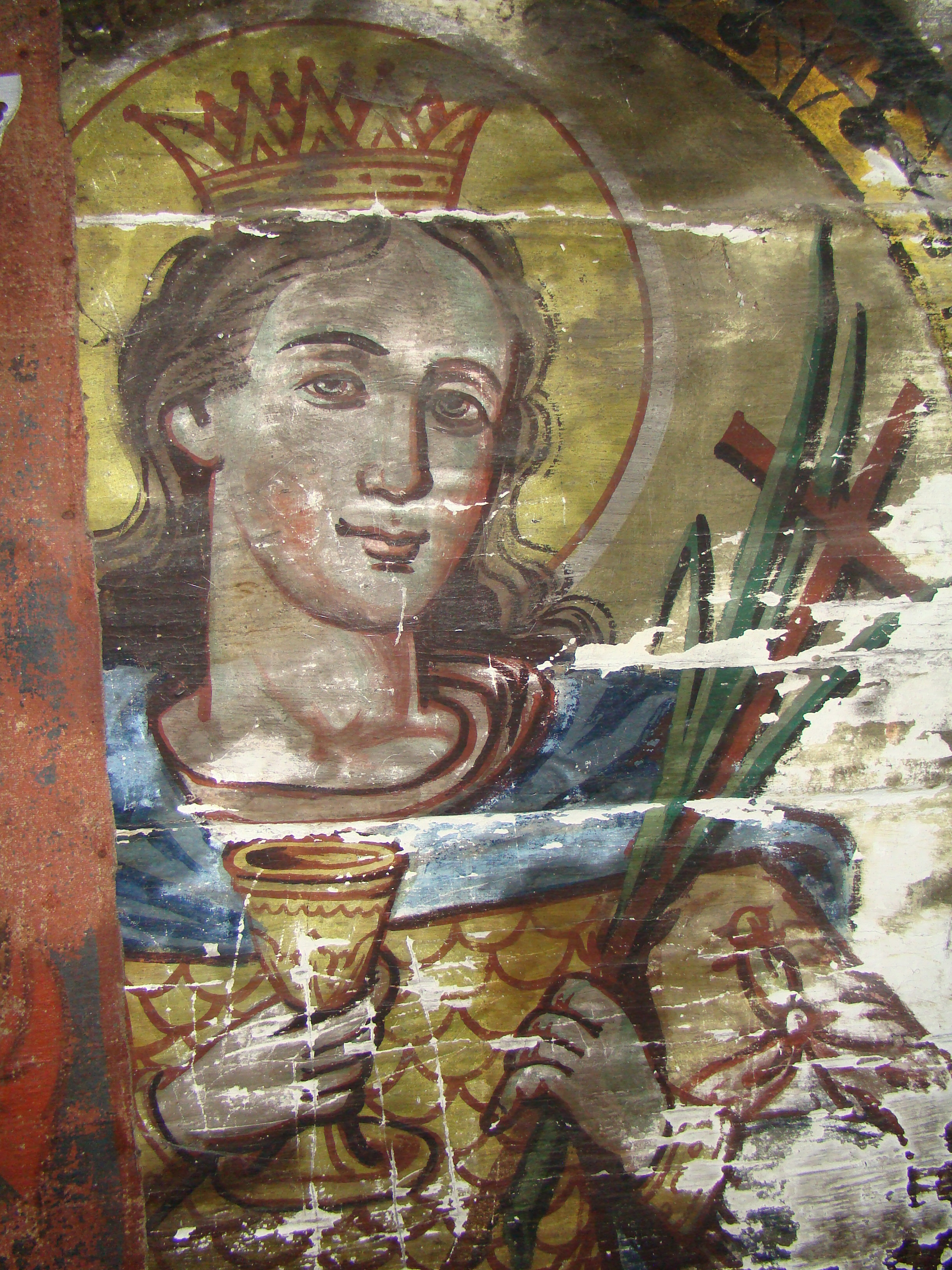
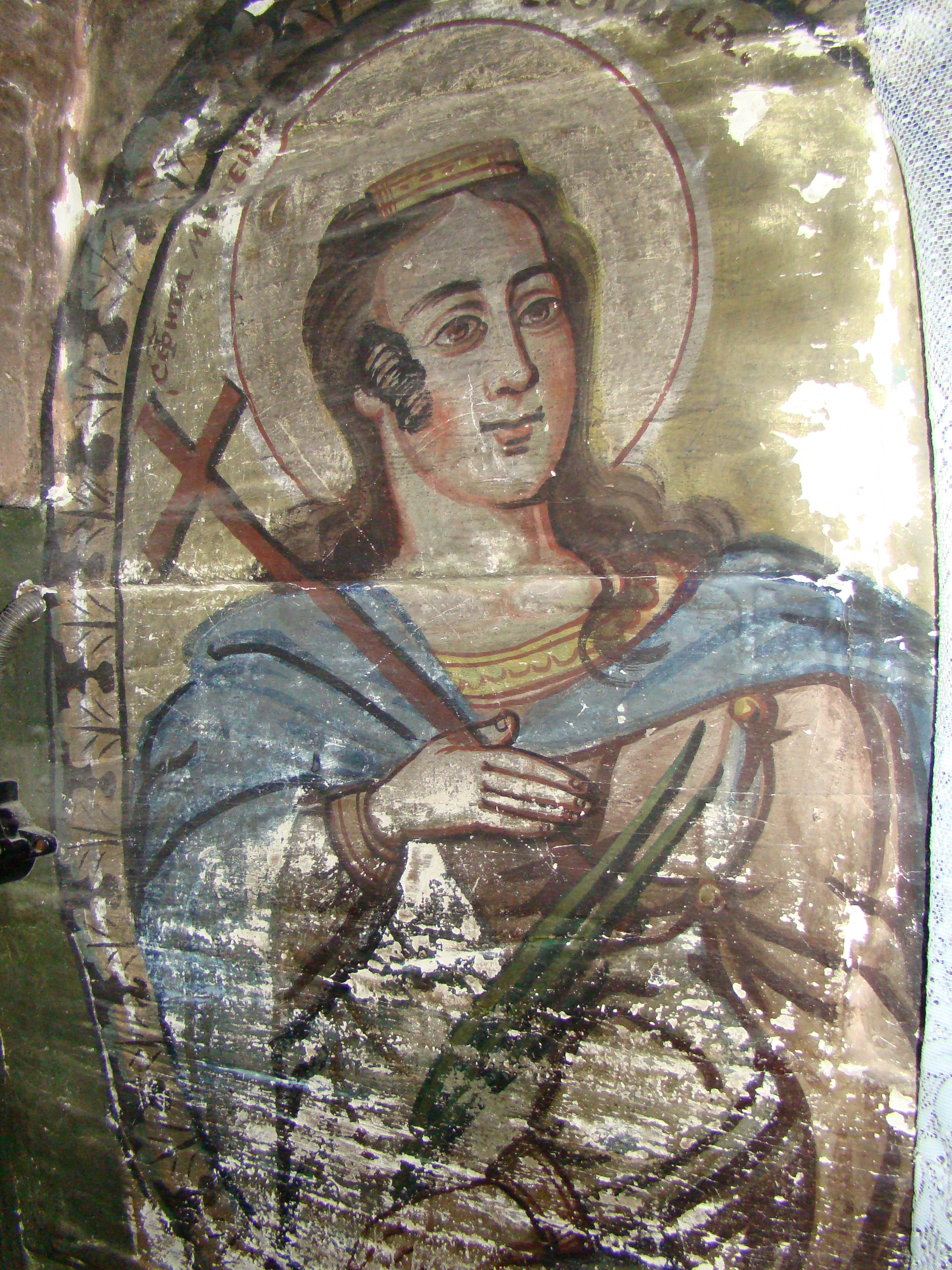
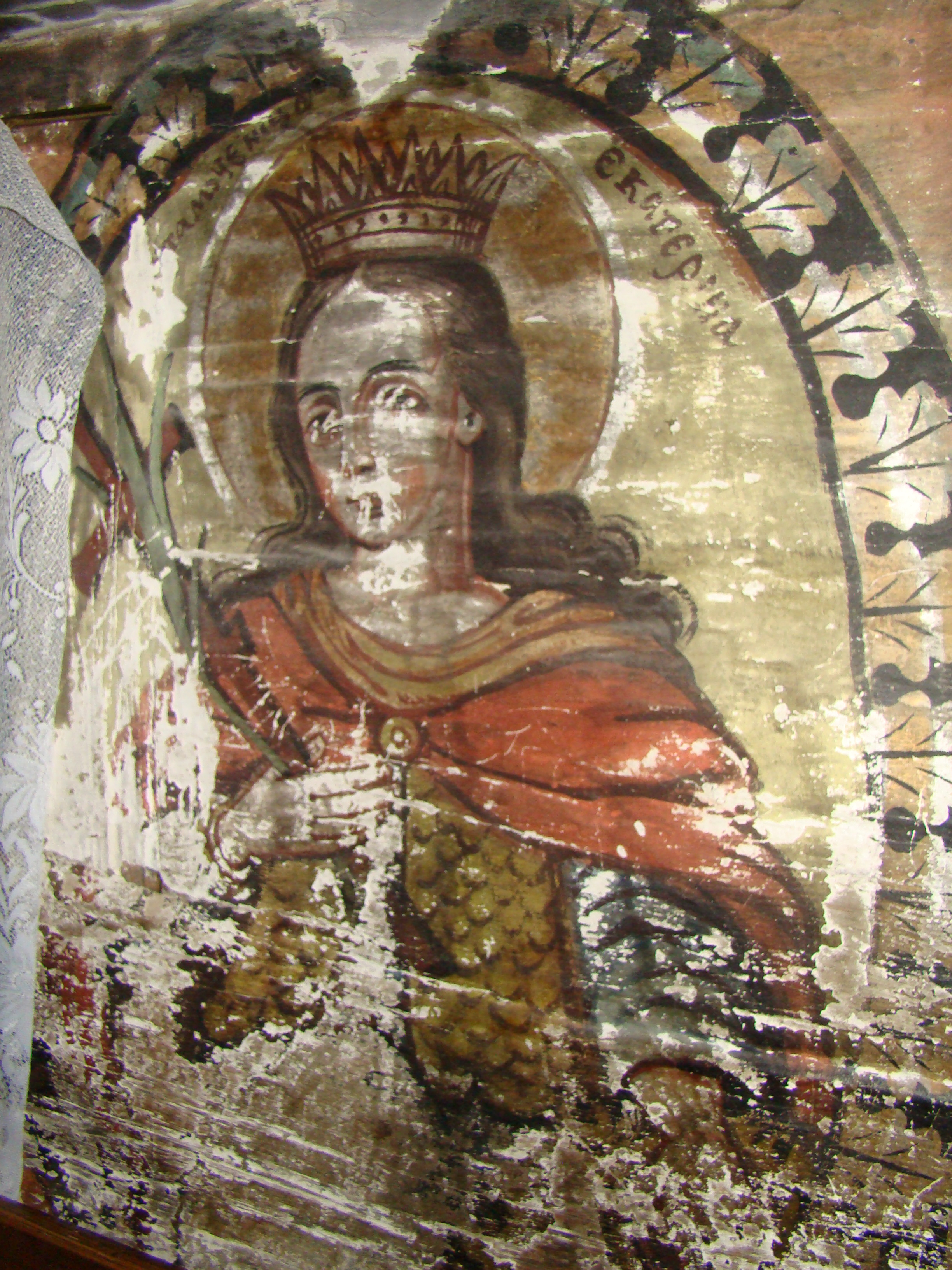
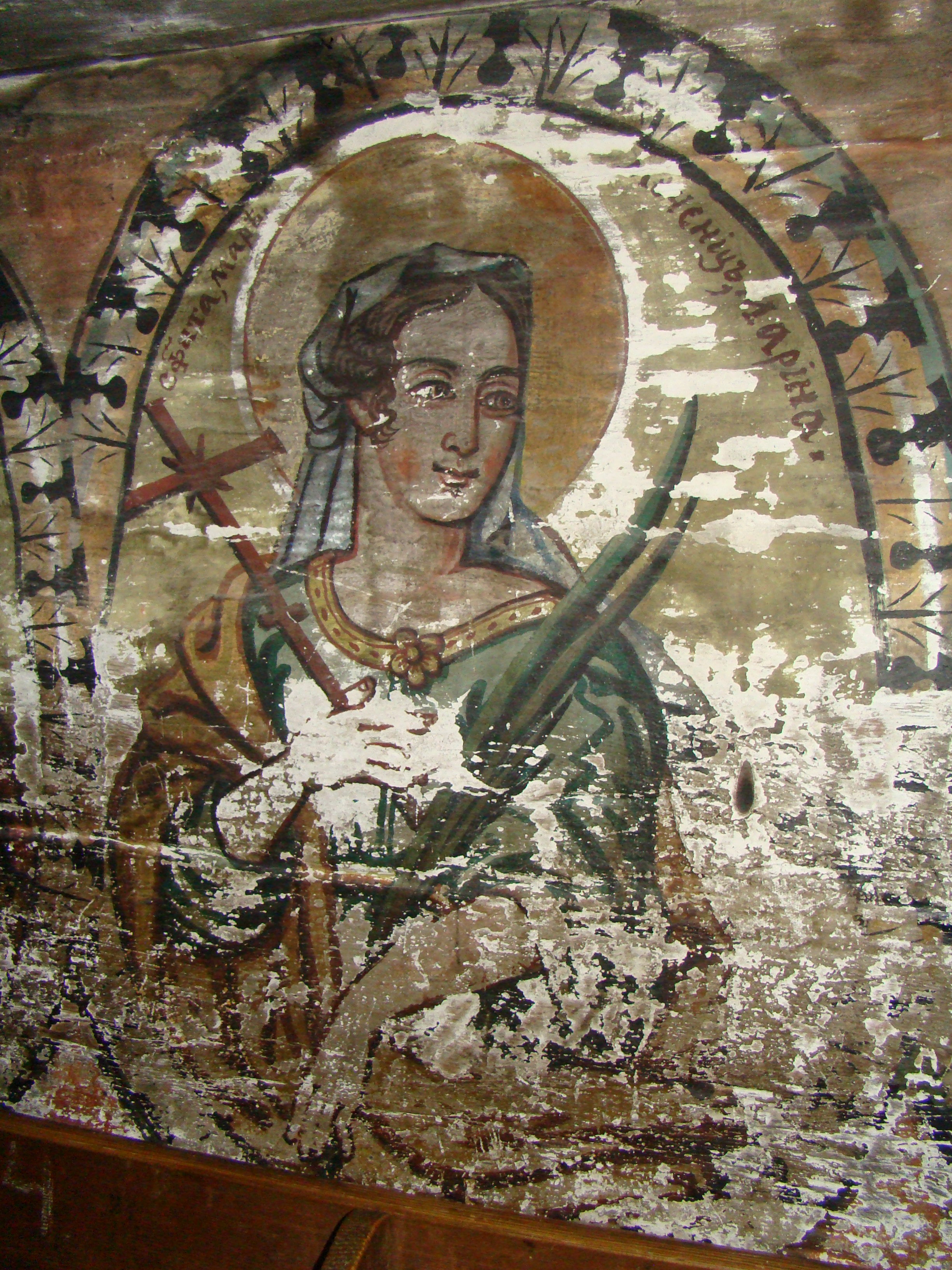
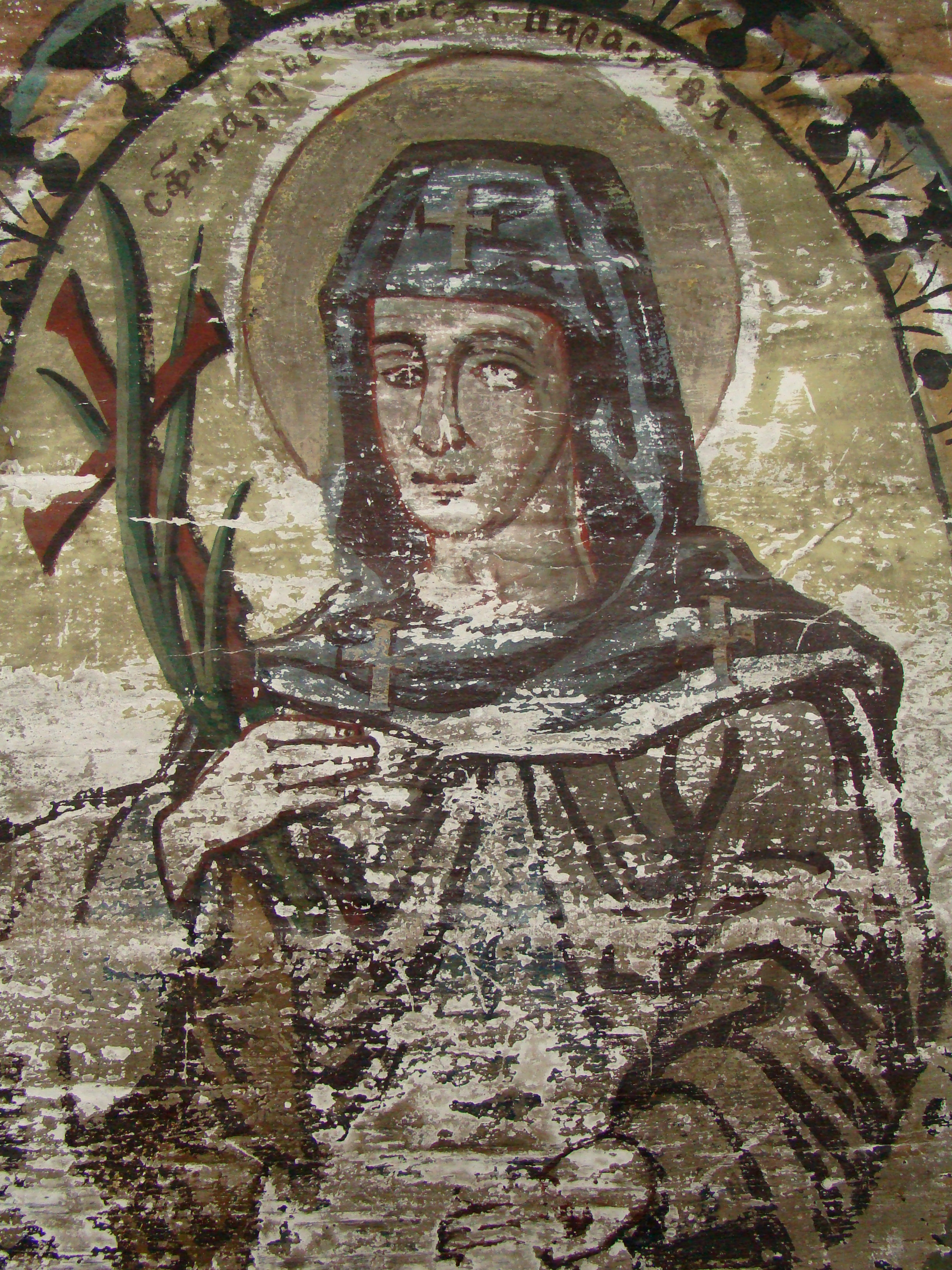
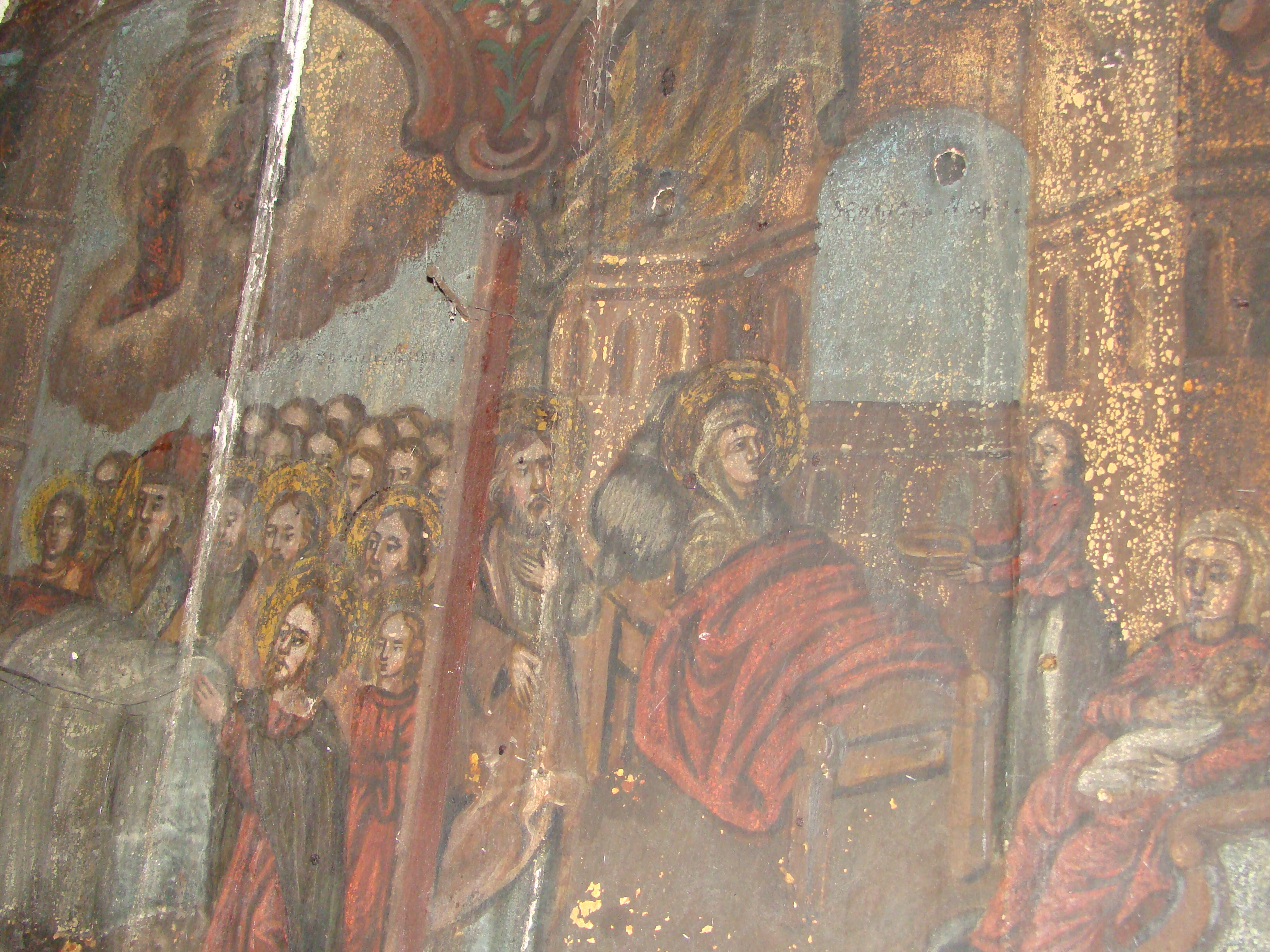
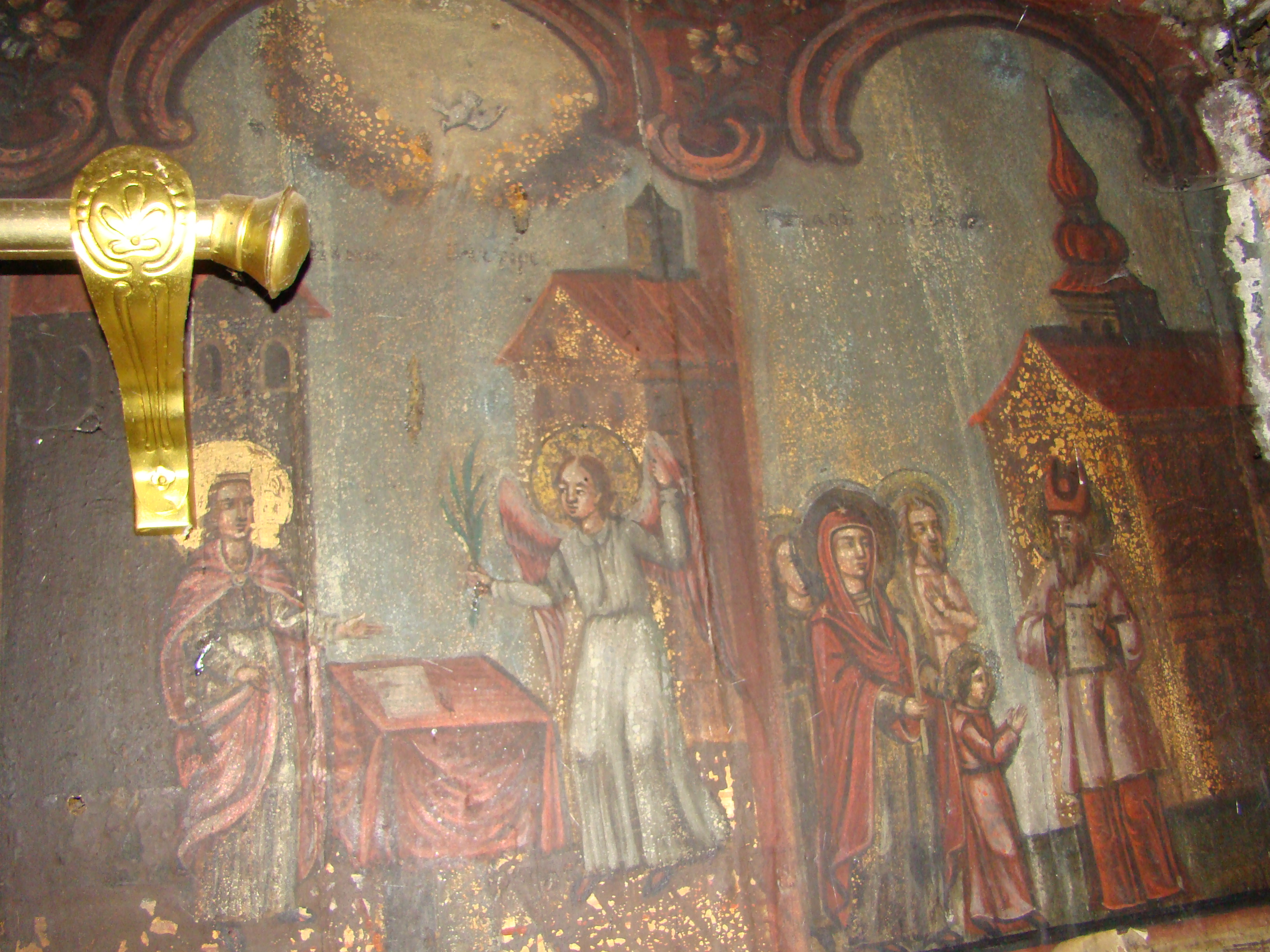
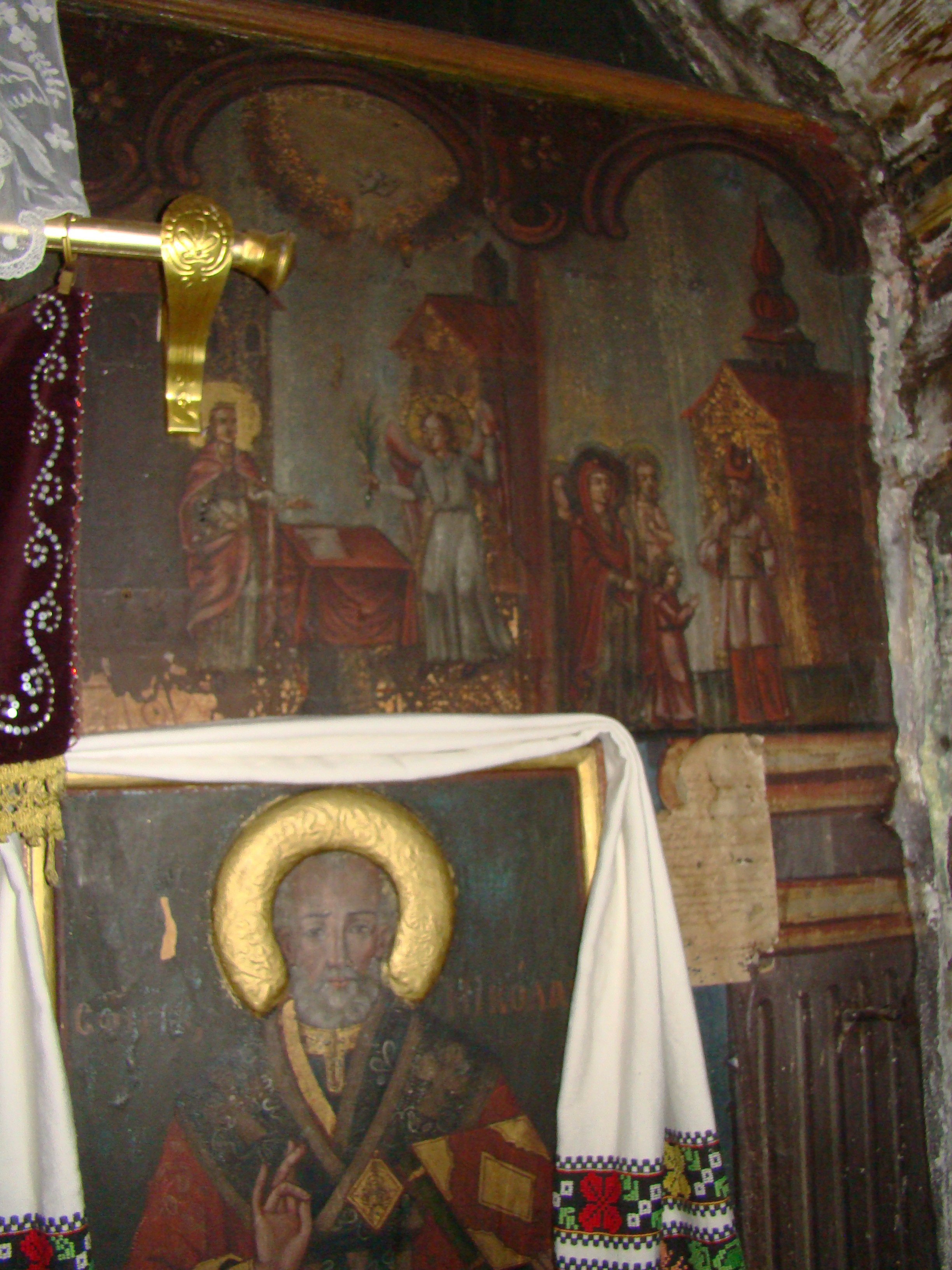
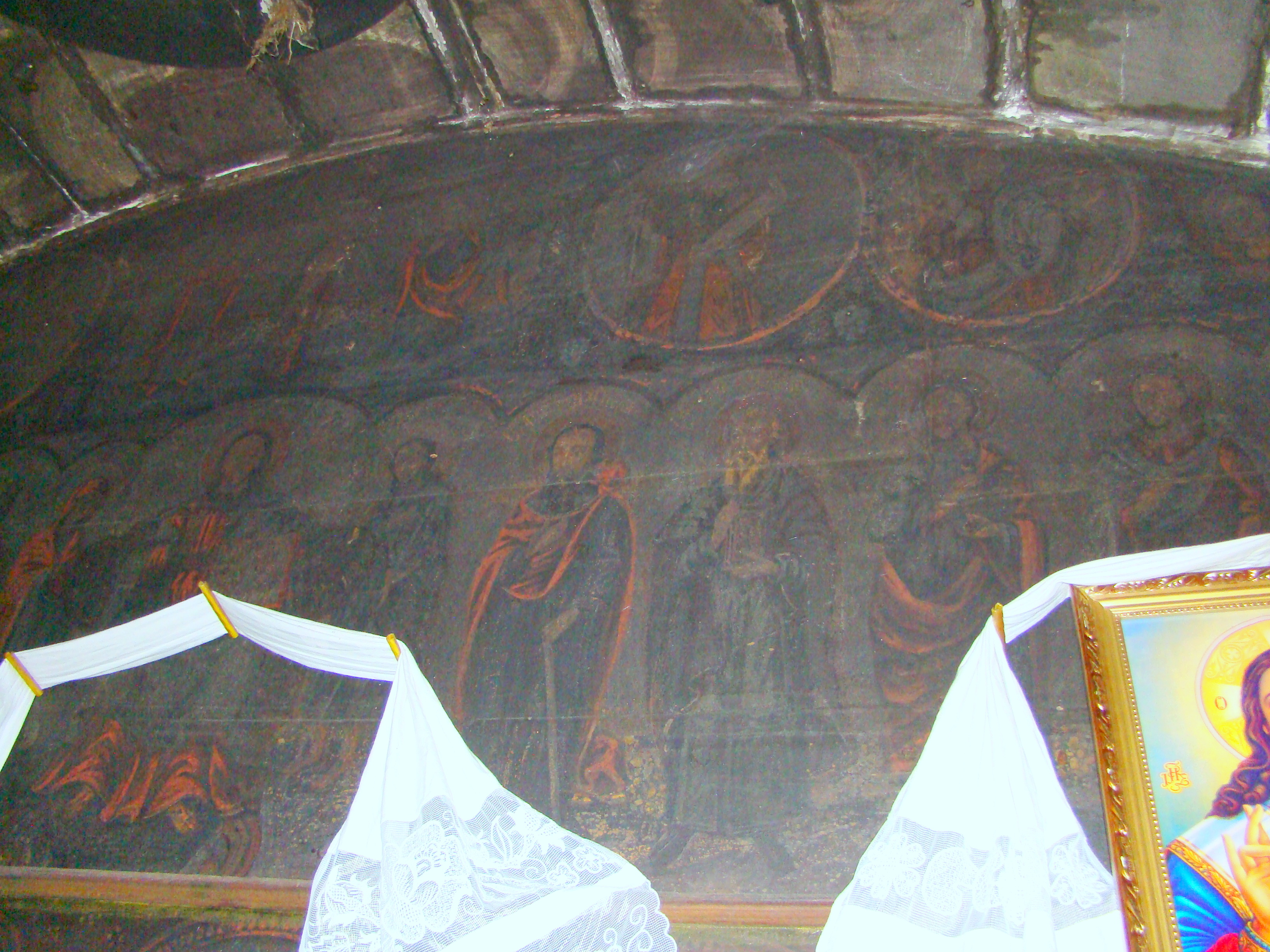
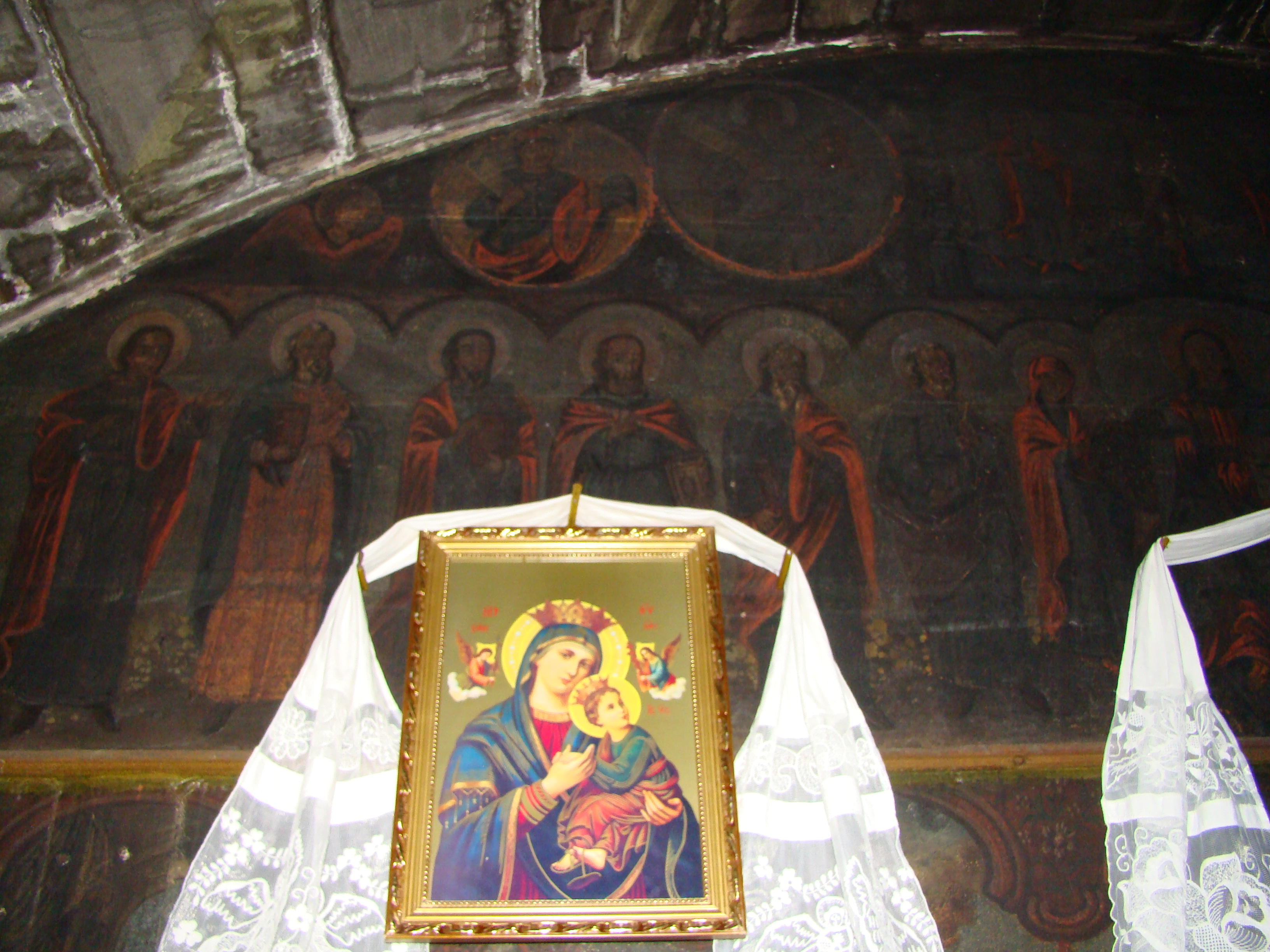
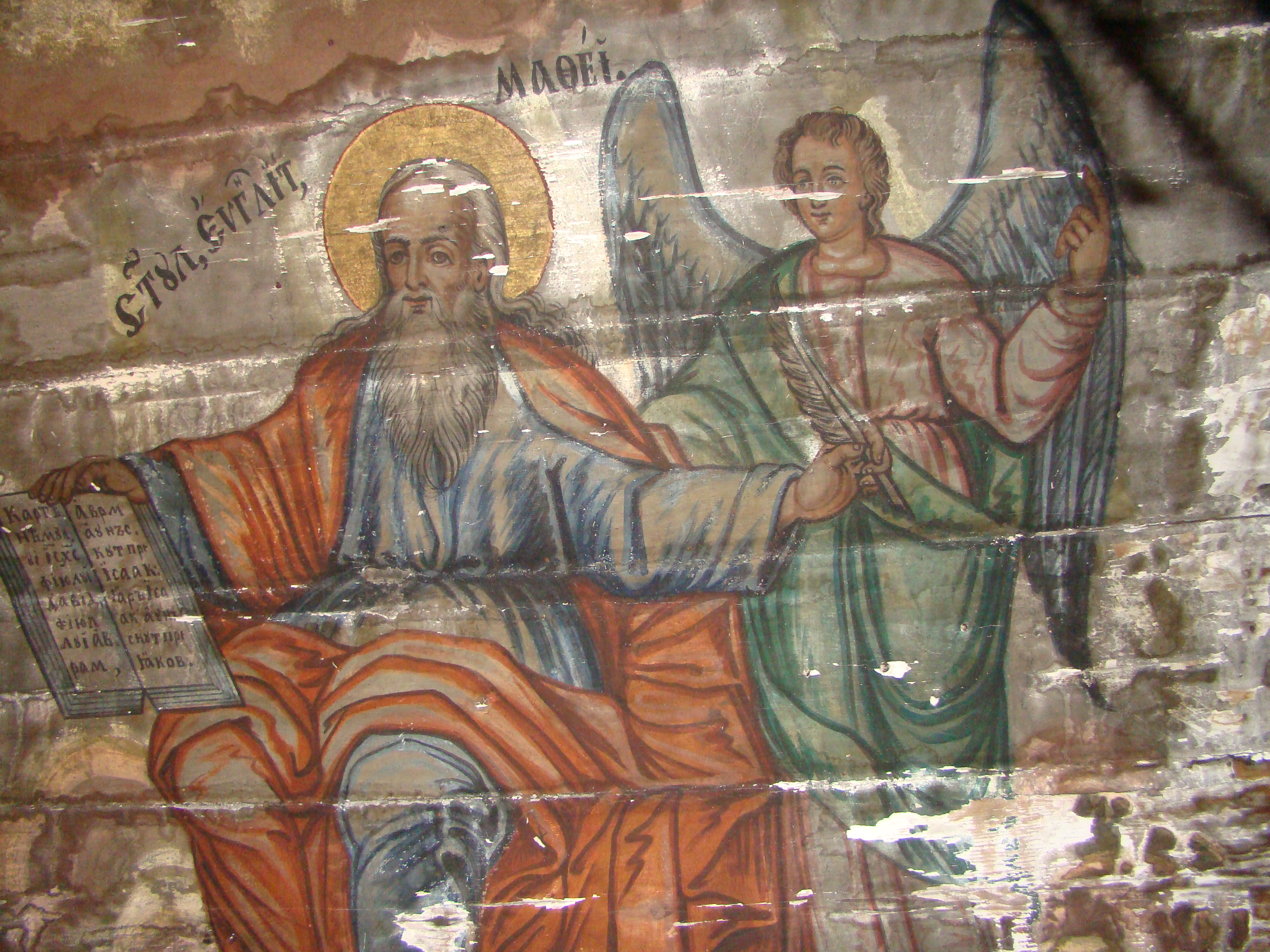
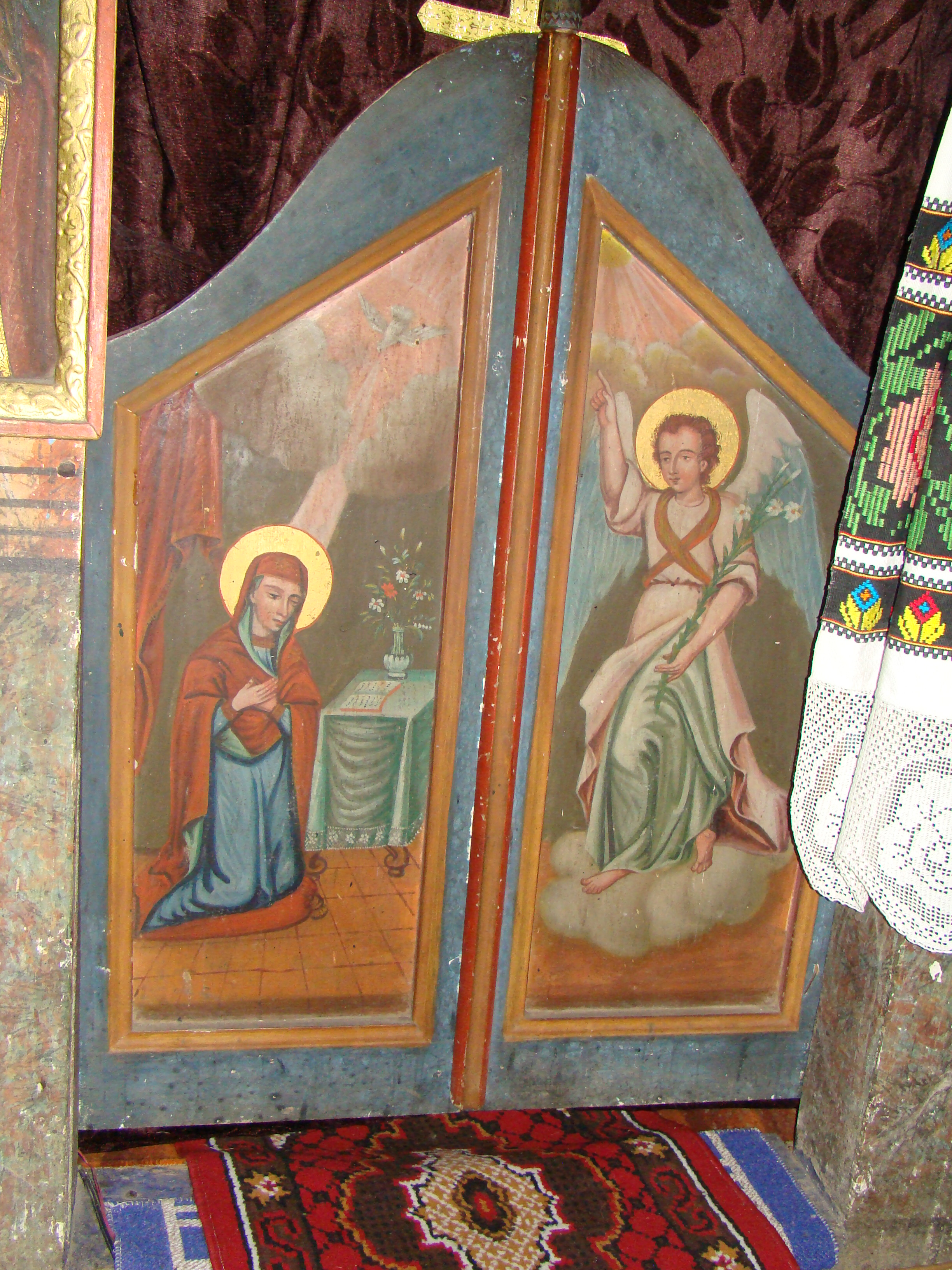
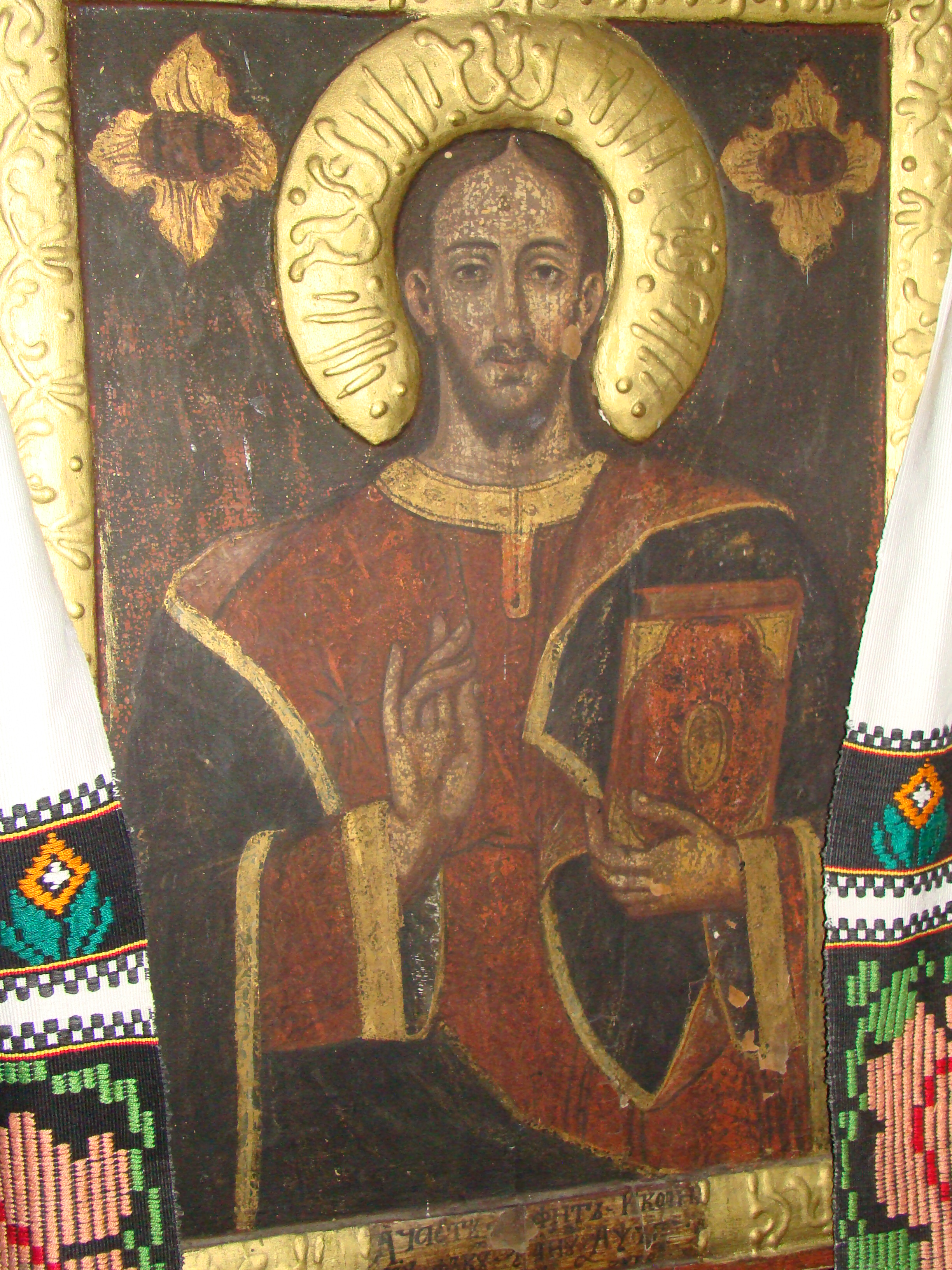
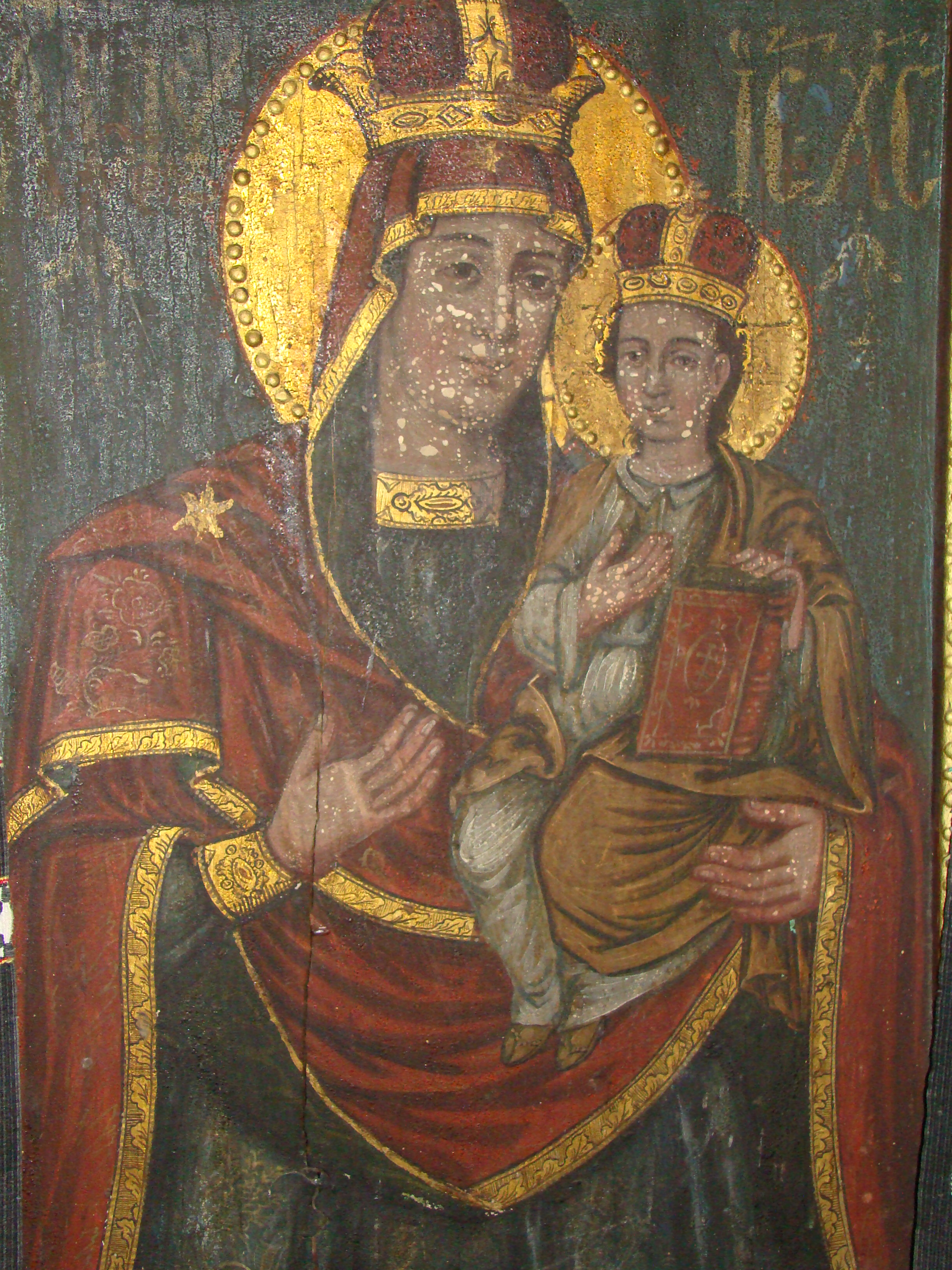
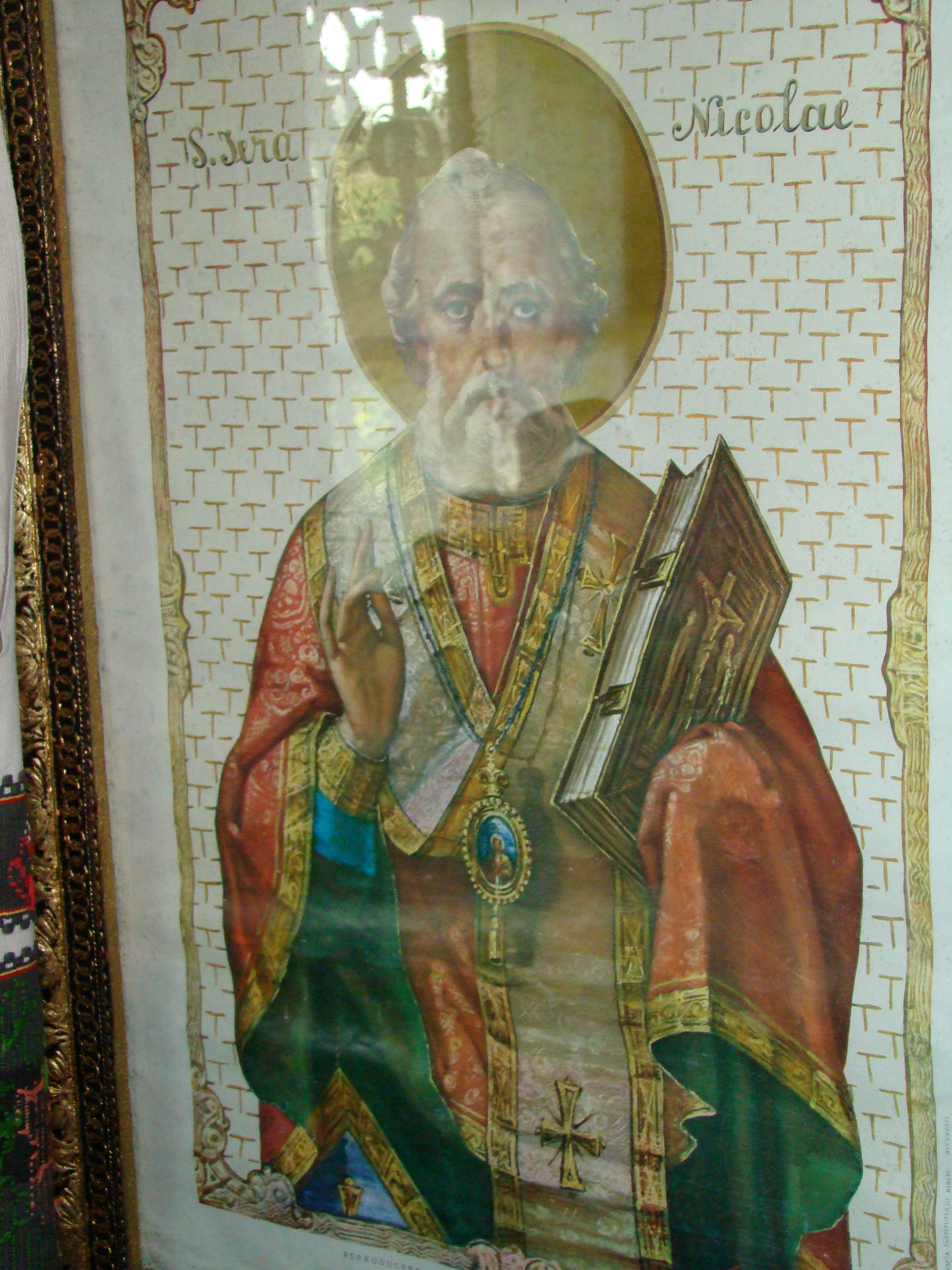
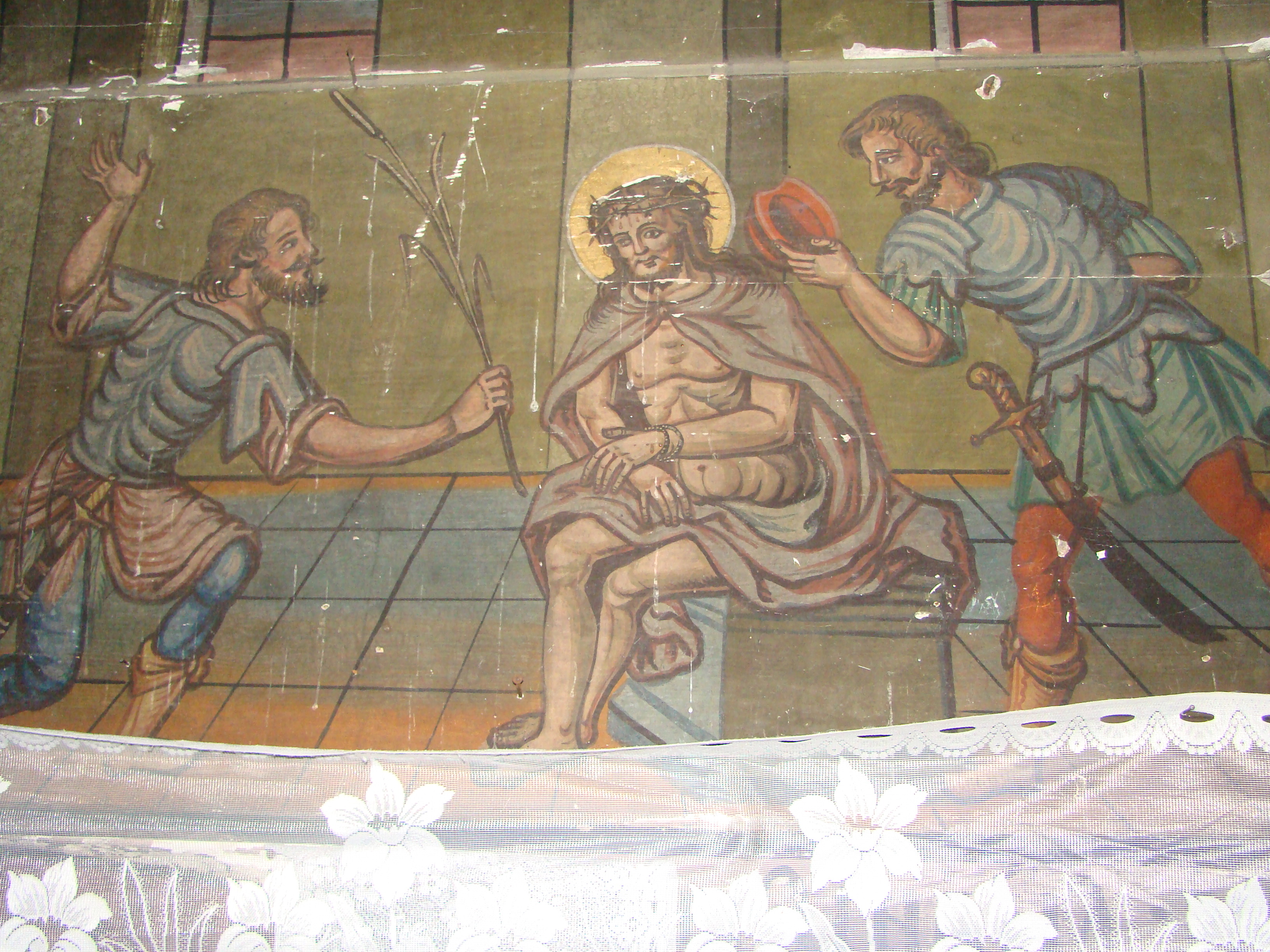
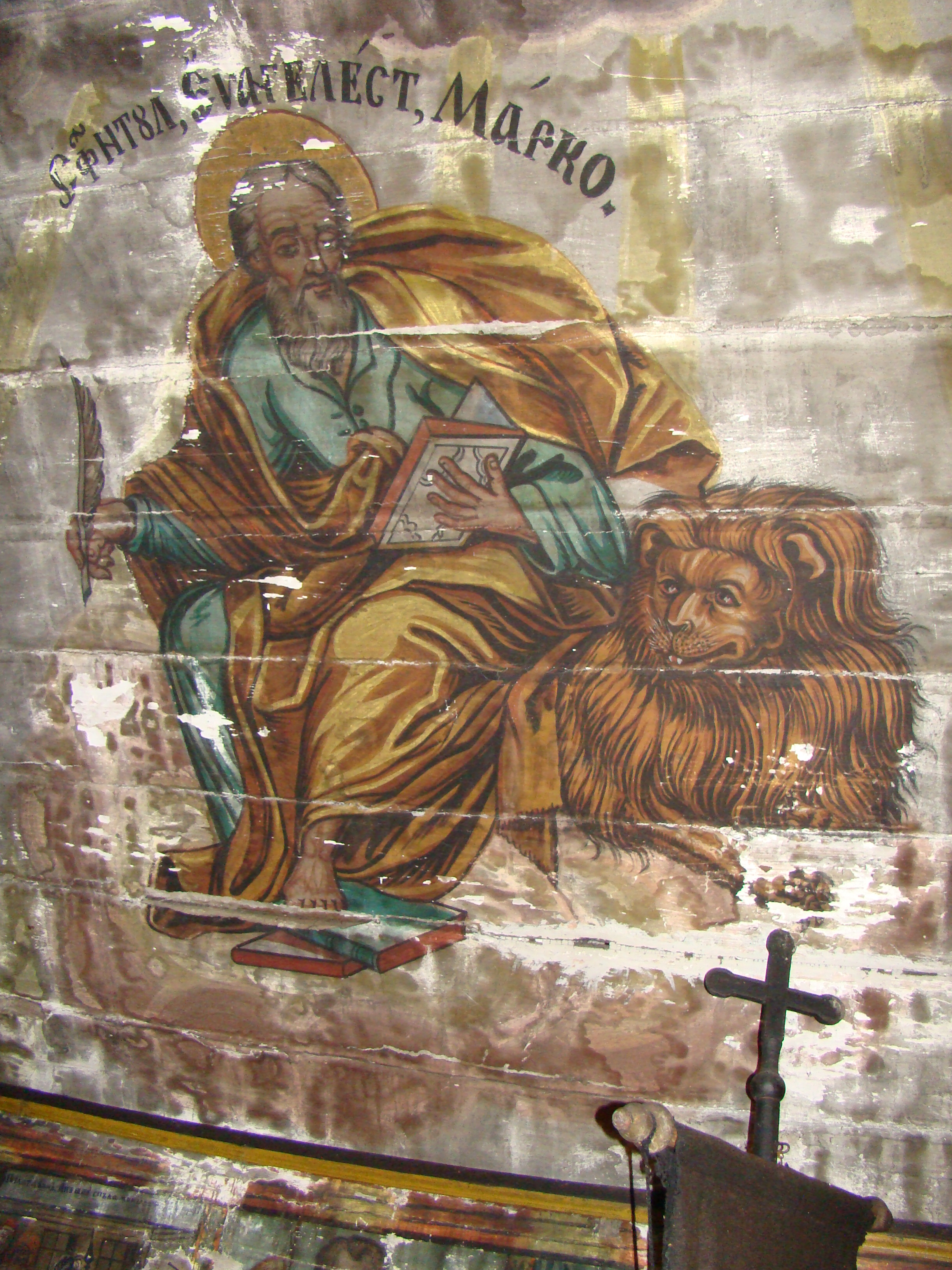
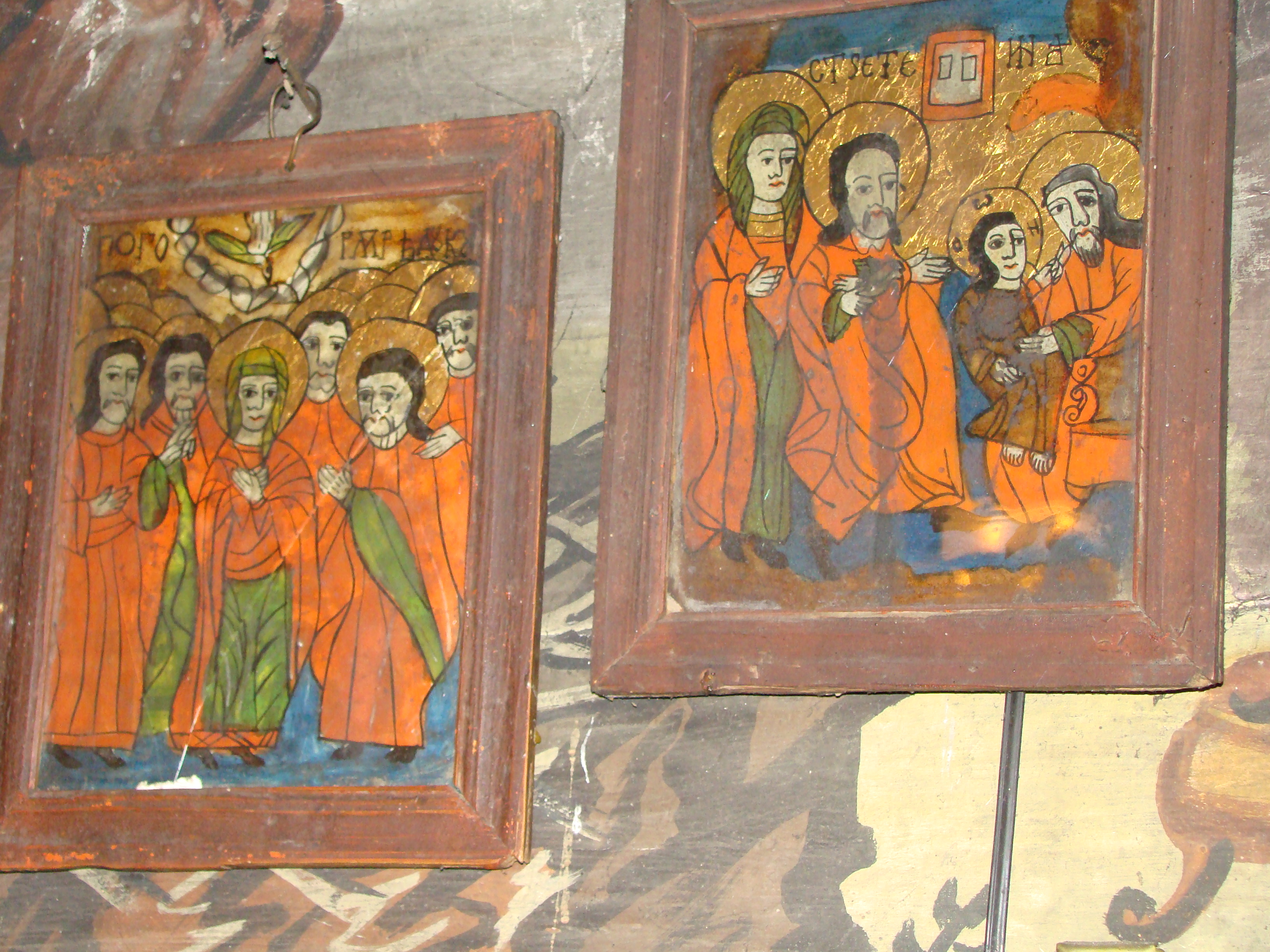
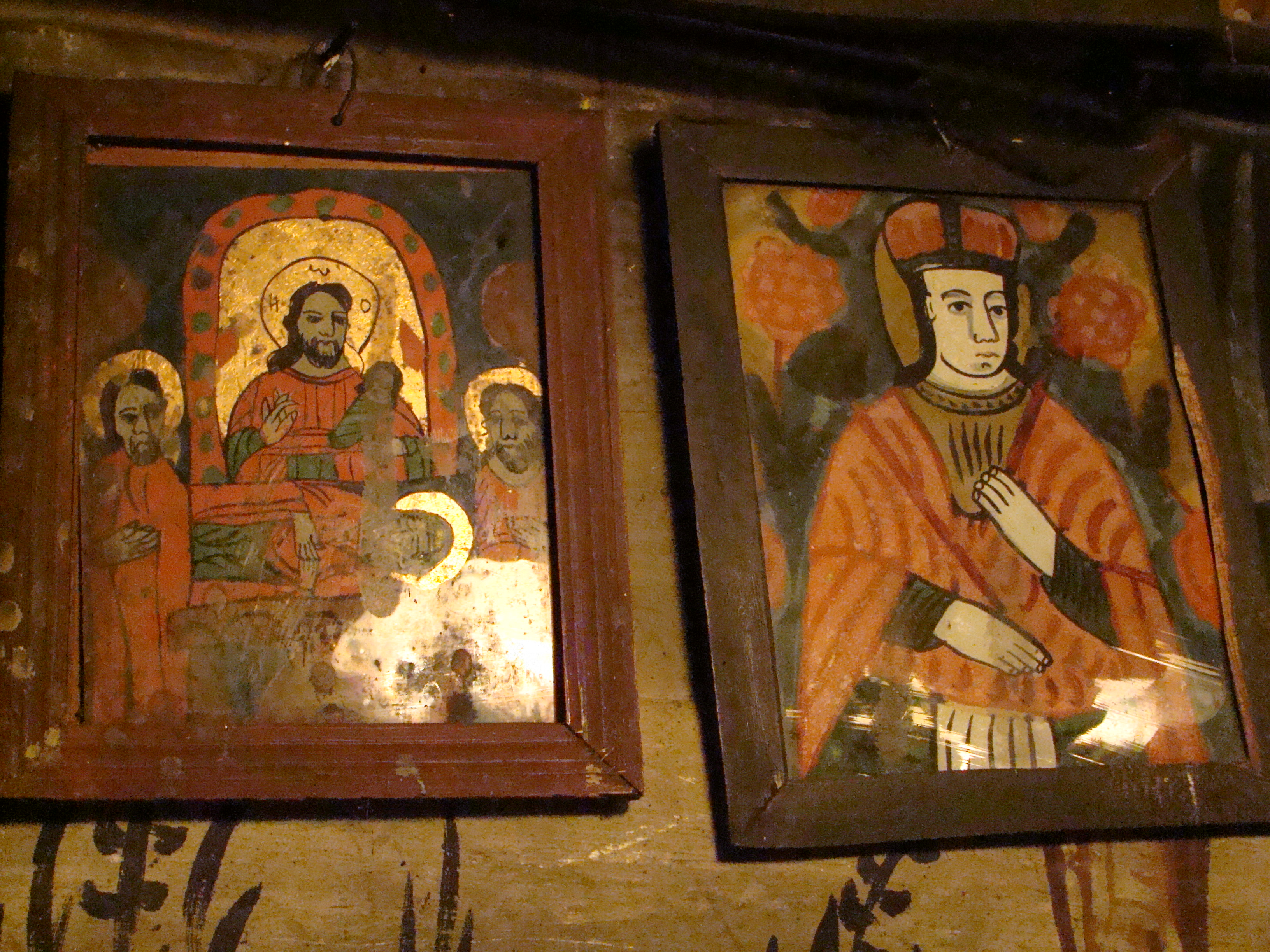
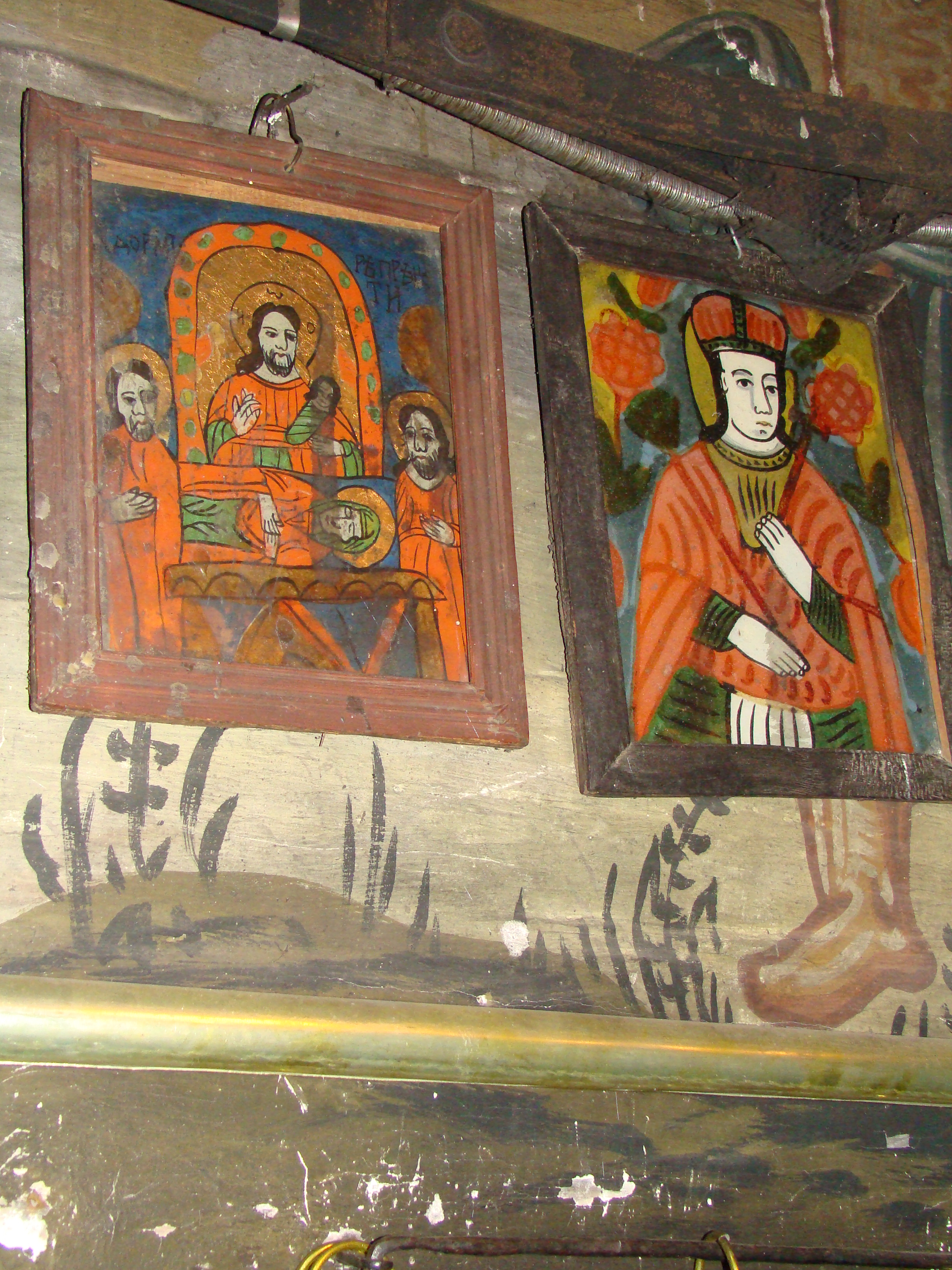
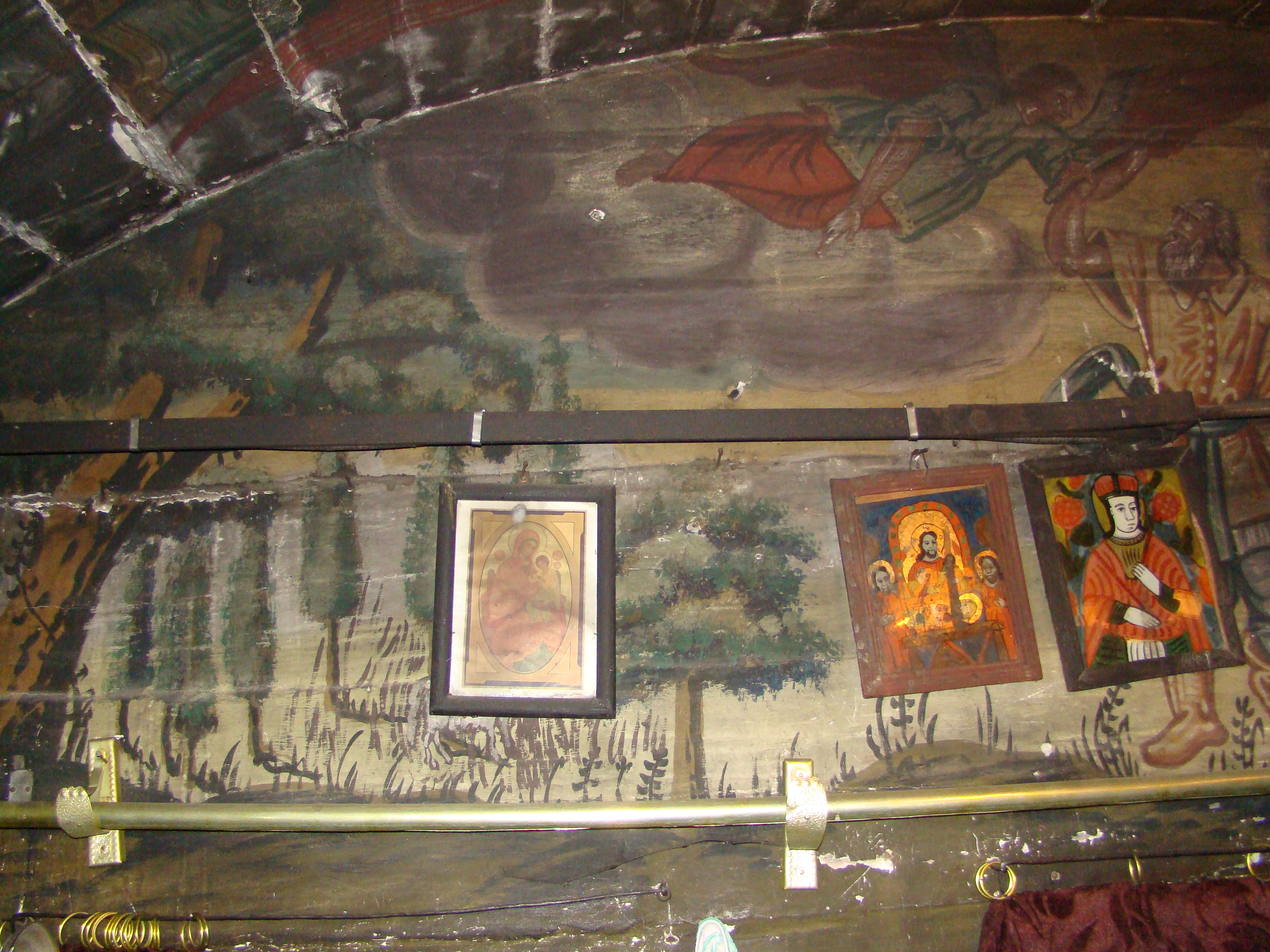
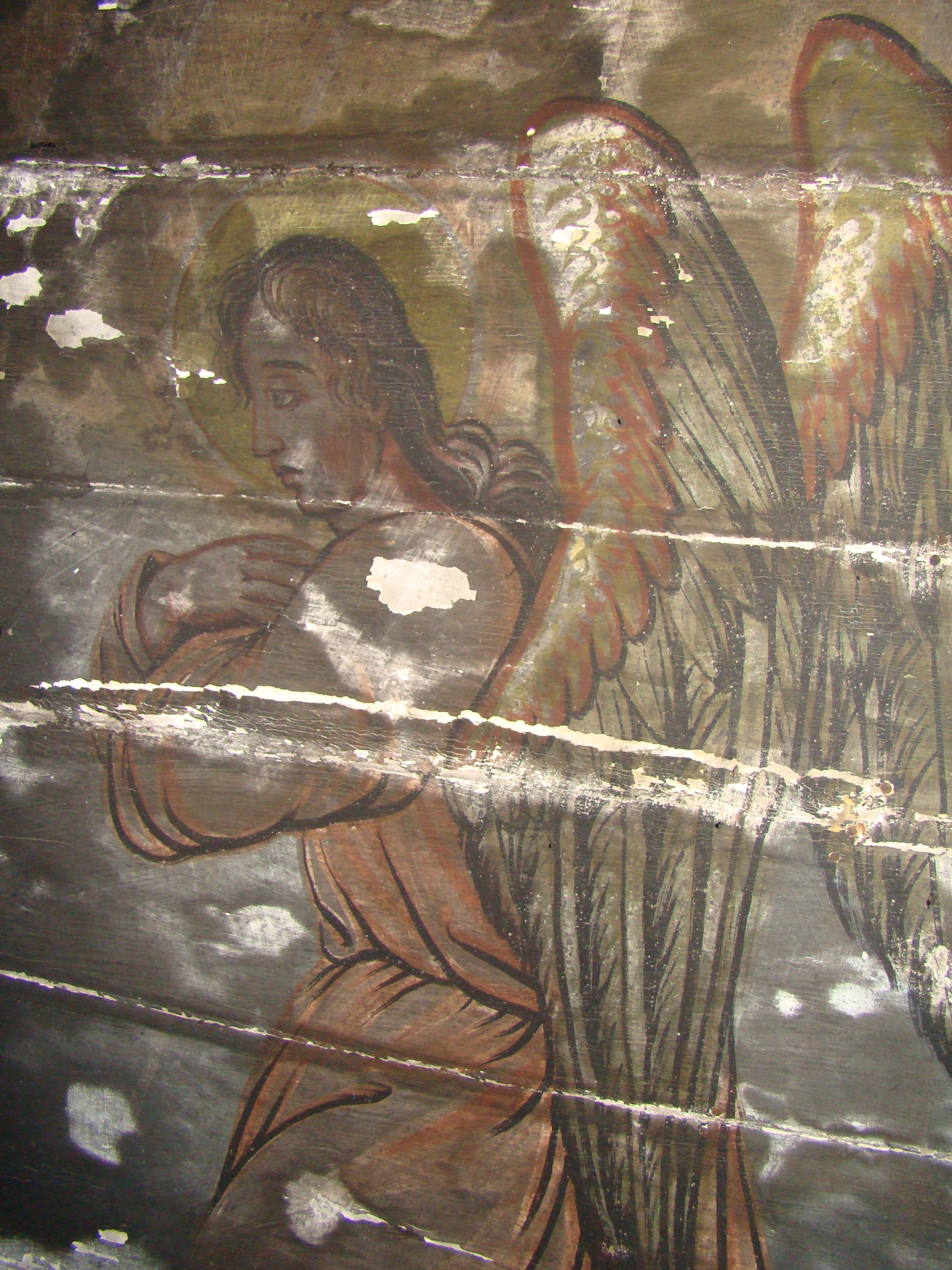
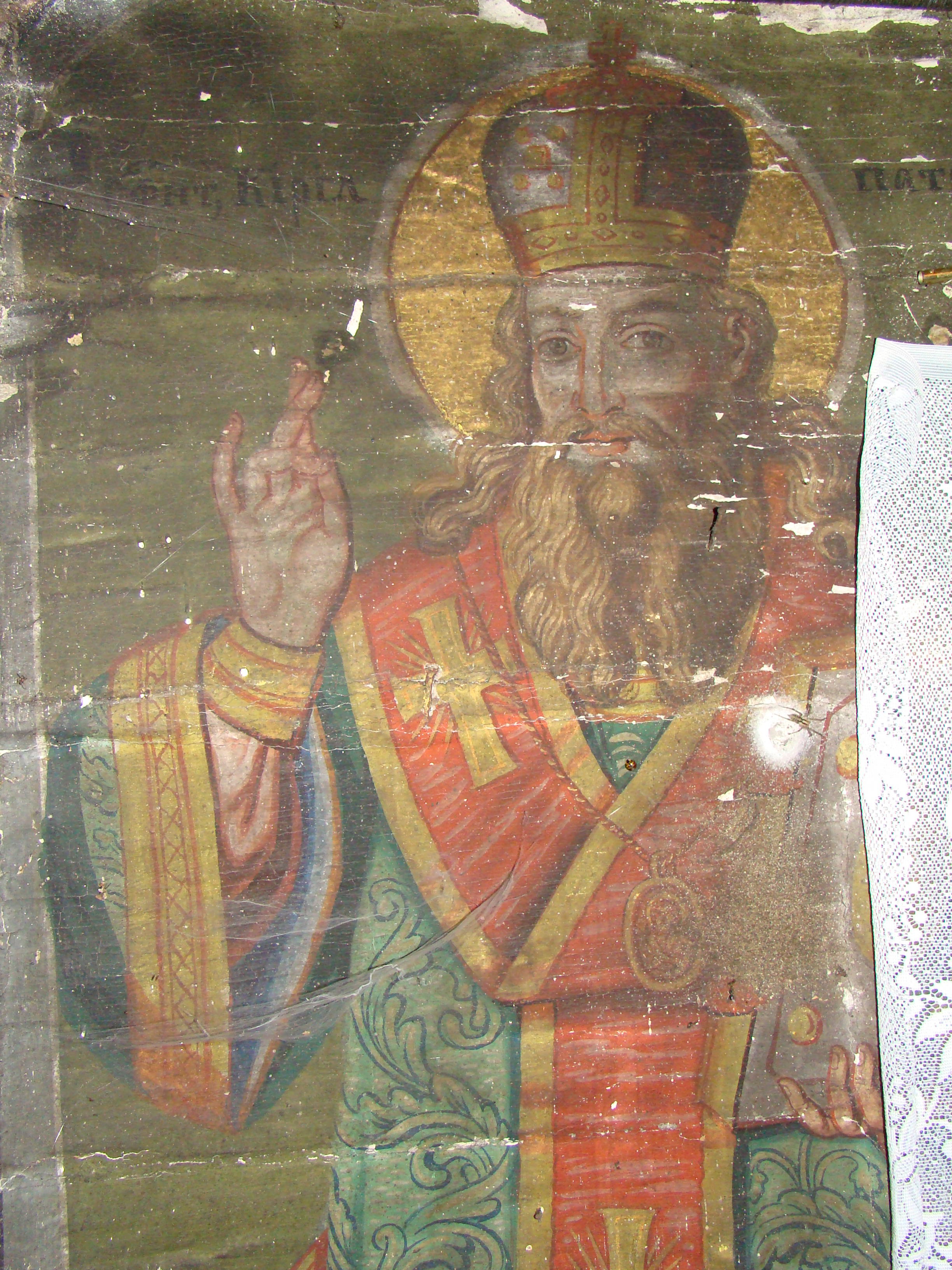
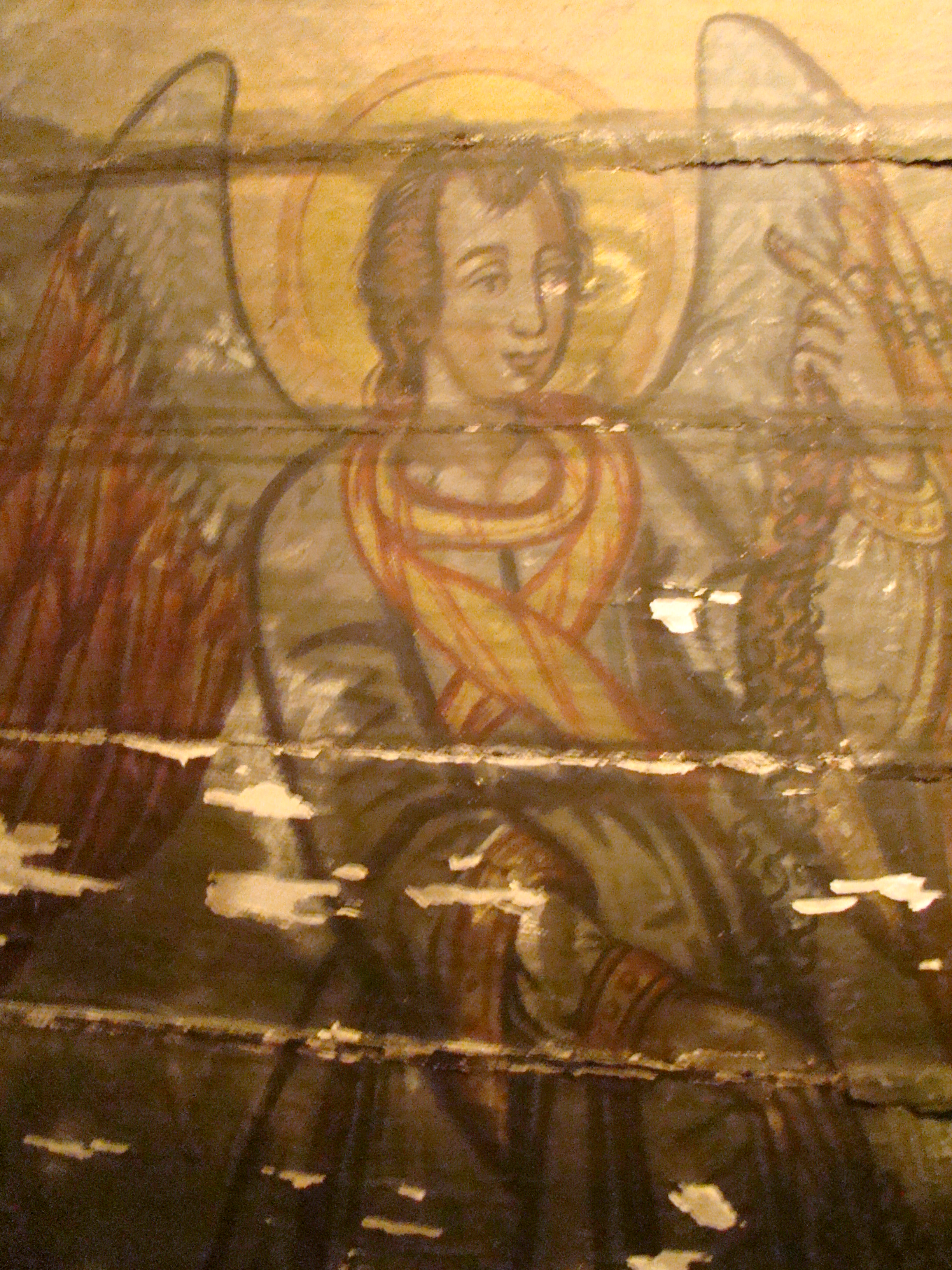
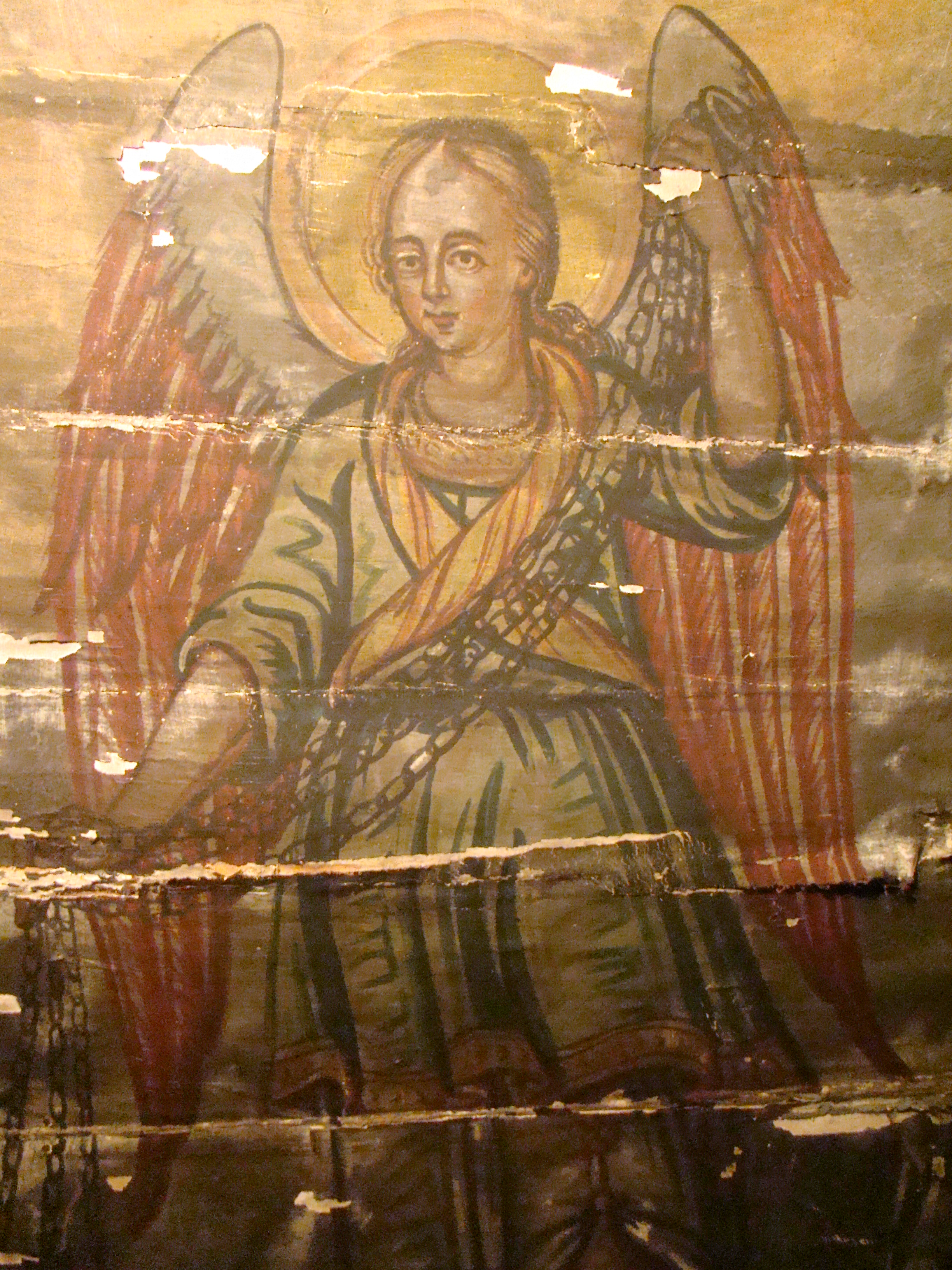
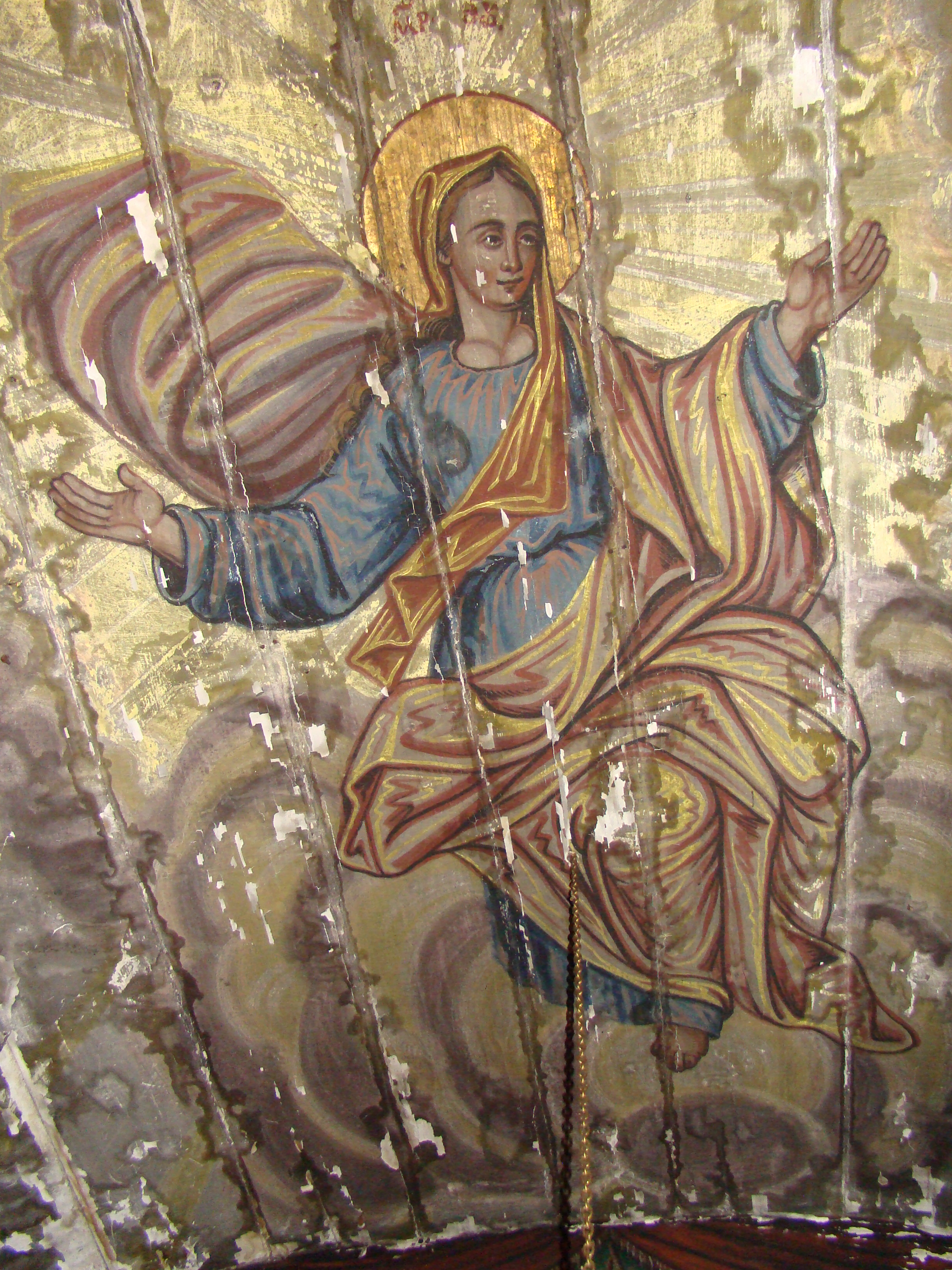
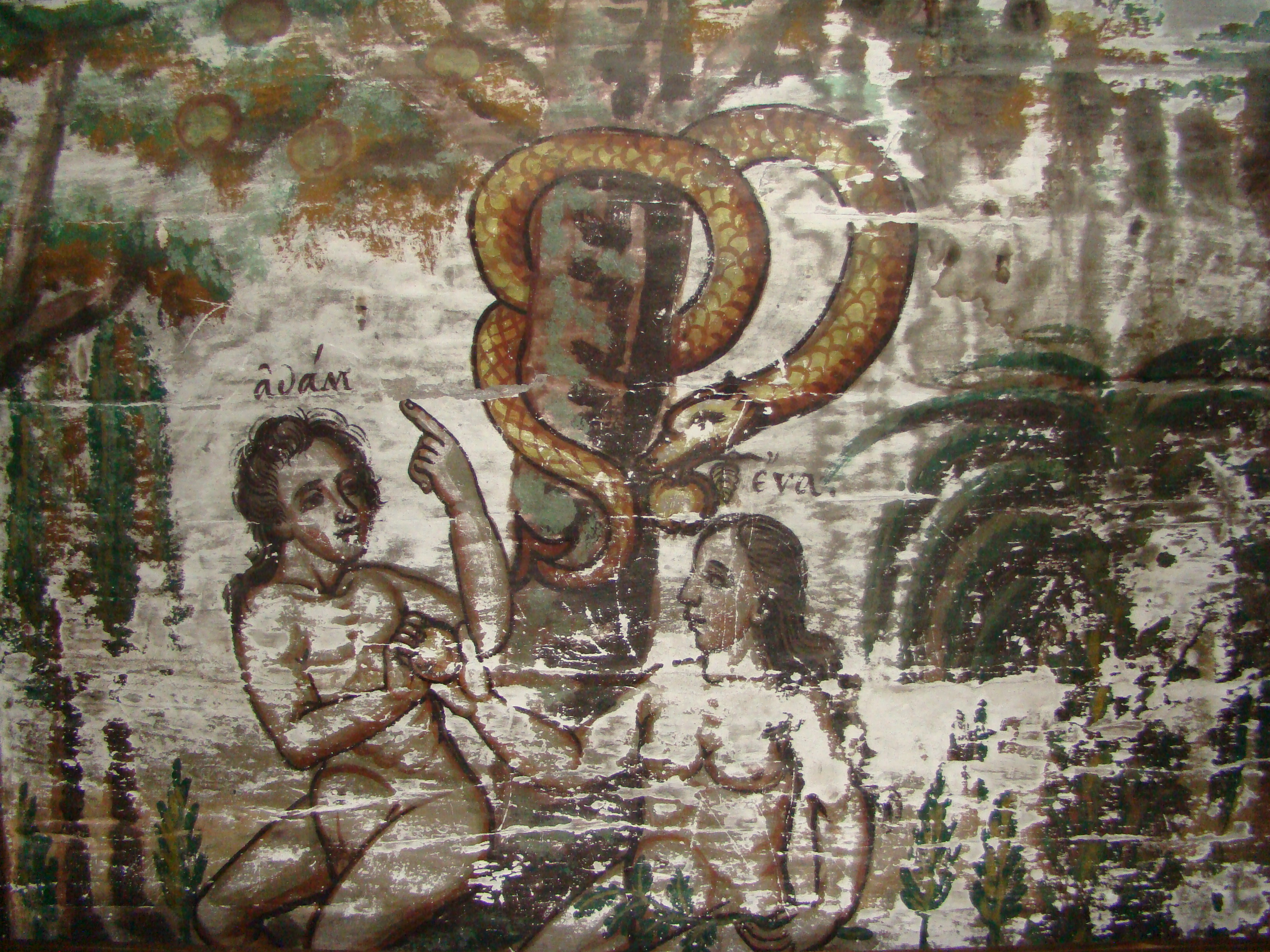
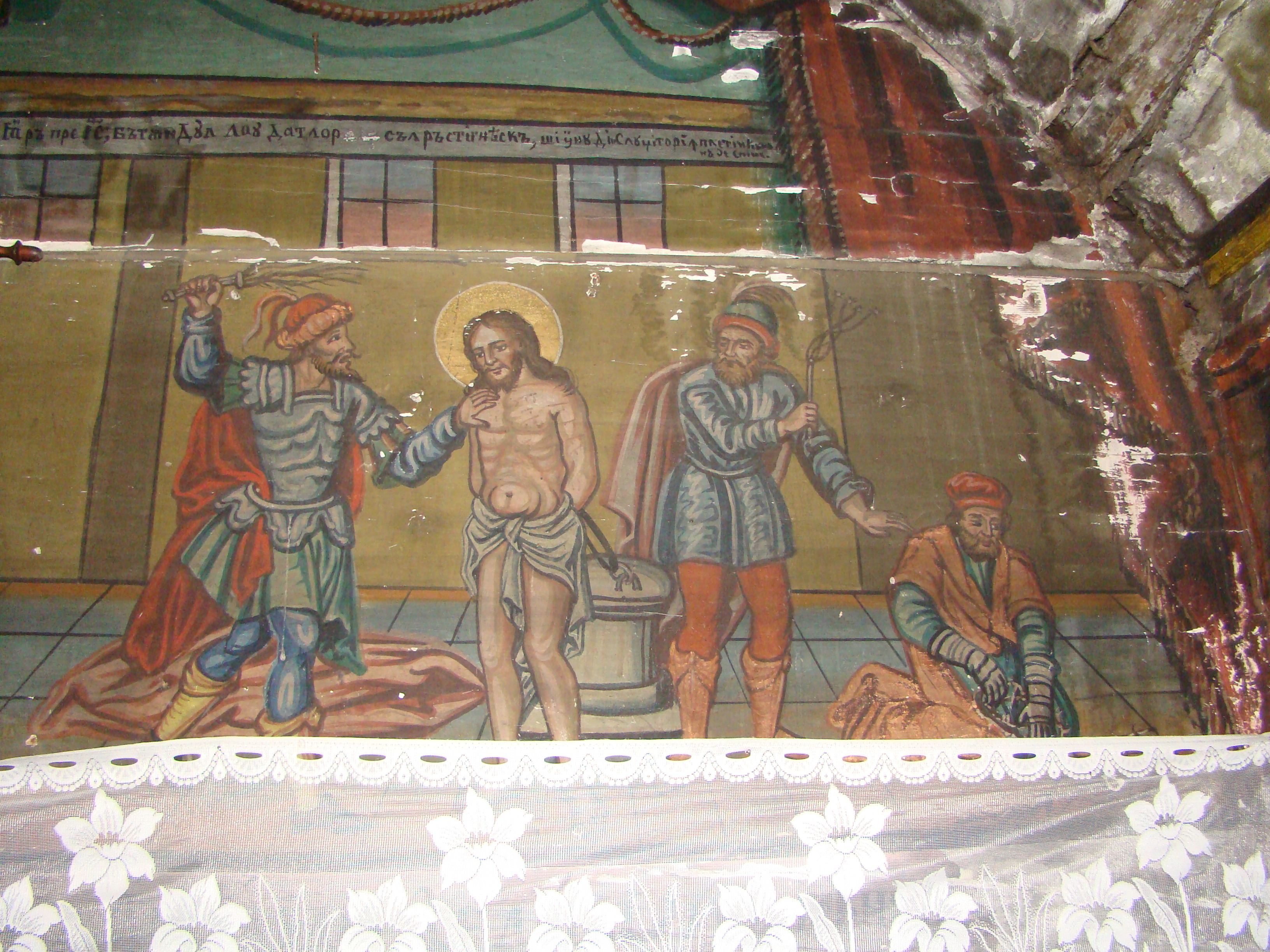